# Biserica de lemn din Noșlac

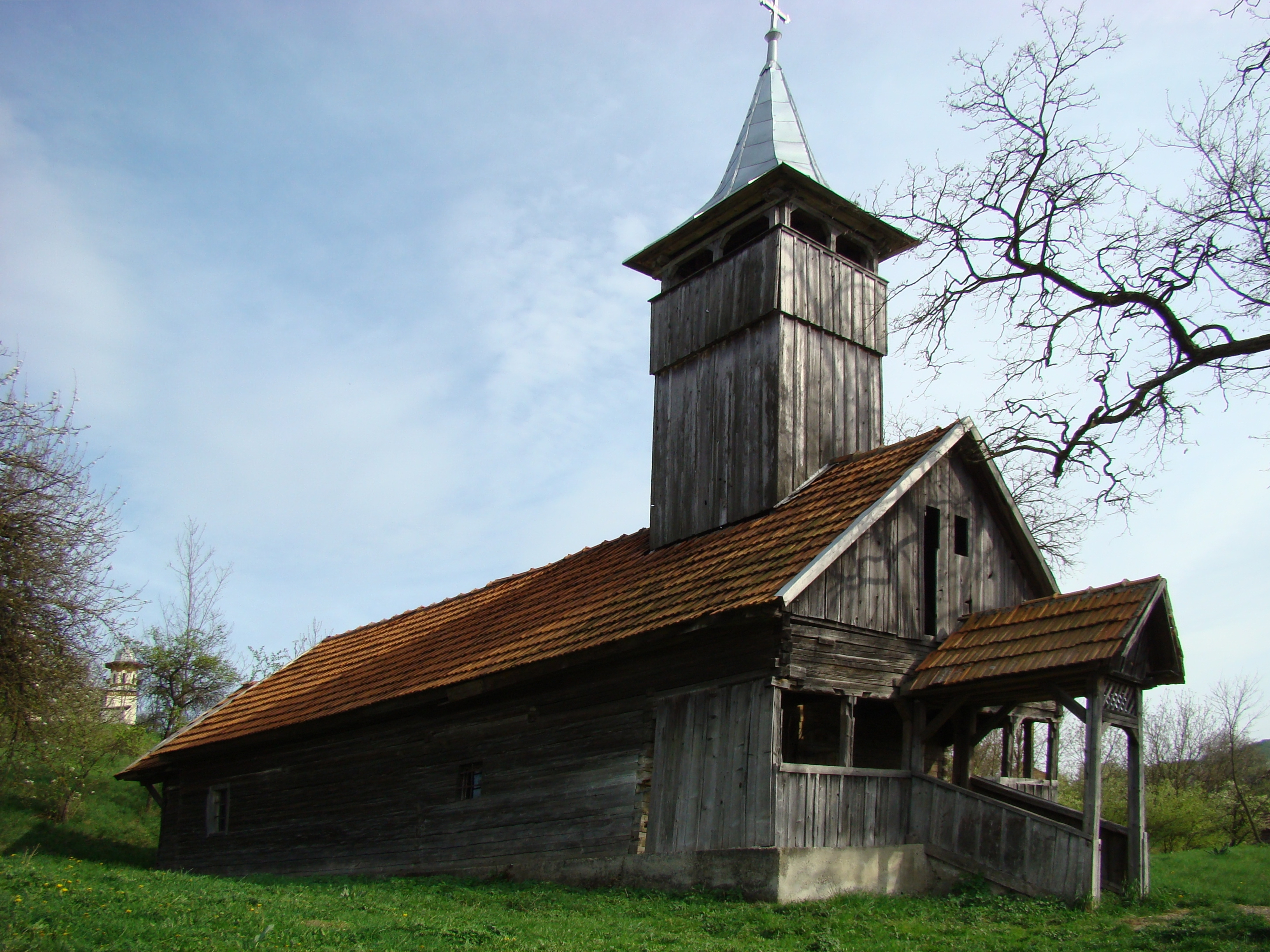
Biserica de lemn din Noşlac, județul Alba, 2009

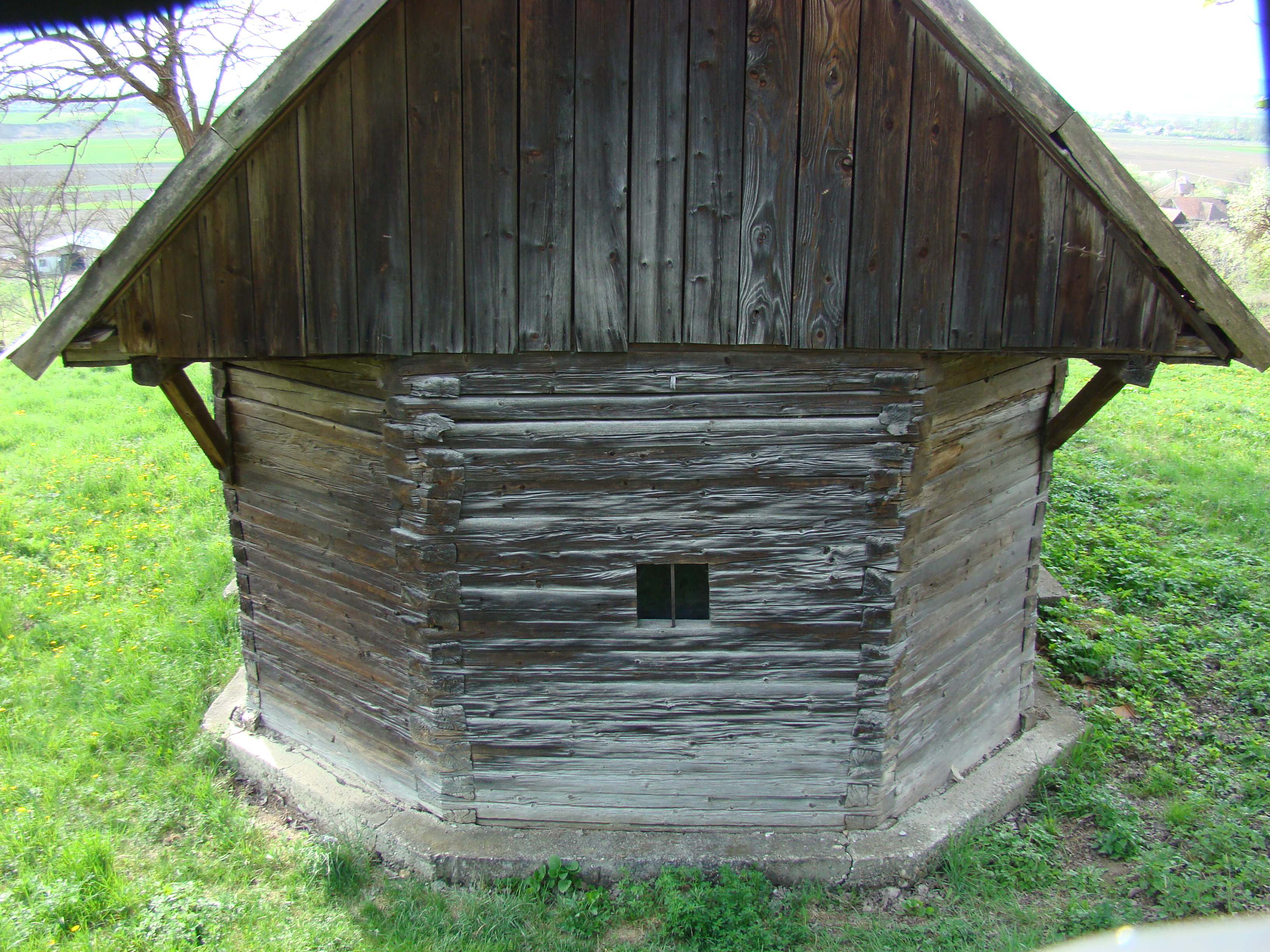
Biserica de lemn din Noşlac - absida altarului

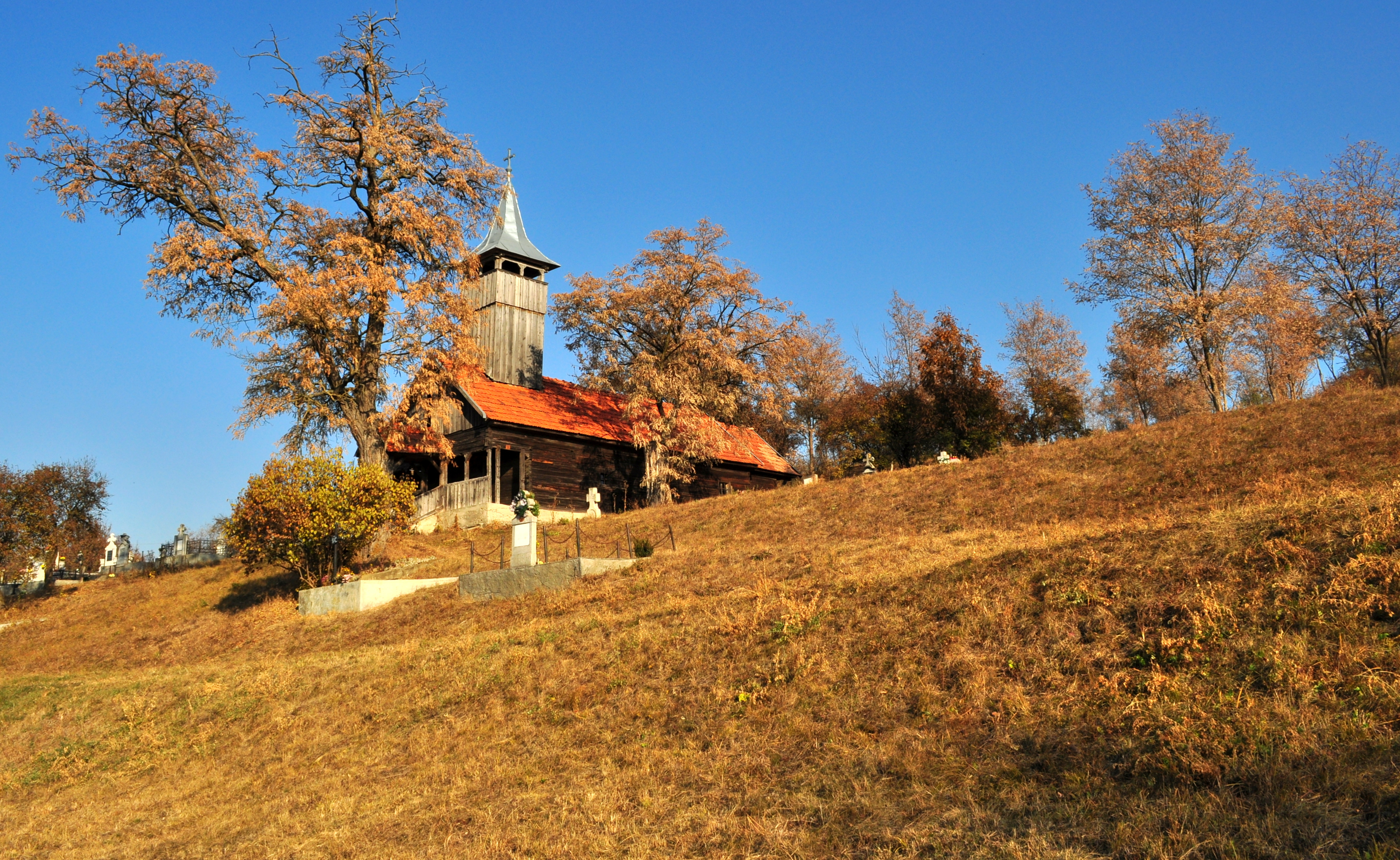
Biserica de lemn „Sfinții Arhangheli Mihail și Gavriil” din Noșlac, județul Alba, foto: noiembrie 2011.

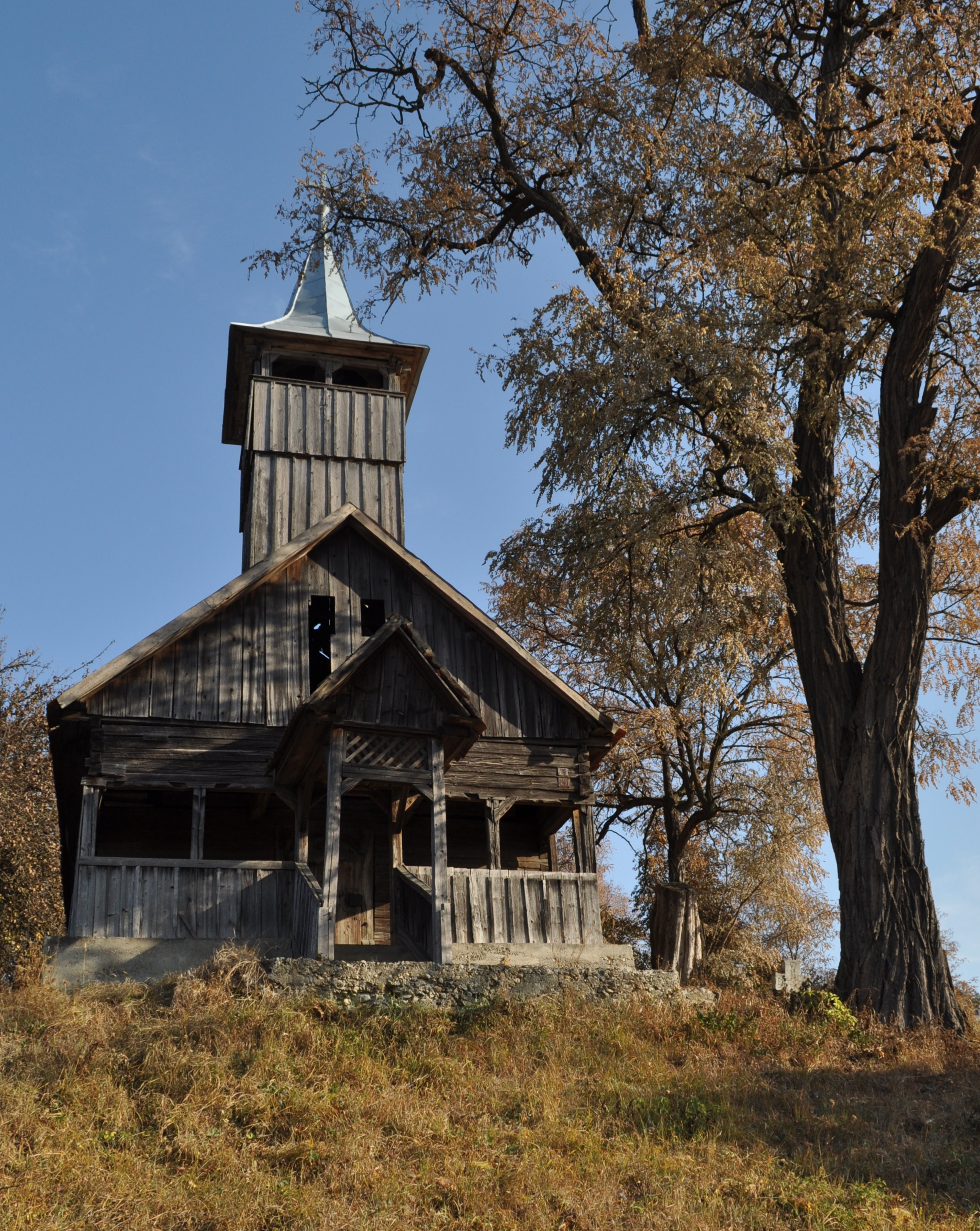
Biserica (vest)

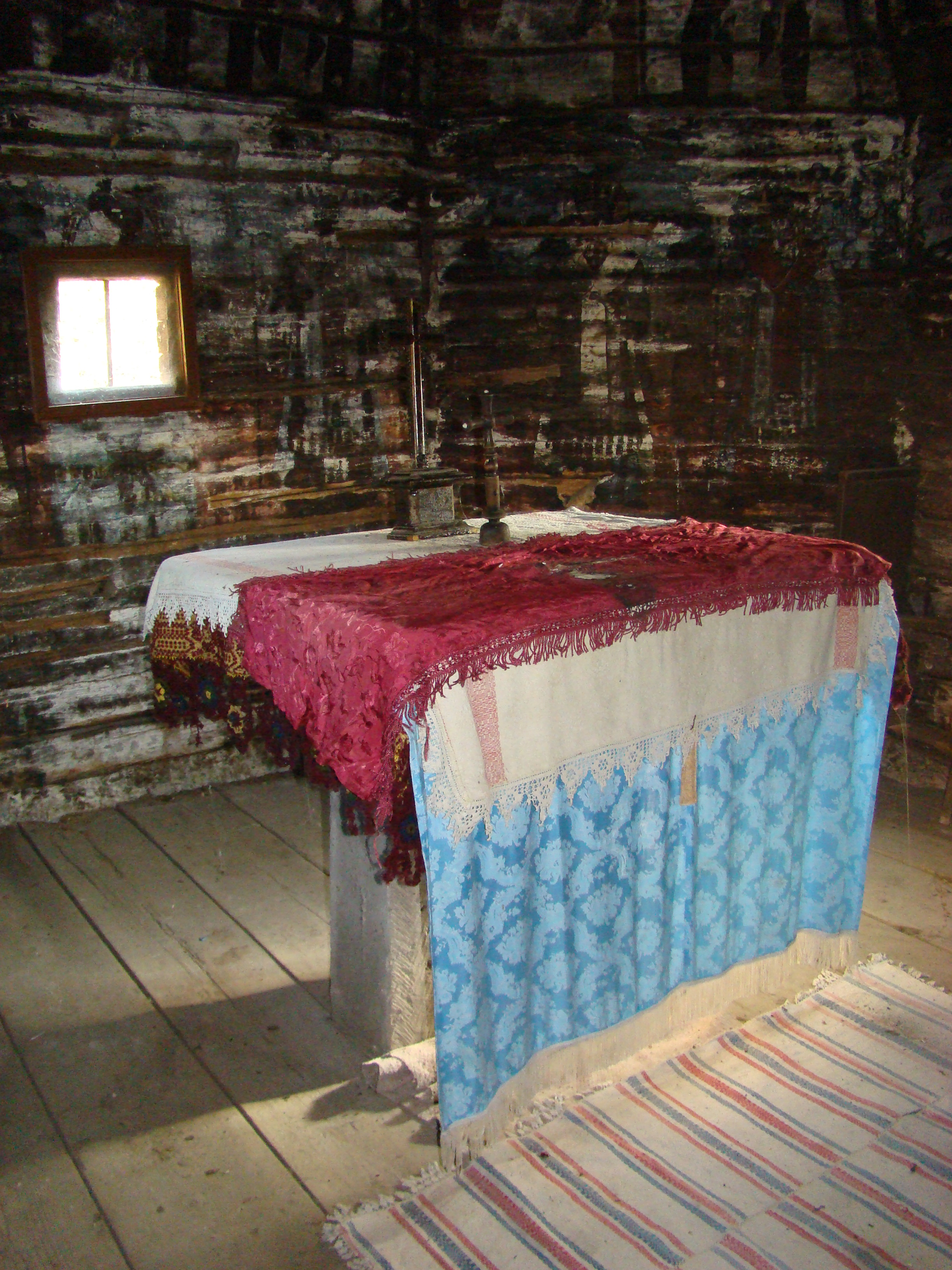
În altar

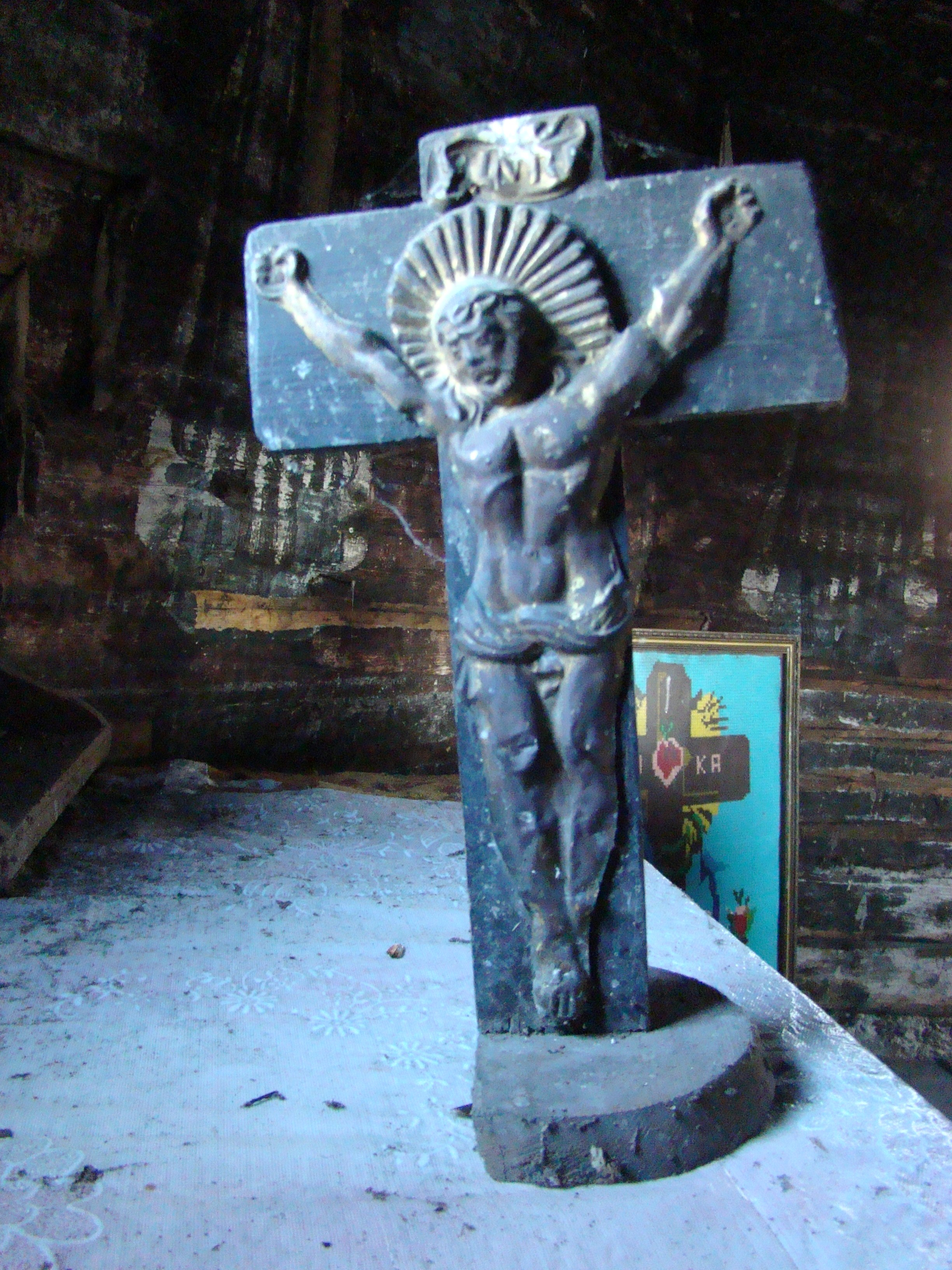
Răstignire

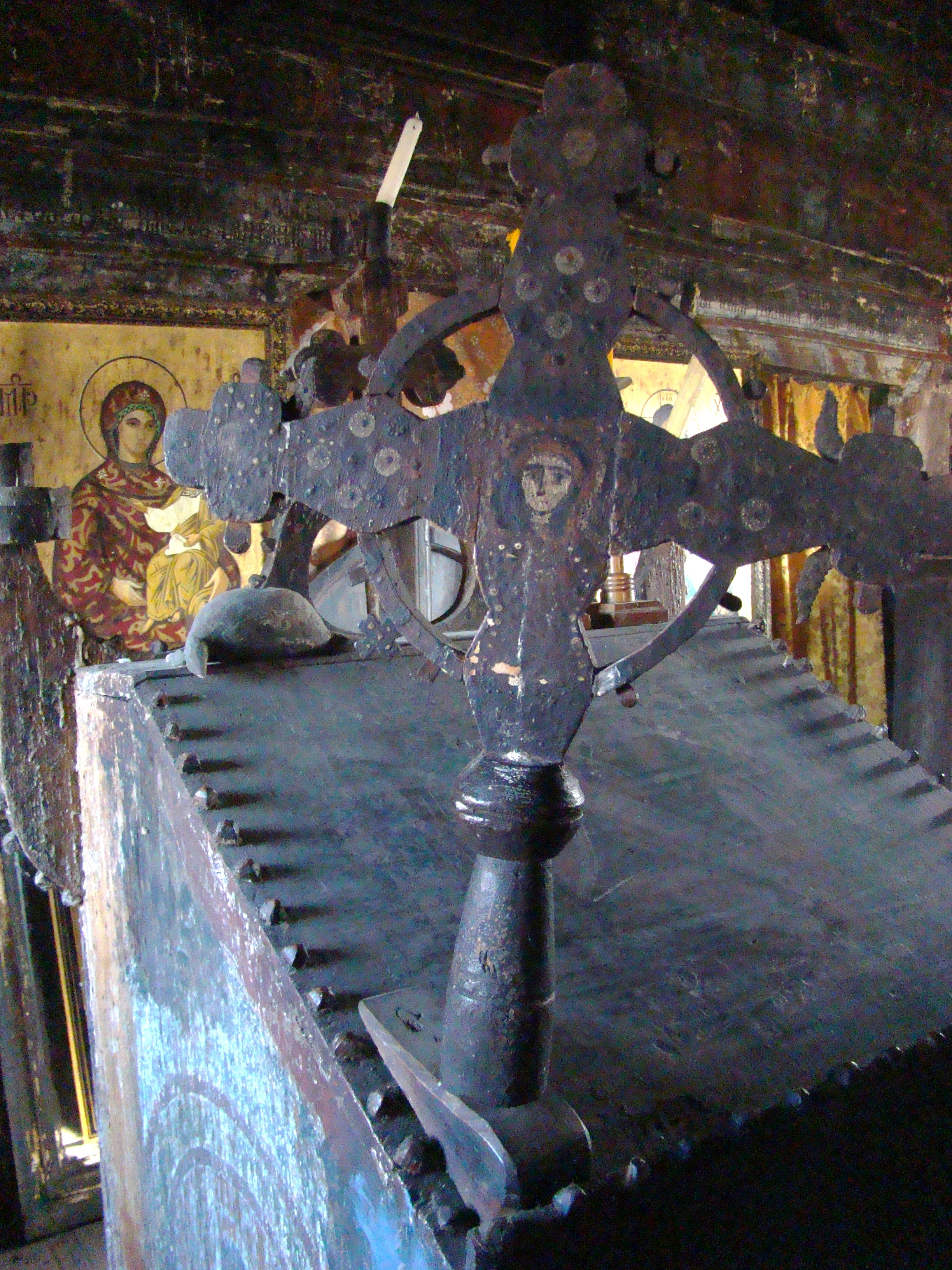
Cruce veche pictată

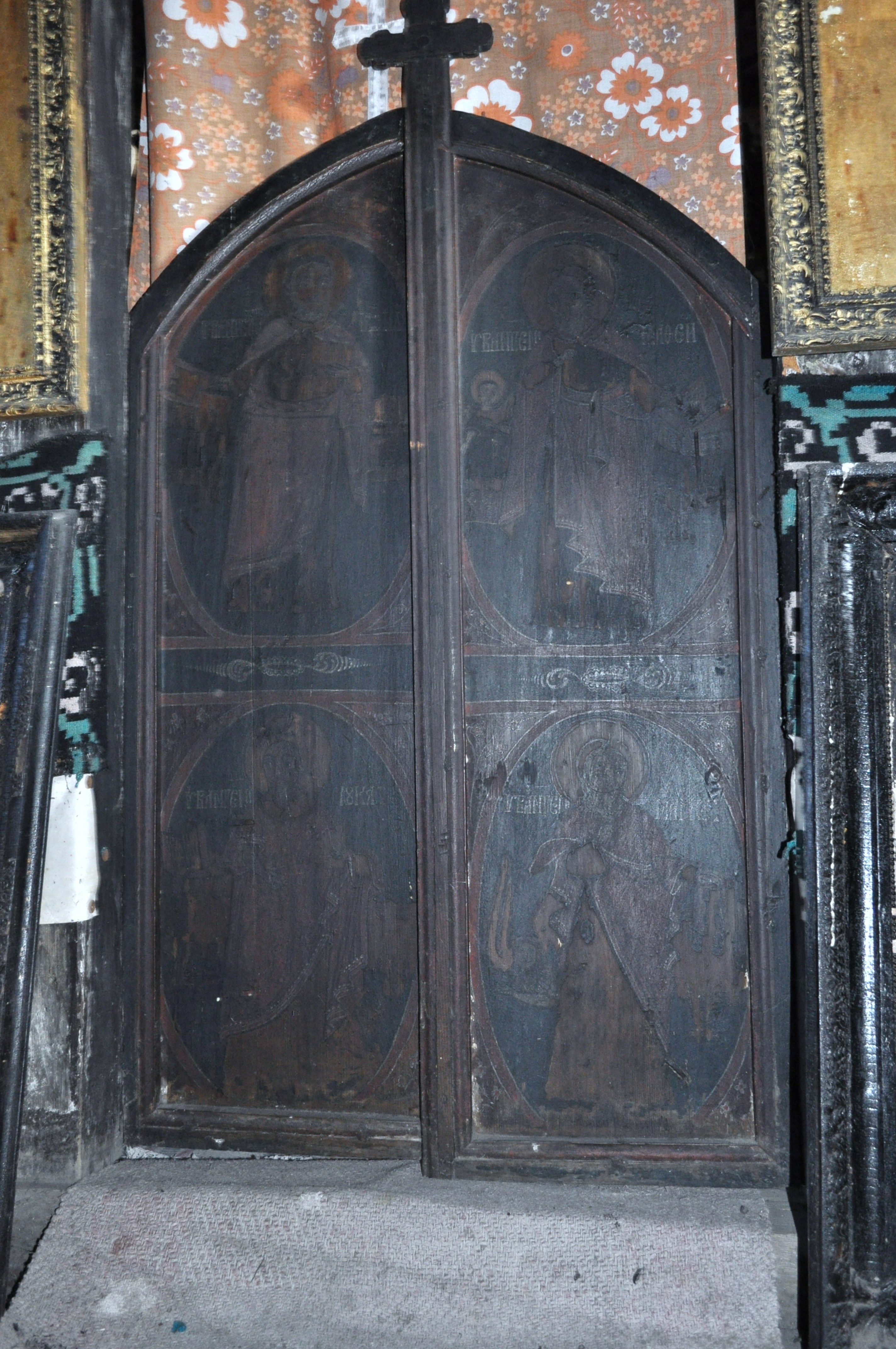
Ușile împărătești

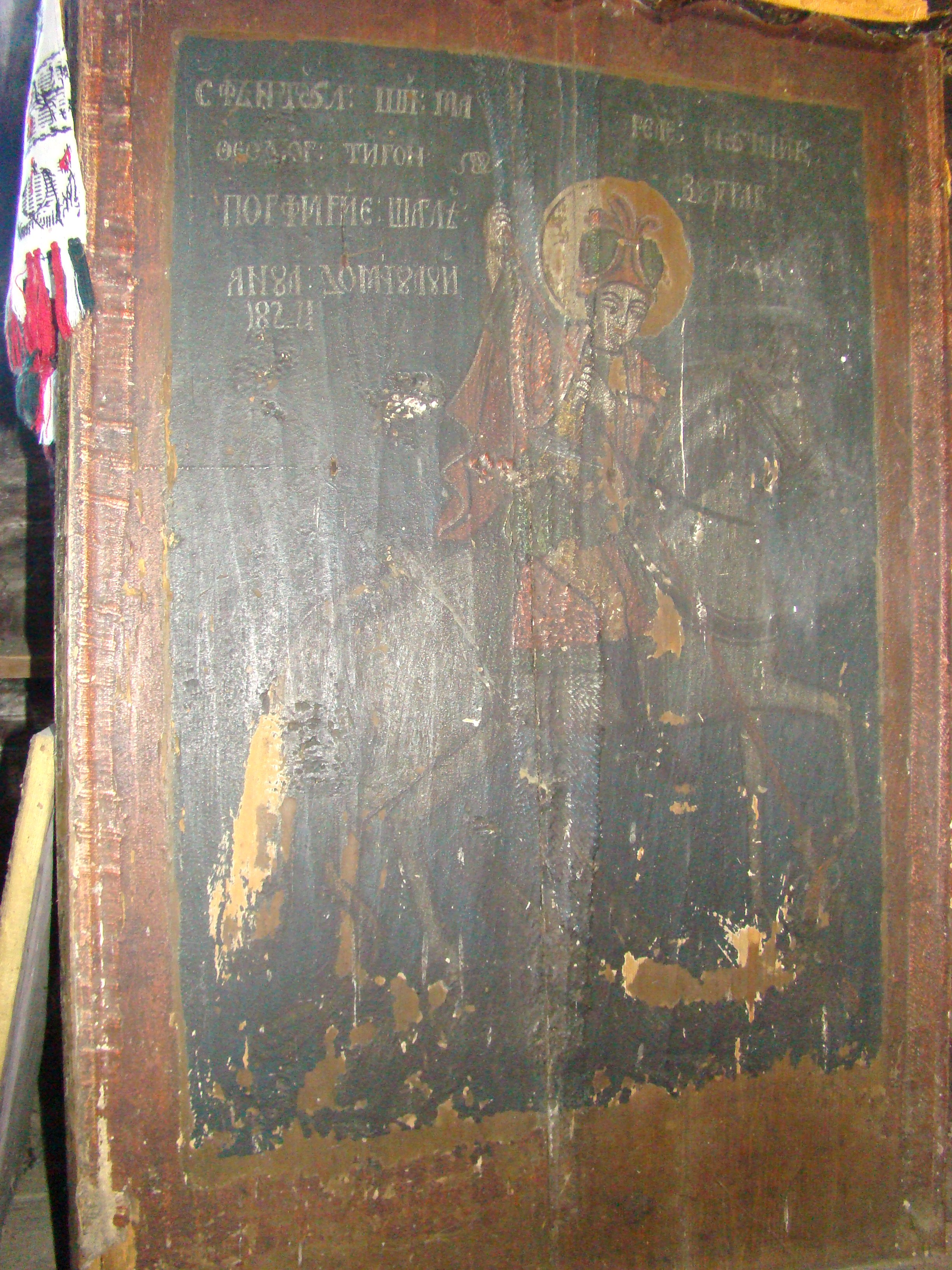
Sfântul Mare Mucenic Gheorghe

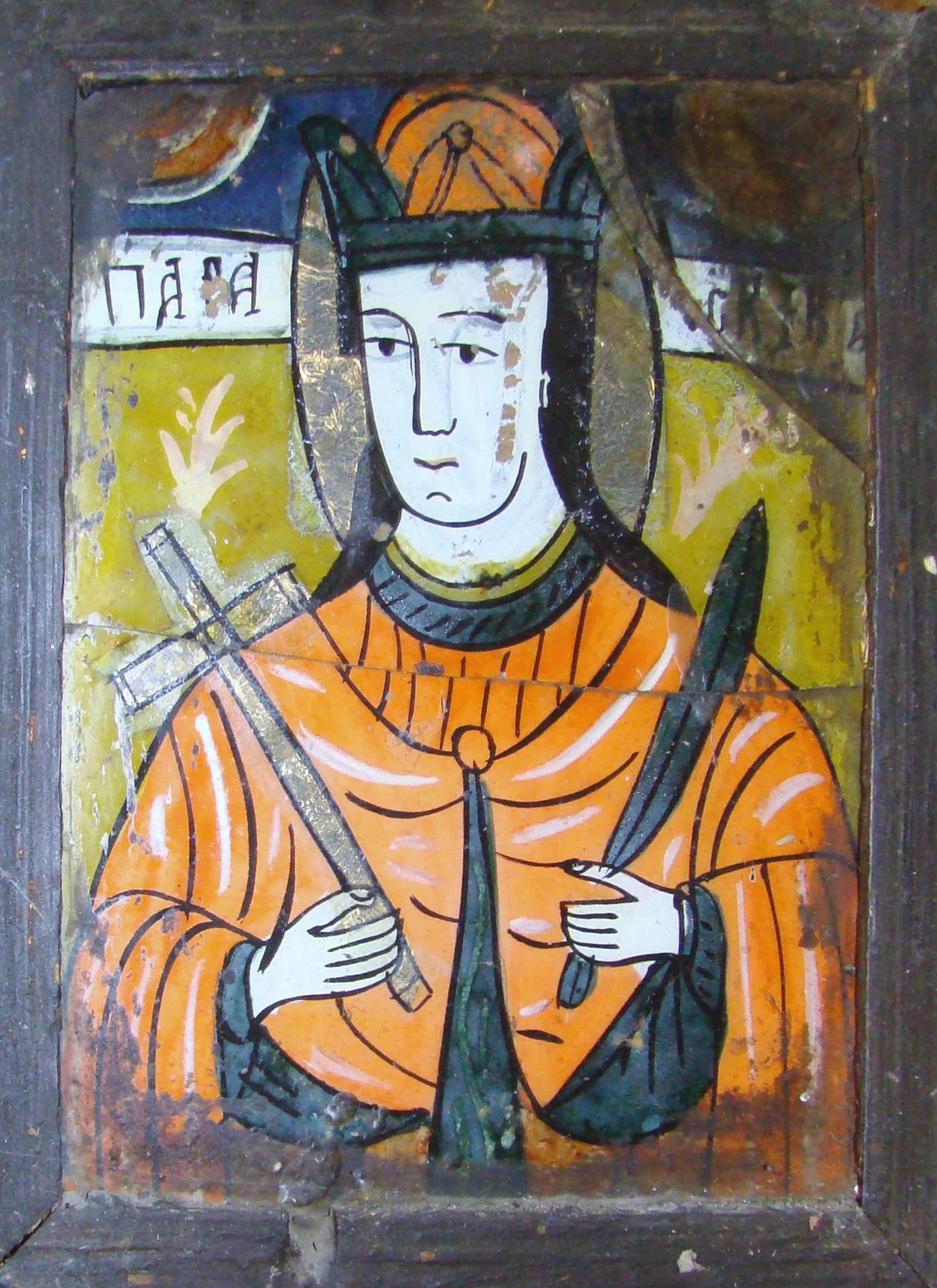
Cuvioasa Paraschiva

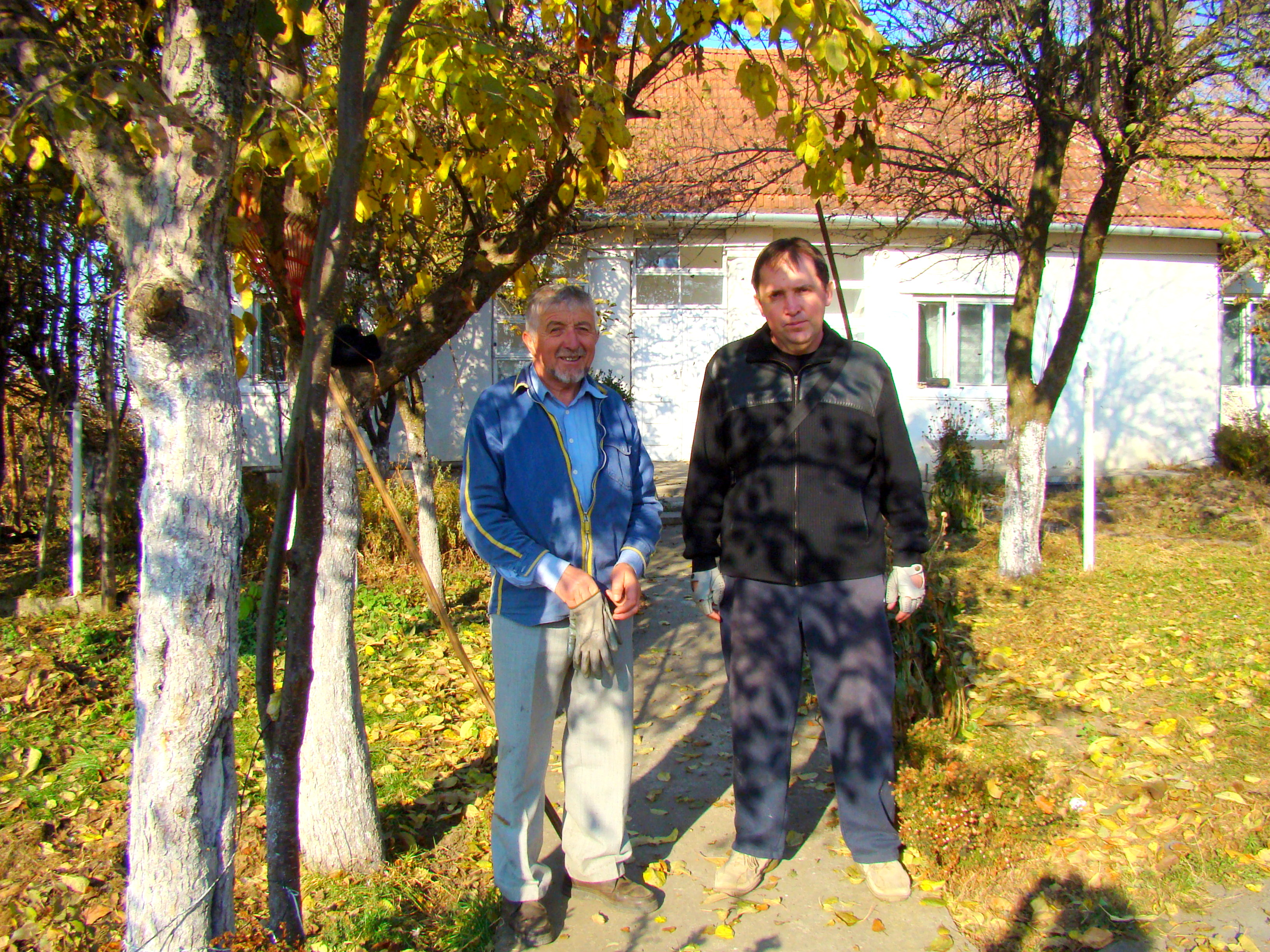
Cu părintele Giurgiu la casa parohială

Biserica de lemn din Noșlac, aflată în comuna cu același nume din județul Alba are hramul „Sfinții Arhangheli Mihail și Gavriil” și este înscrisă pe noua listă a monumentelor istorice sub codul  AB-II-m-B-00255.

## Istoric și trăsături
Biserica de lemn „Sfinții Arhangheli Mihail și Gavriil" a fost construită în secolul XVIII, ca biserică greco-catolică, trecută în anul 1948 în folosința ortodocșilor. Pictura interioară, în prezent foarte degradată, a fost realizată în 1822.
Prin elementele constructive, ale părții originare, biserica poate fi atribuită secolului XVIII-lea, și datată antequem 1783, prin valoroasele icoane împărătești, de la tâmplă. Anul 1803, înscris deasupra intrării în pridvor, socotit a fixa începutul construcției, reprezintă etapa renovării sale, cu unele modificări.
Partea originară, ce se citește bine pe pereții interiori, mergea până la jumătatea pronaosului actual. Este constituită, din absida decroșată, poligonală cu cinci laturi, boltită semicilindric cu trei fâșii curbe, și din nava, dreptunghiulară, cu sistemul arhaic de acoperire al bolții unice, semicilindrice. Prin lucrările de la început de veac XIX, s-a alungit partea de vest și s-a adăugat pridvorul, clopotnița de deasupra, cu frumoase arcade, renunțându-se astfel, la aceea aflată până atunci, alături de biserică.
Din pictura naosului nu se mai disting decât unele fragmente de pe latura de sud, printre care reprezentarea Tăierea capului Sf. Ioan, ca și pictura catapetesmei, cu friza apostolilor, pe lavițe. Despre acest decor pisania consemnează: „În anul 1822 în zilele înălțatului împărat Franciscus al II-lea al romanilor, cu blagoslovenia excelenței sale Ioan Bob vlădica Făgărașului, s-au zugrăvit această sfântă biserică de robul lui Dumnezeu Ban Vasilie din Feisa și stăpânind în preoție popa Ioan Grindeanu, sfârșit lui Dumnezeu laudă”. În altar din osteneala aceluiași zugrav, se mai deslușesc cetele îngerești, de pe boltă; reprezentarea „Plângerea lui Isus” și arhierei, din decorul pereților.
Interesanta piesă de mobilier cultic – tetrapodul pictat, este o mărturie că semnatarul ei, din 1824, Porfirie Șarlea de la Feisa, s-a aflat alături de tatăl său Ban Vasilie, la împodobirea lăcașului.
Cu prilejul ultimelor reparații, în 1930, biserica a fost acoperiă cu țiglă, iar pe fațada vestică a fost adăugată o scară de acces acoperită.

## Imagini din interior

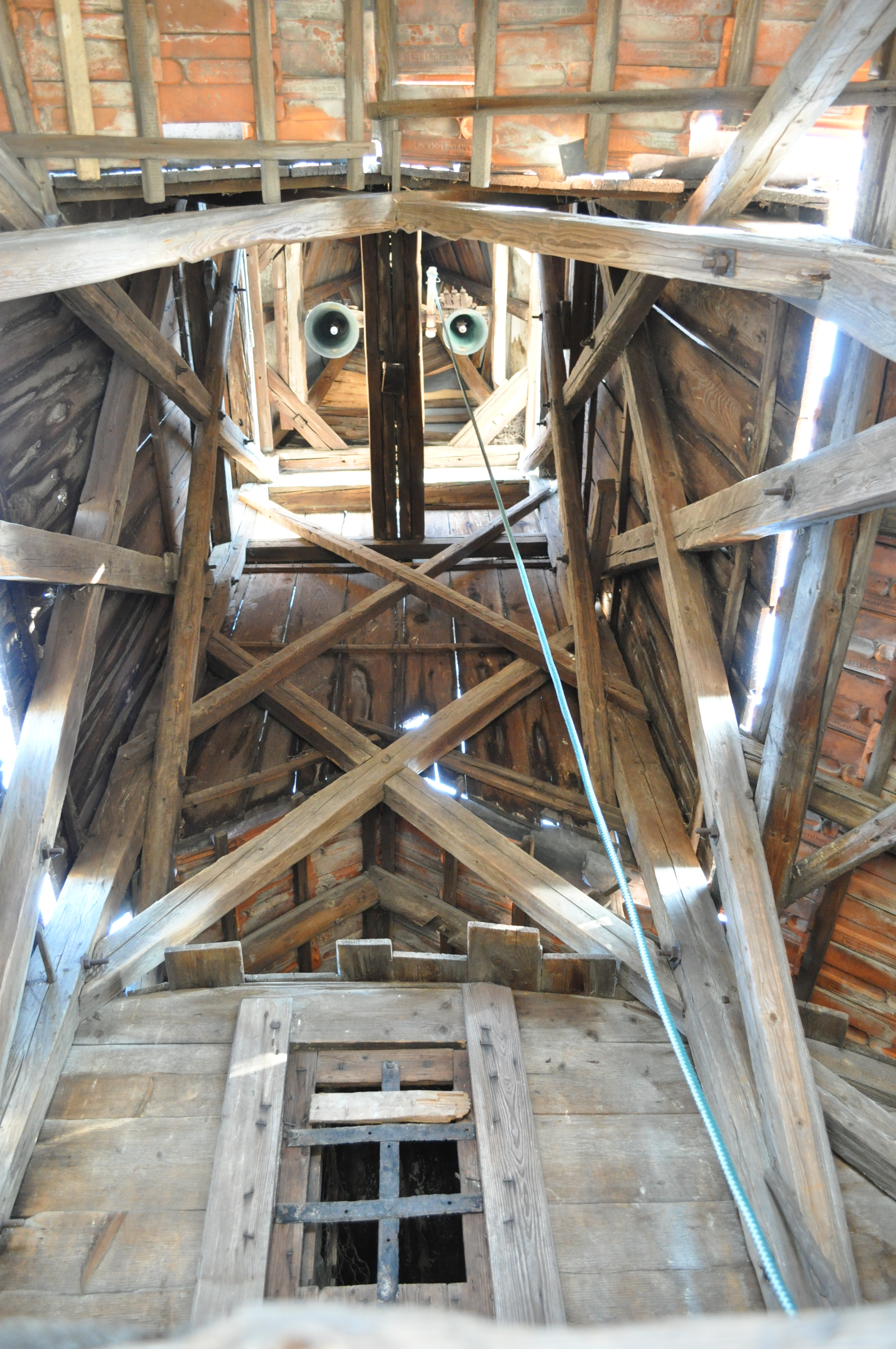
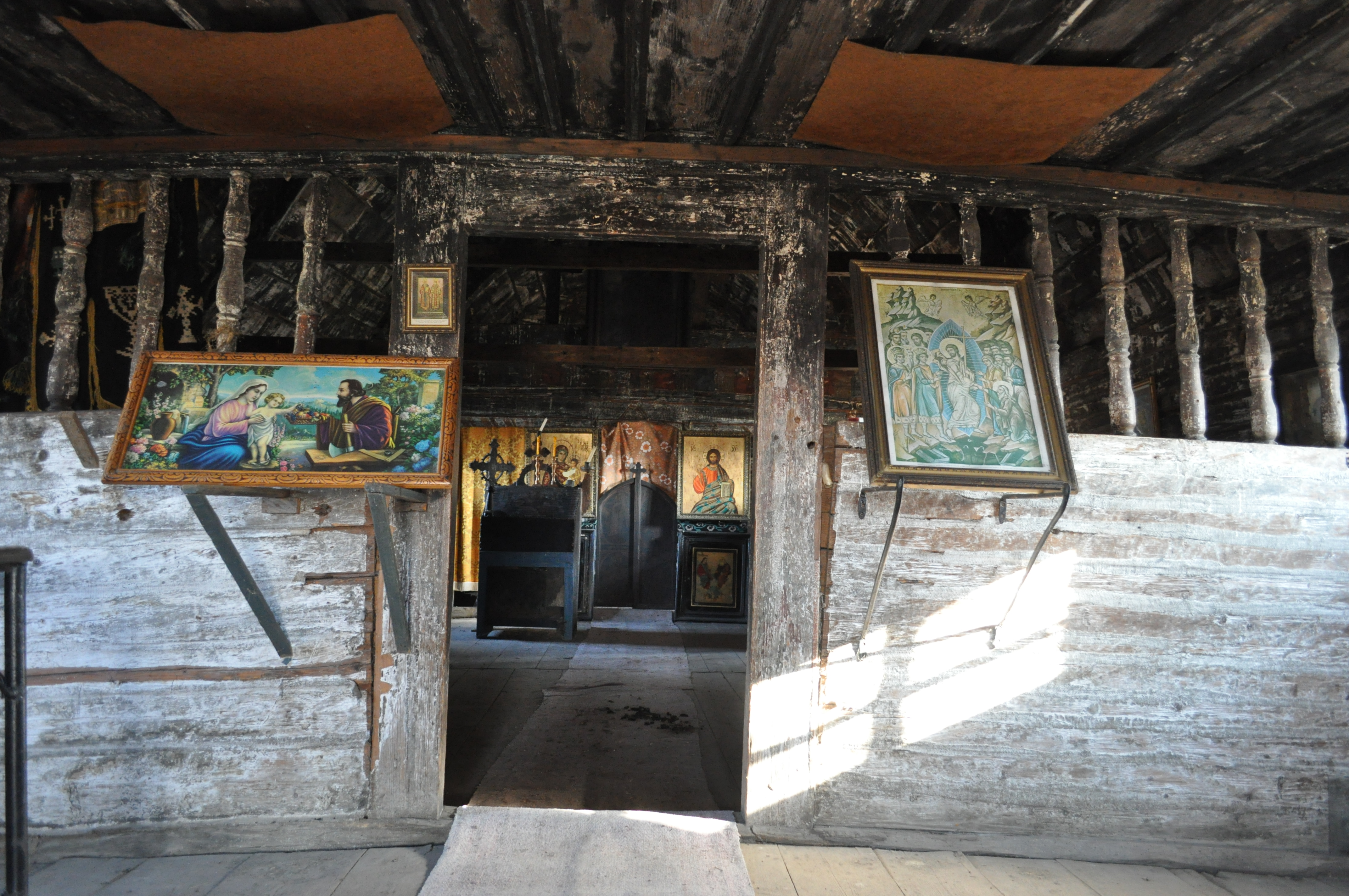
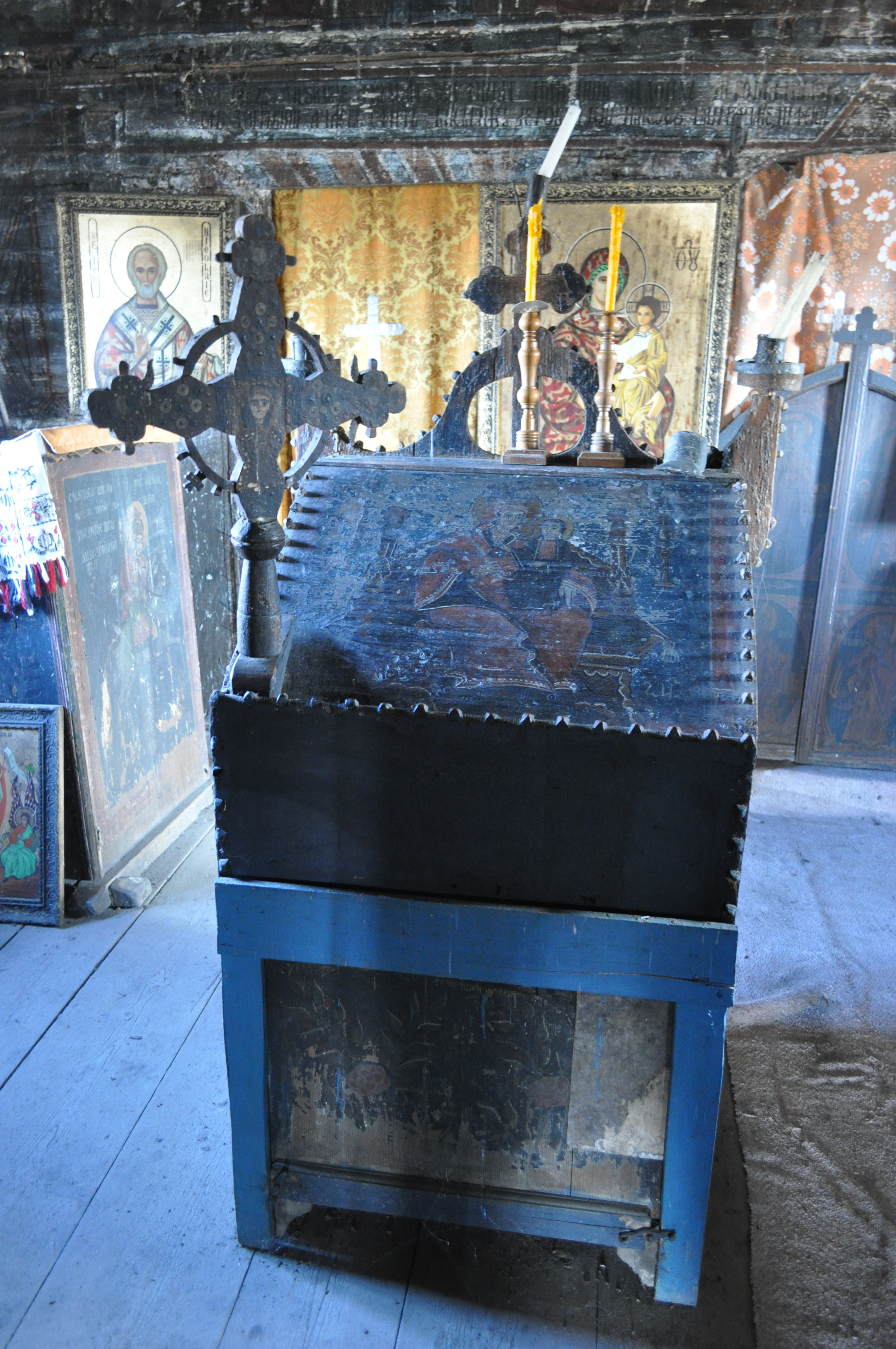
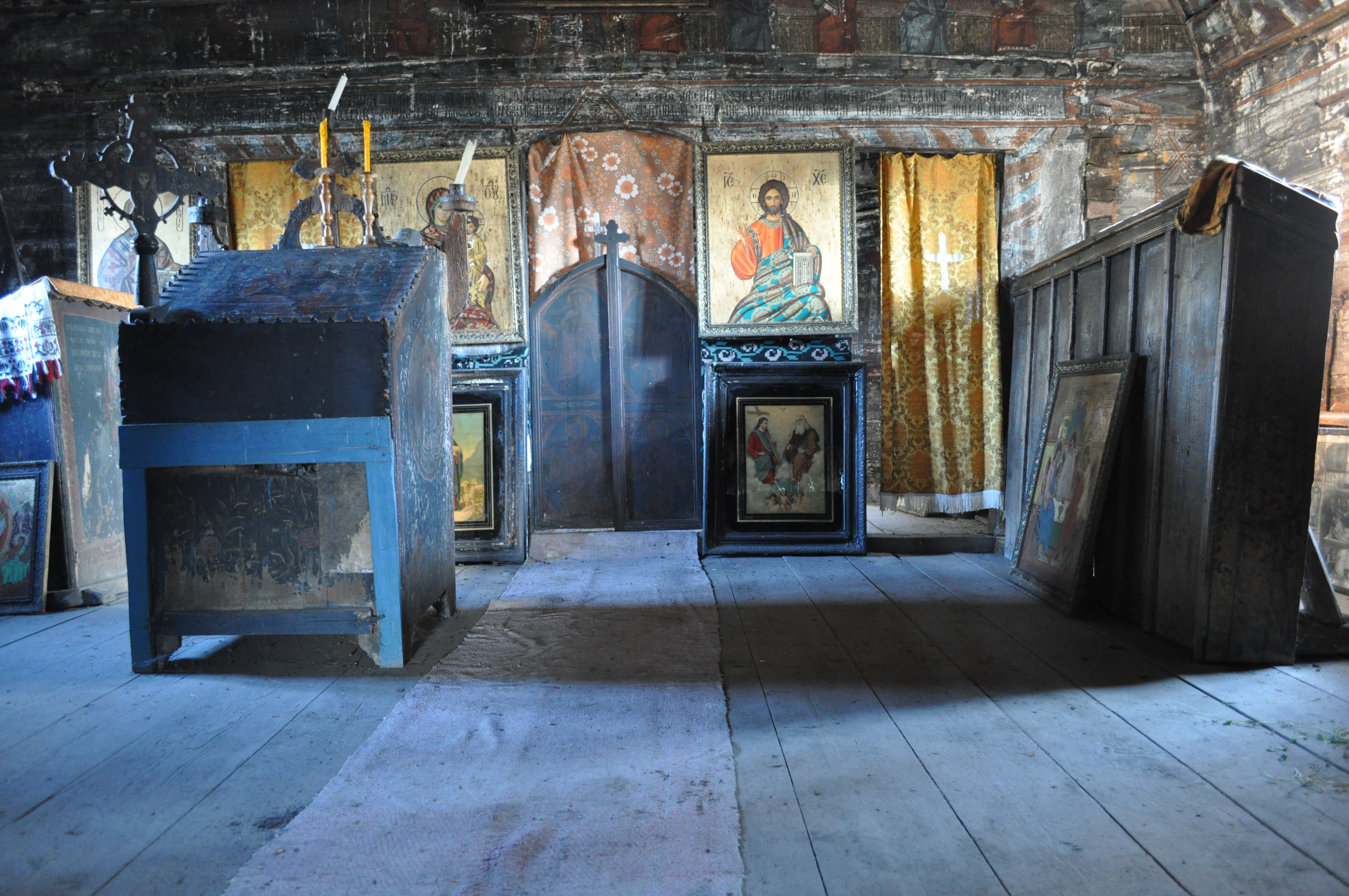
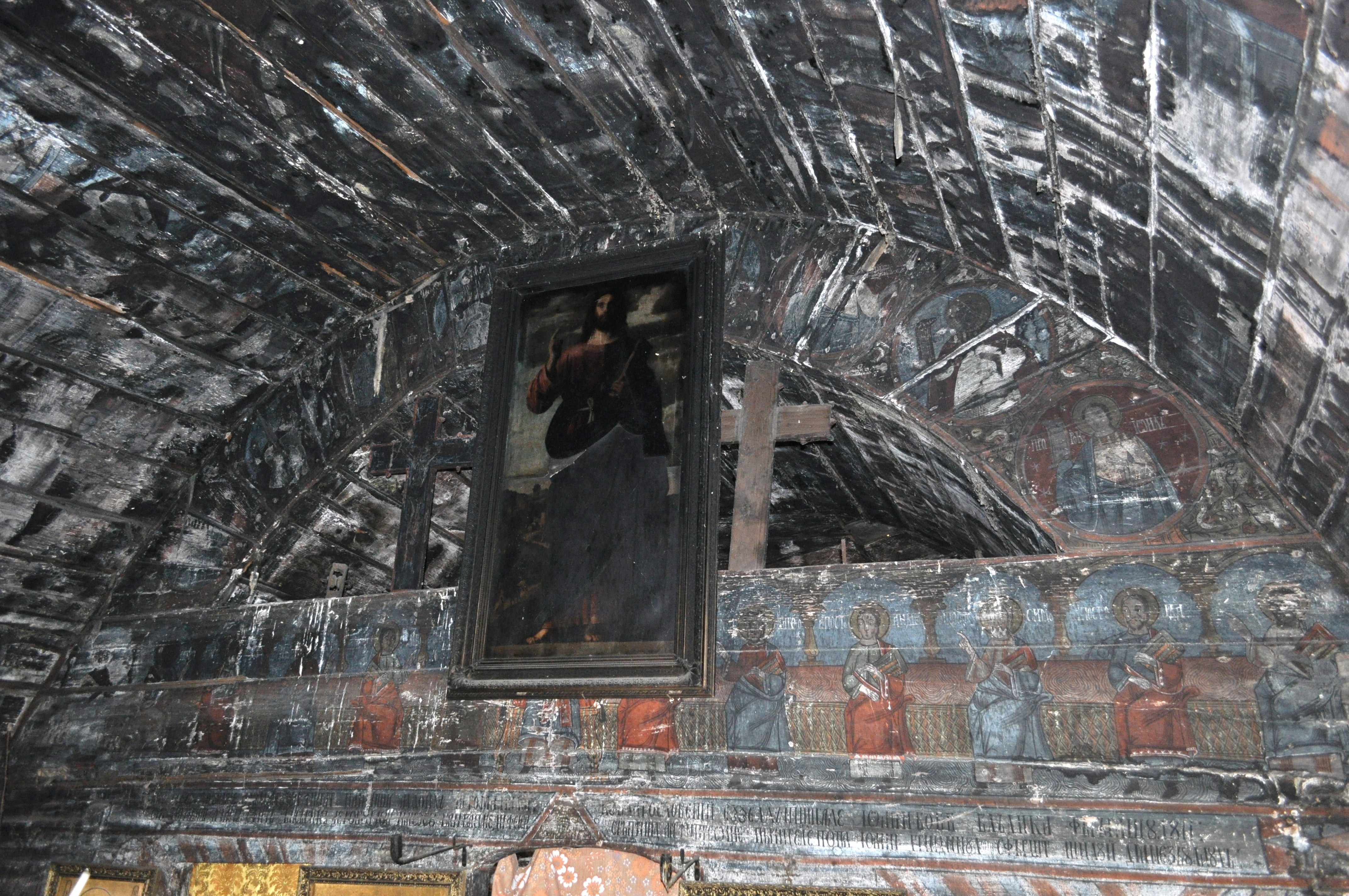
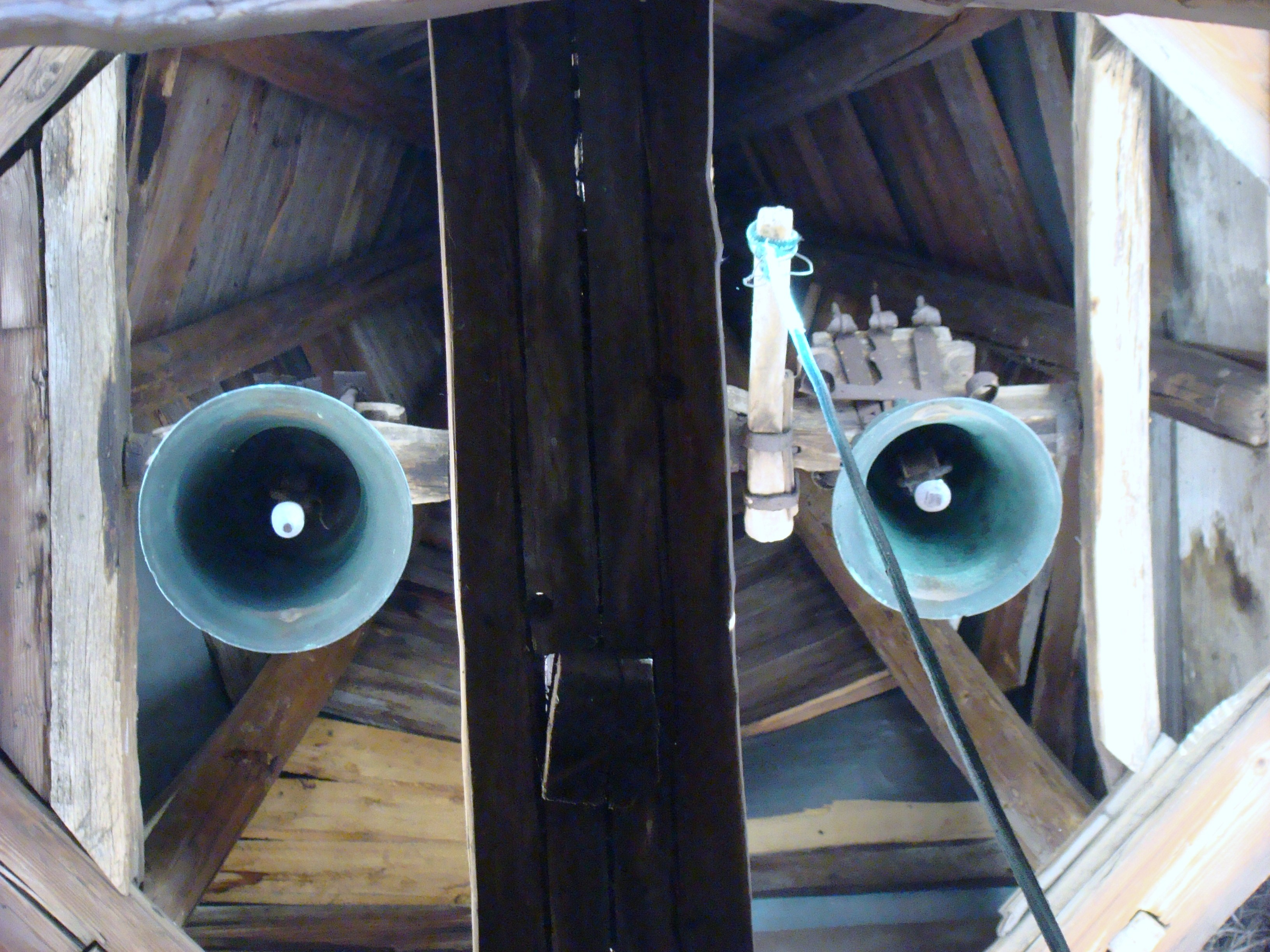
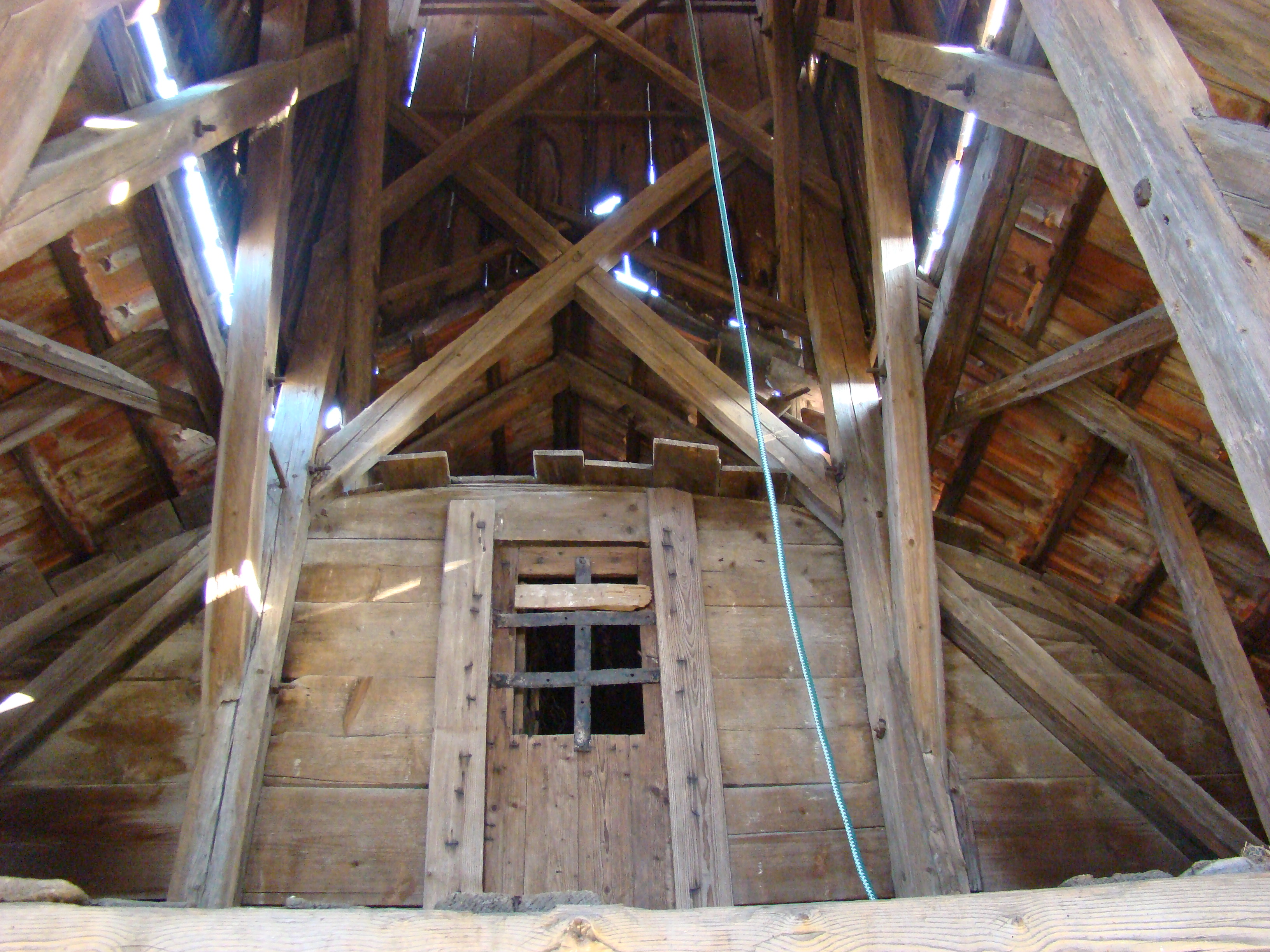
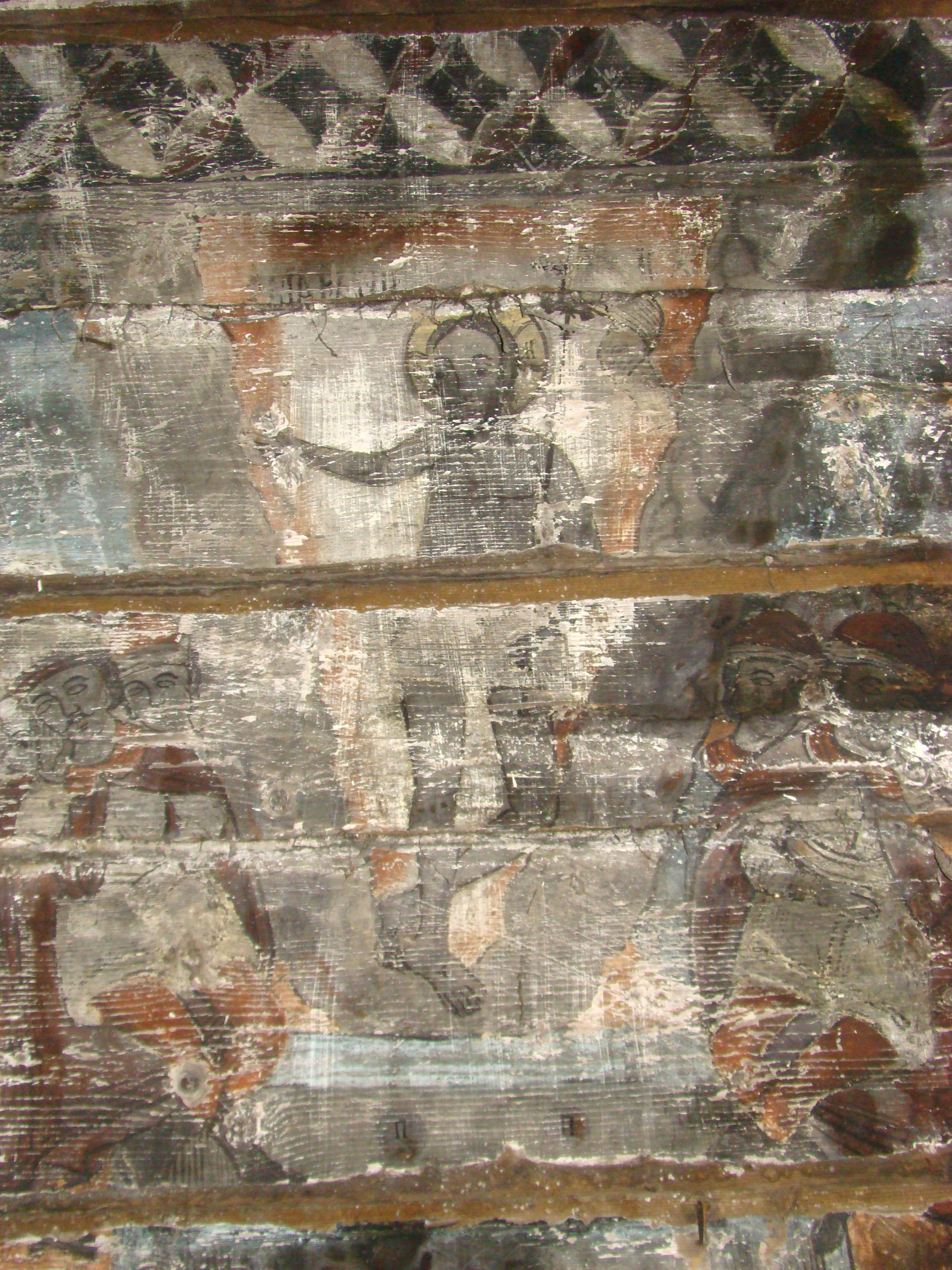
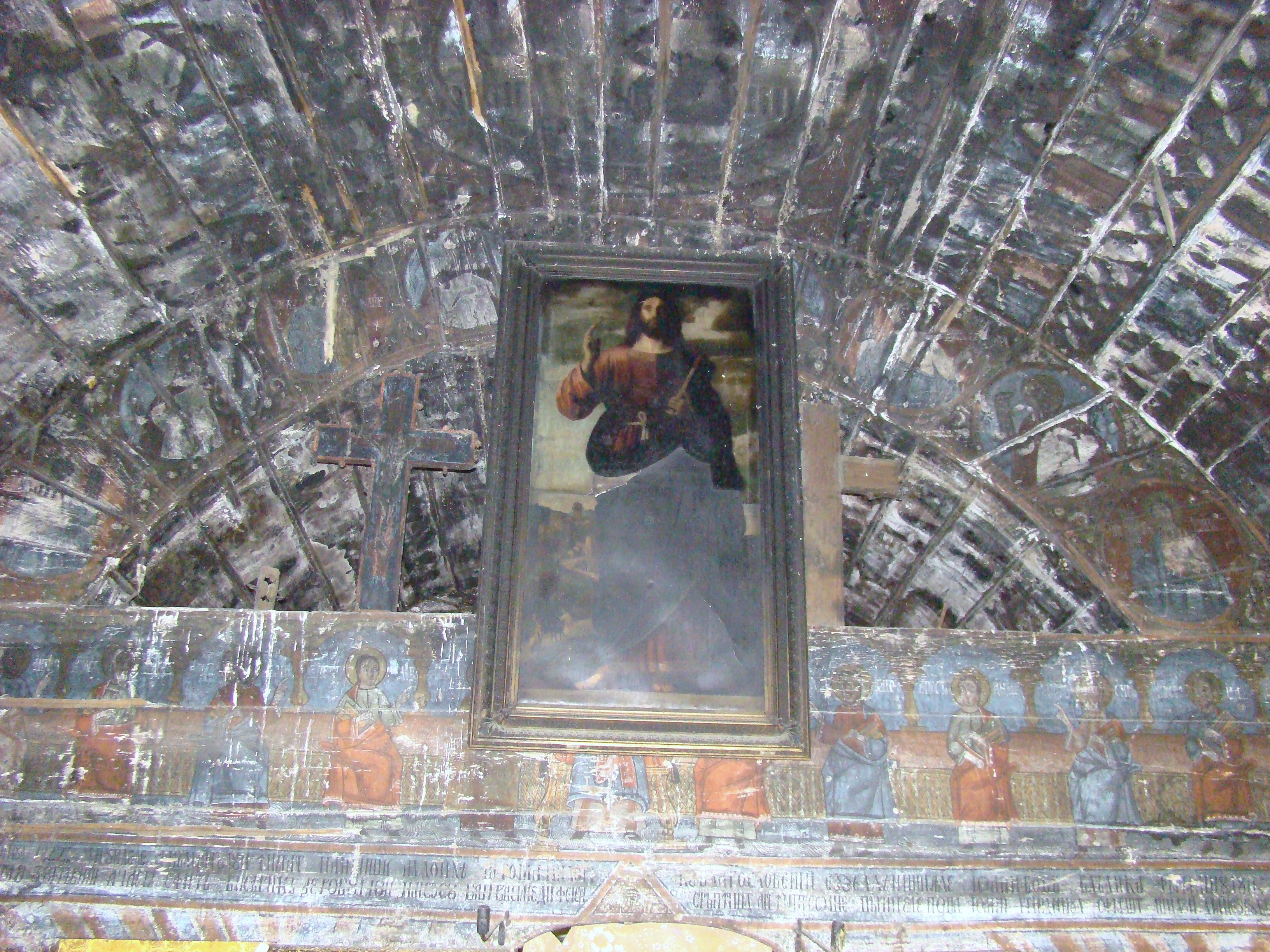
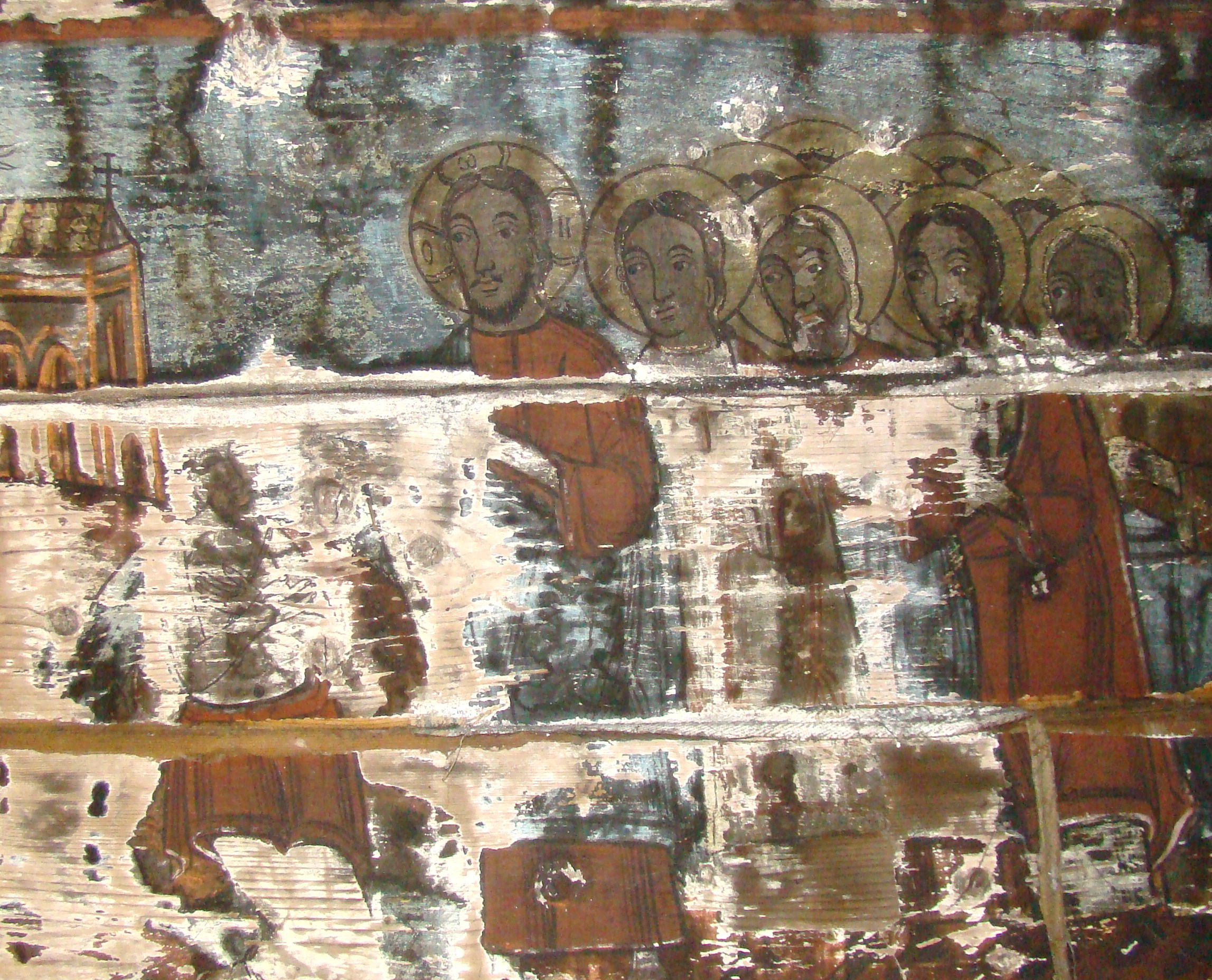
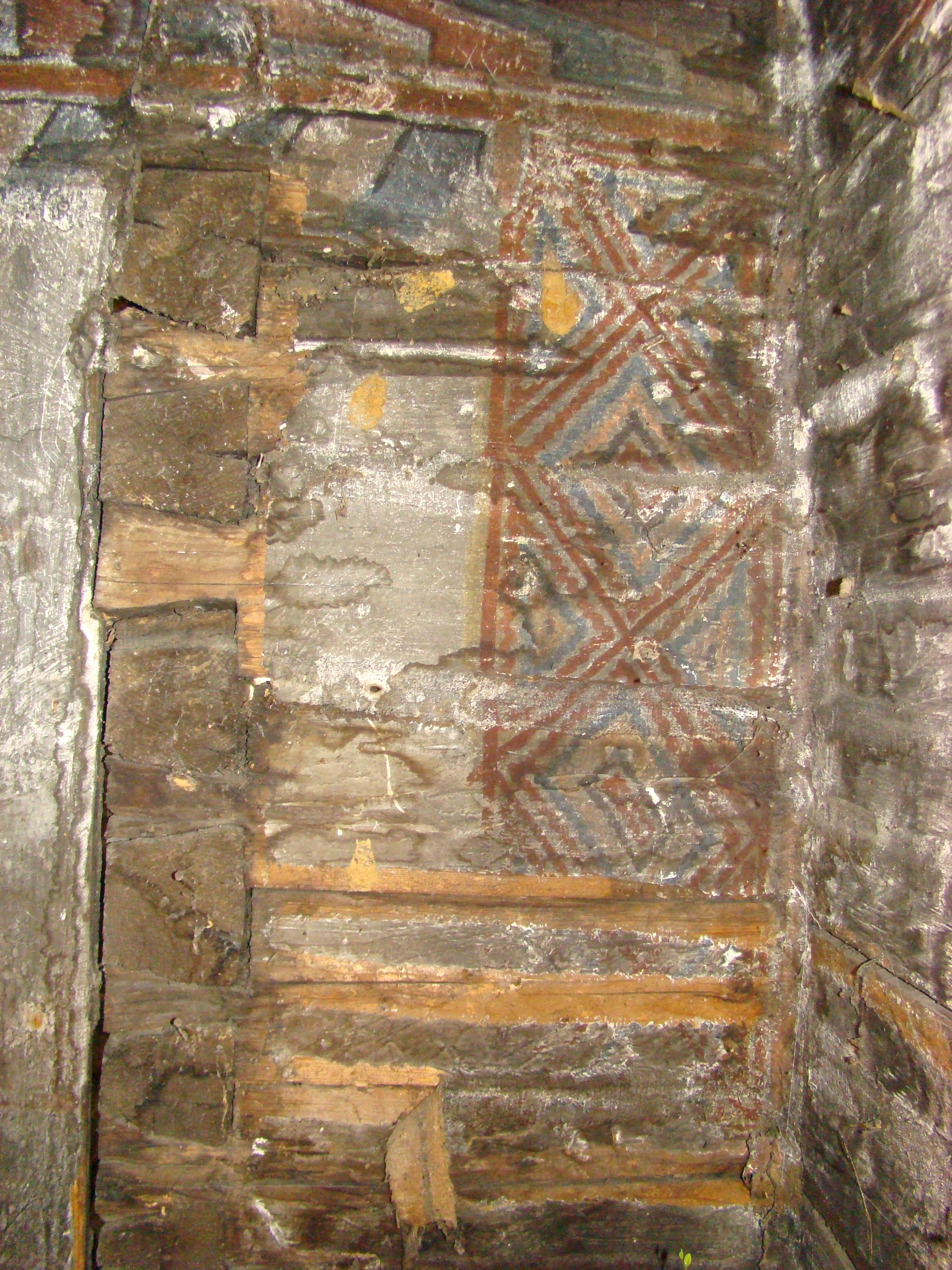
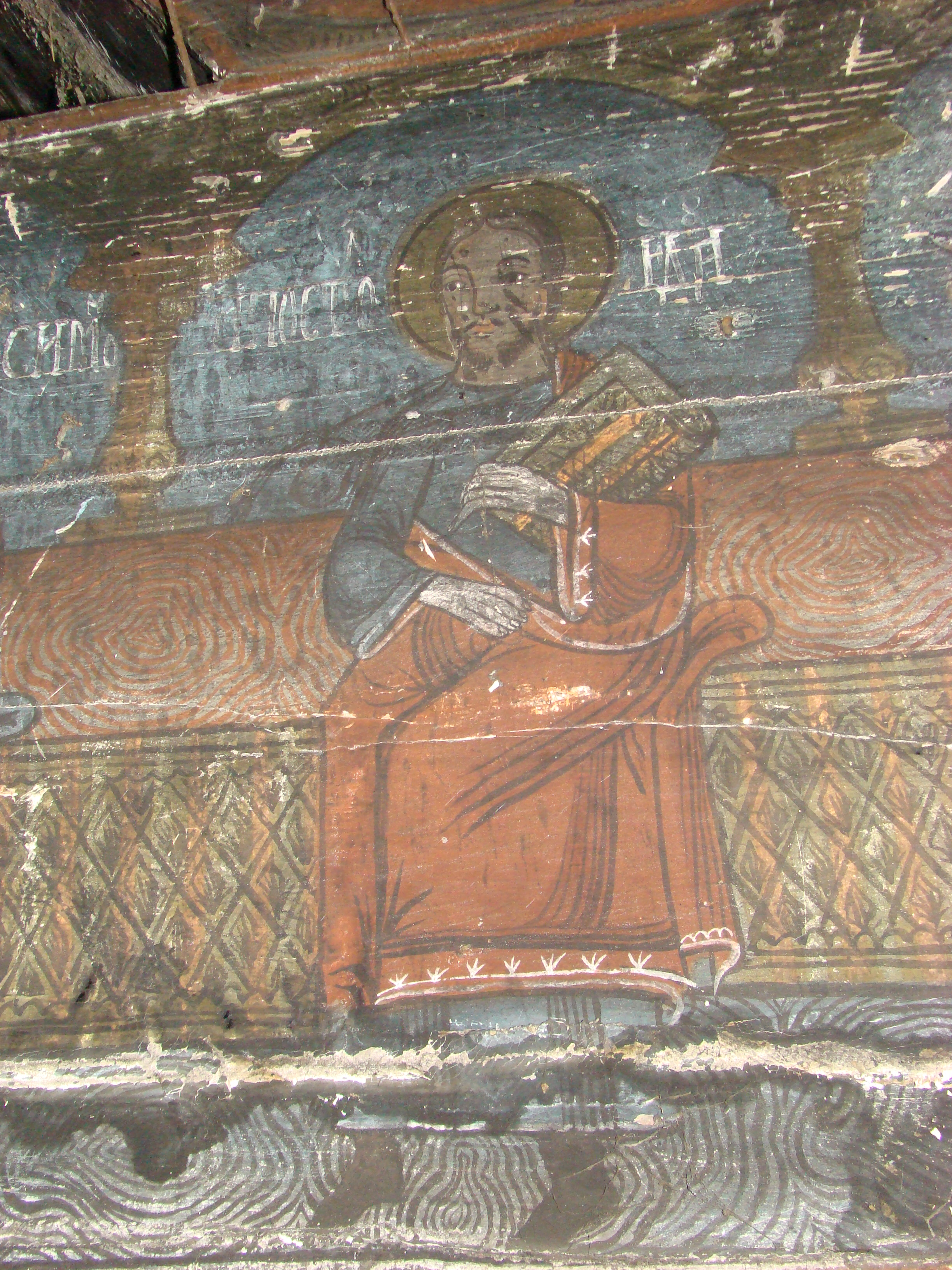
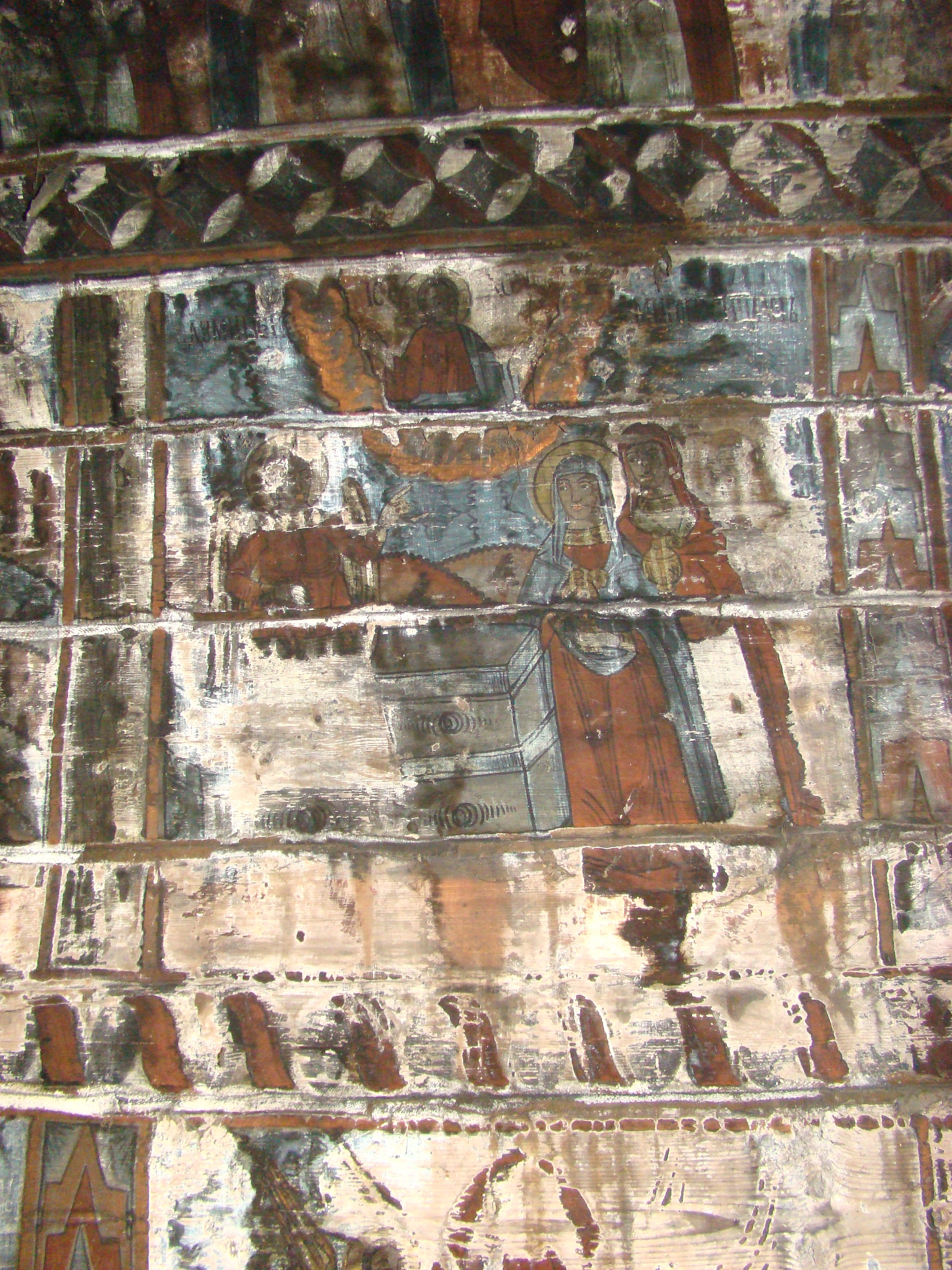
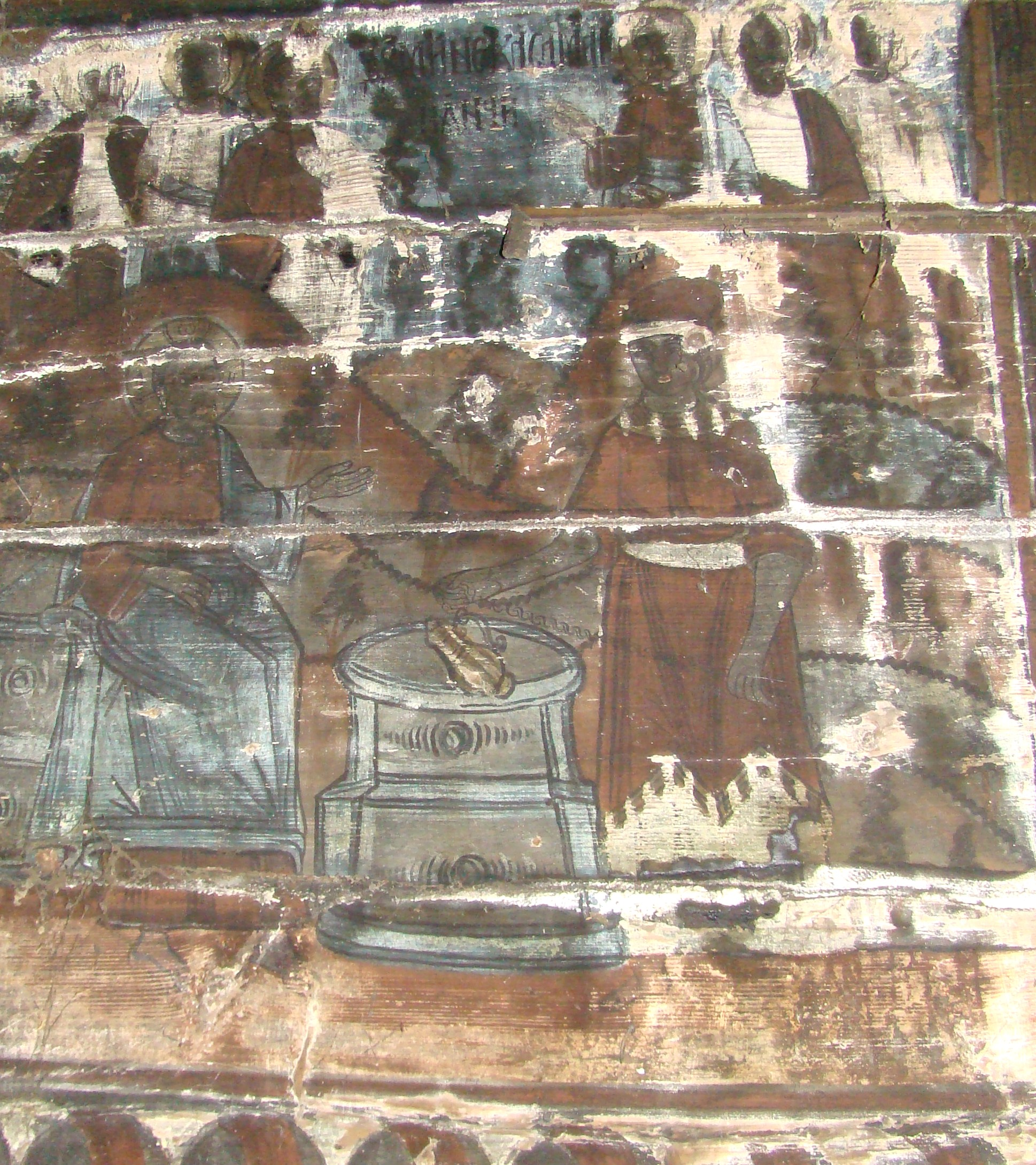
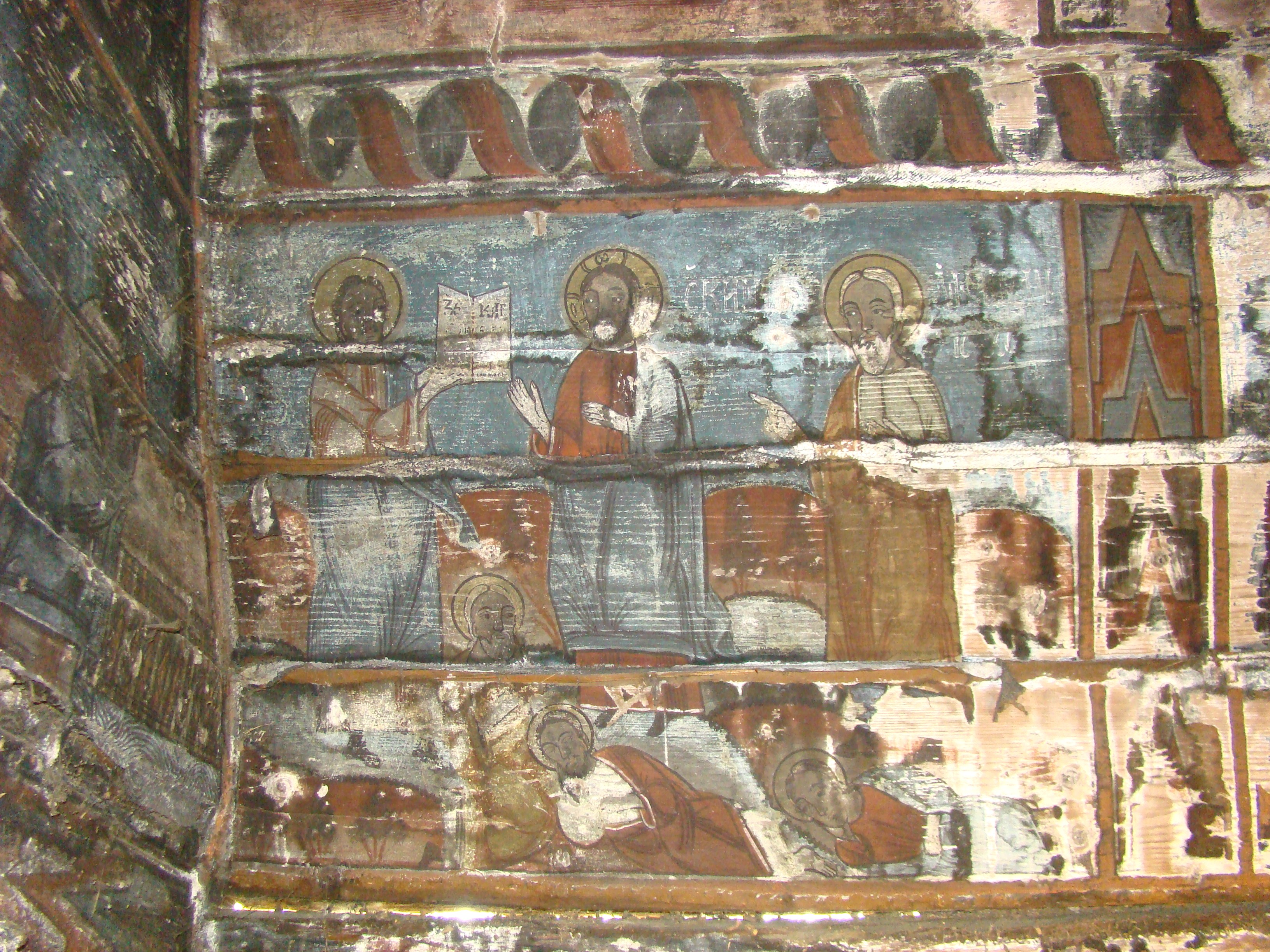
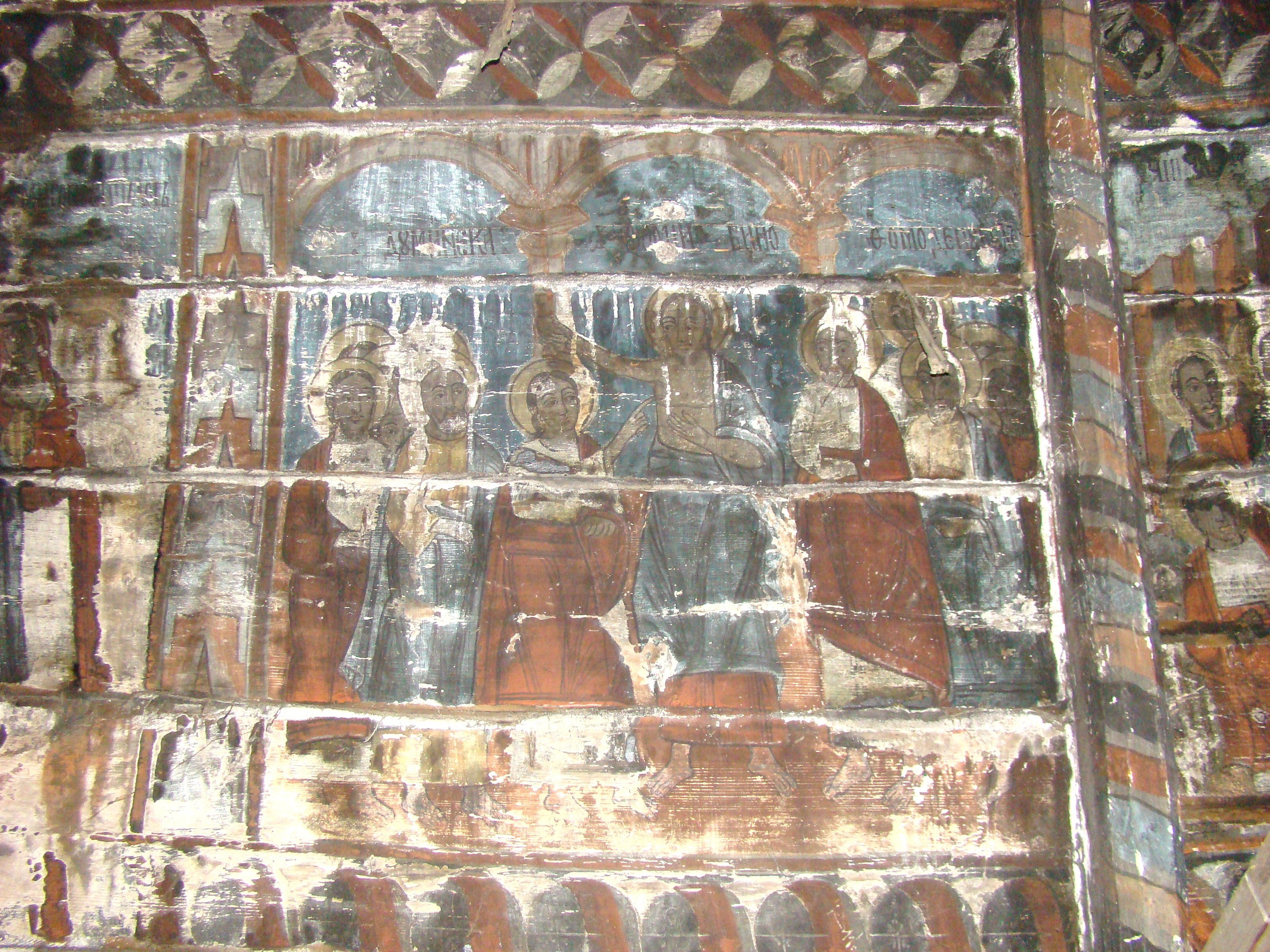
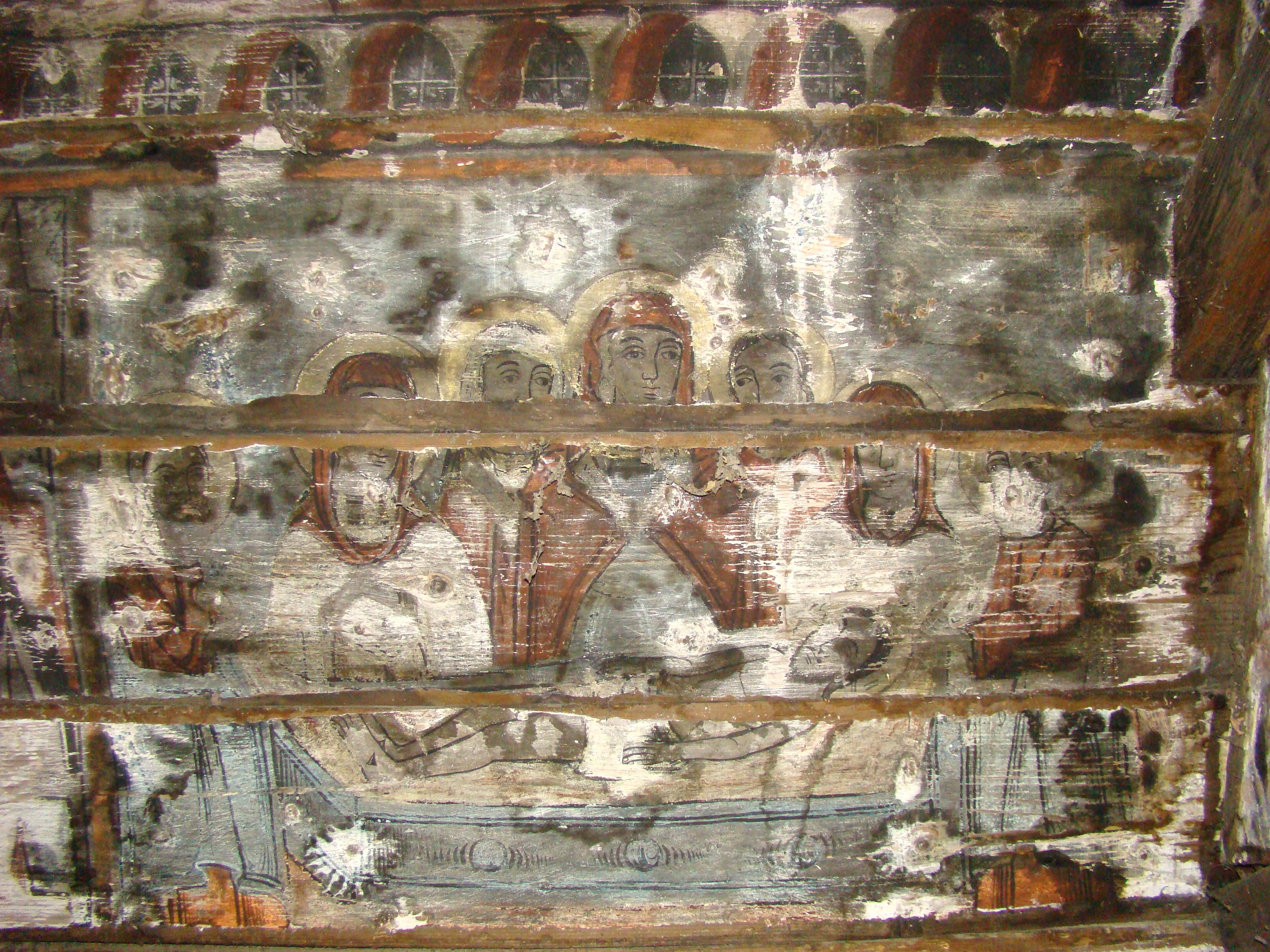
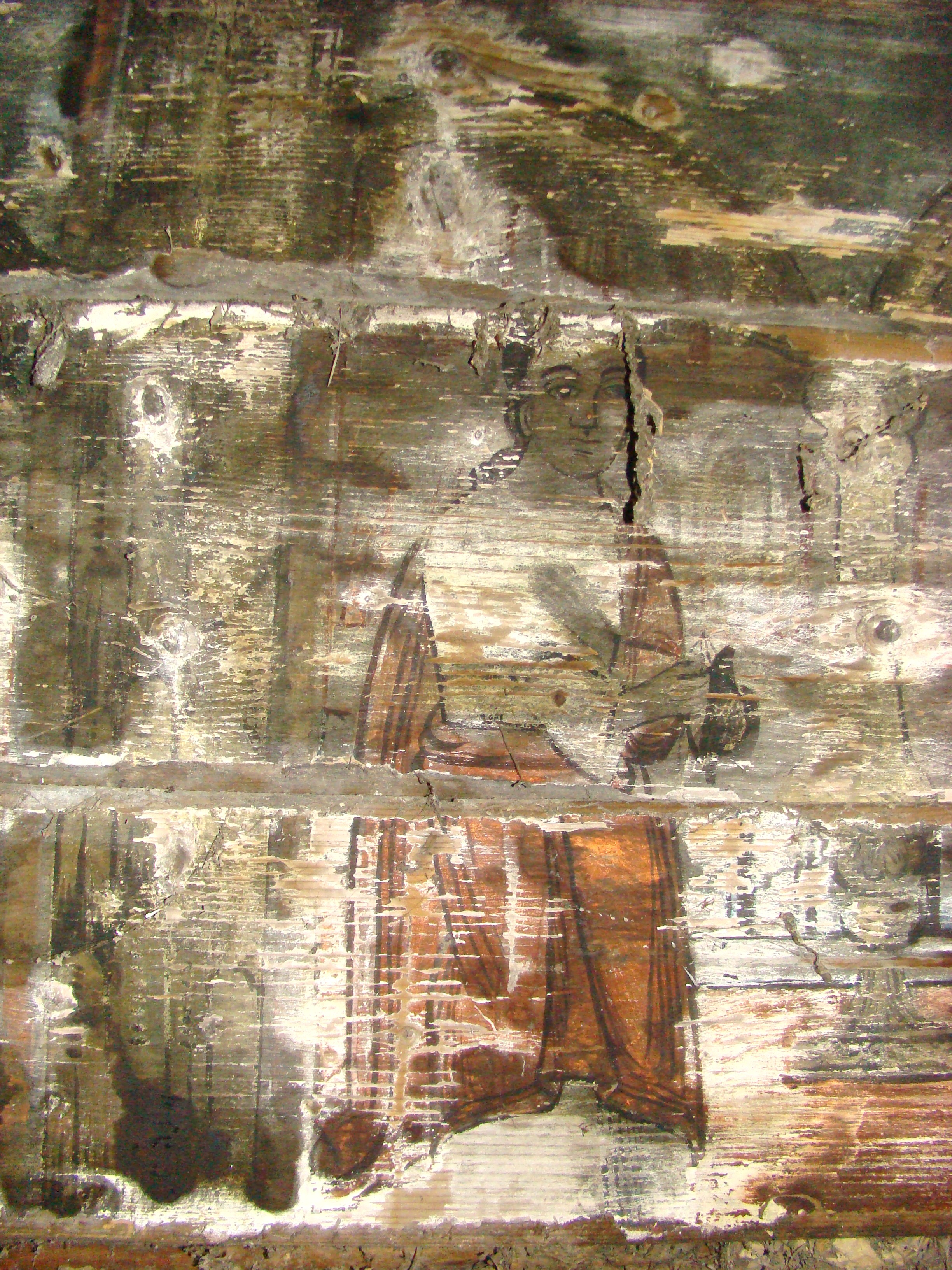
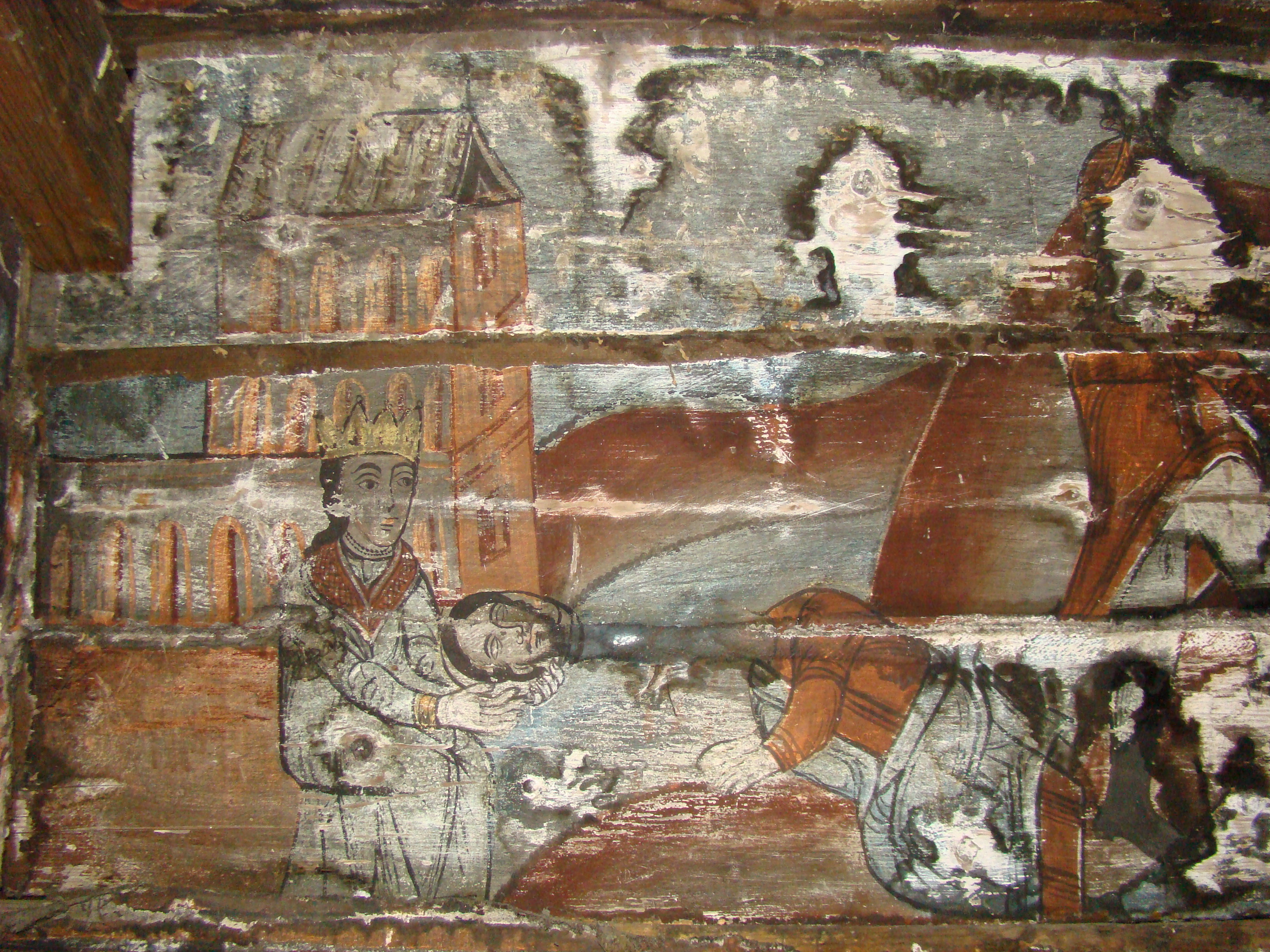
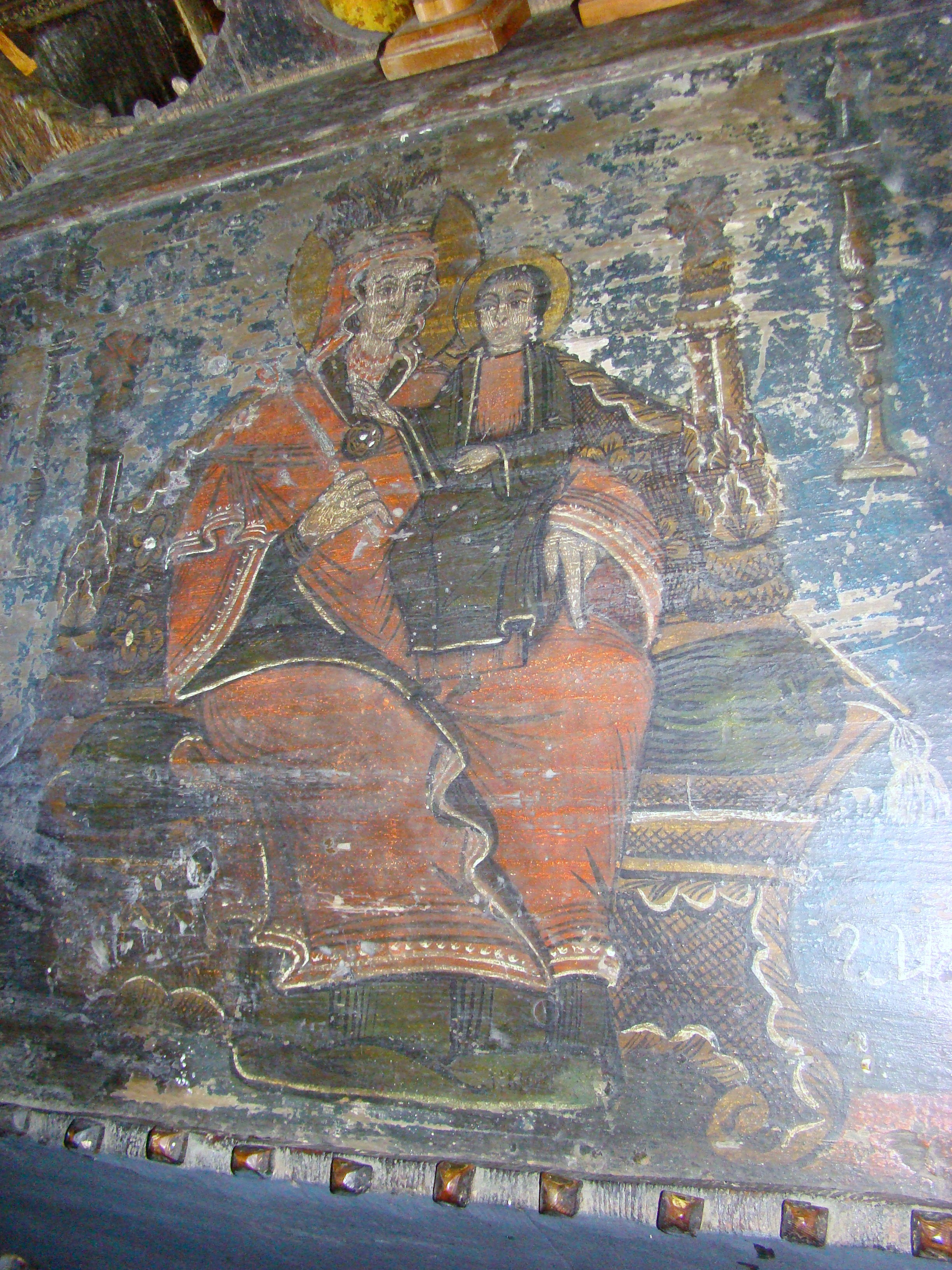
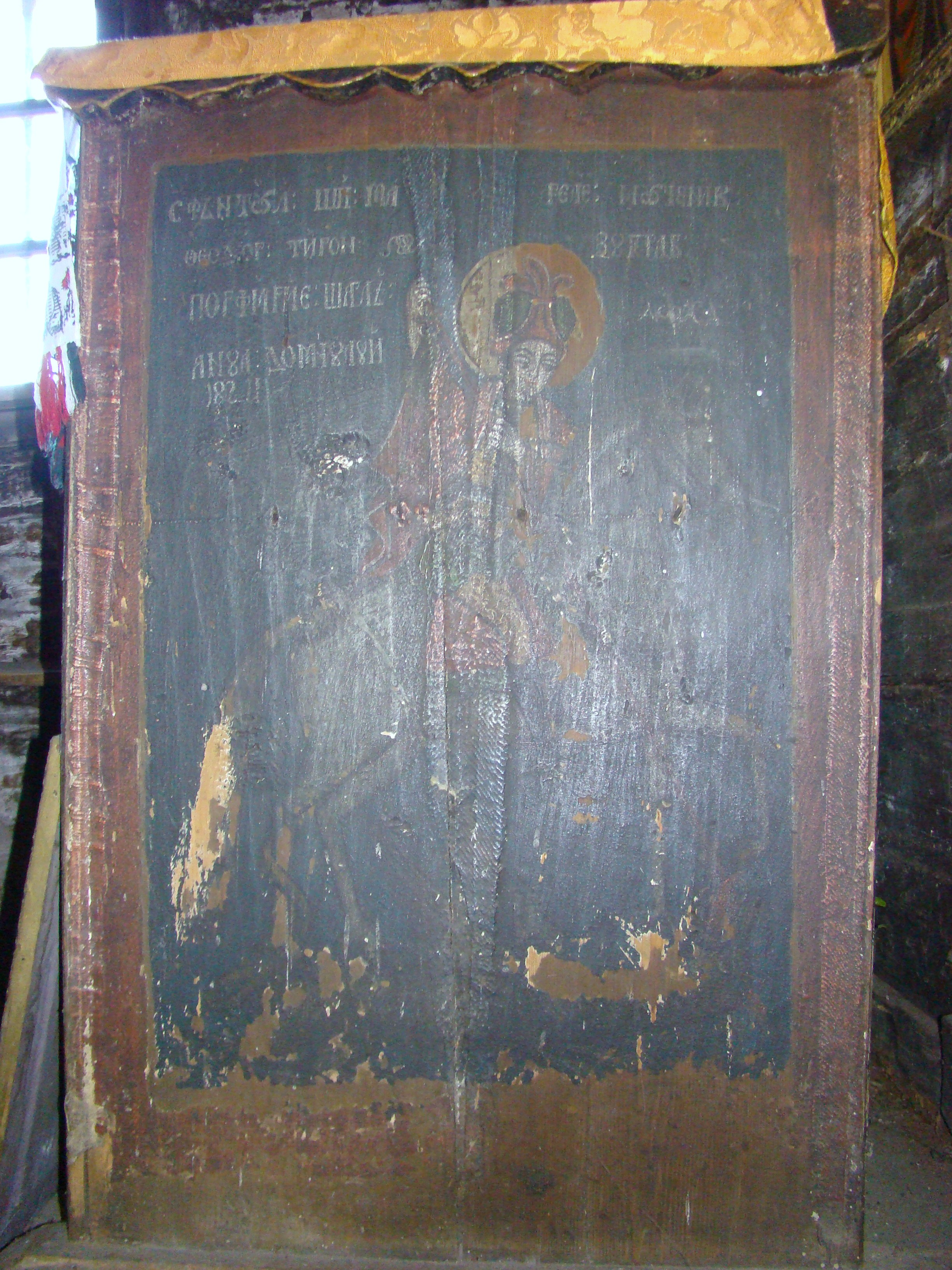
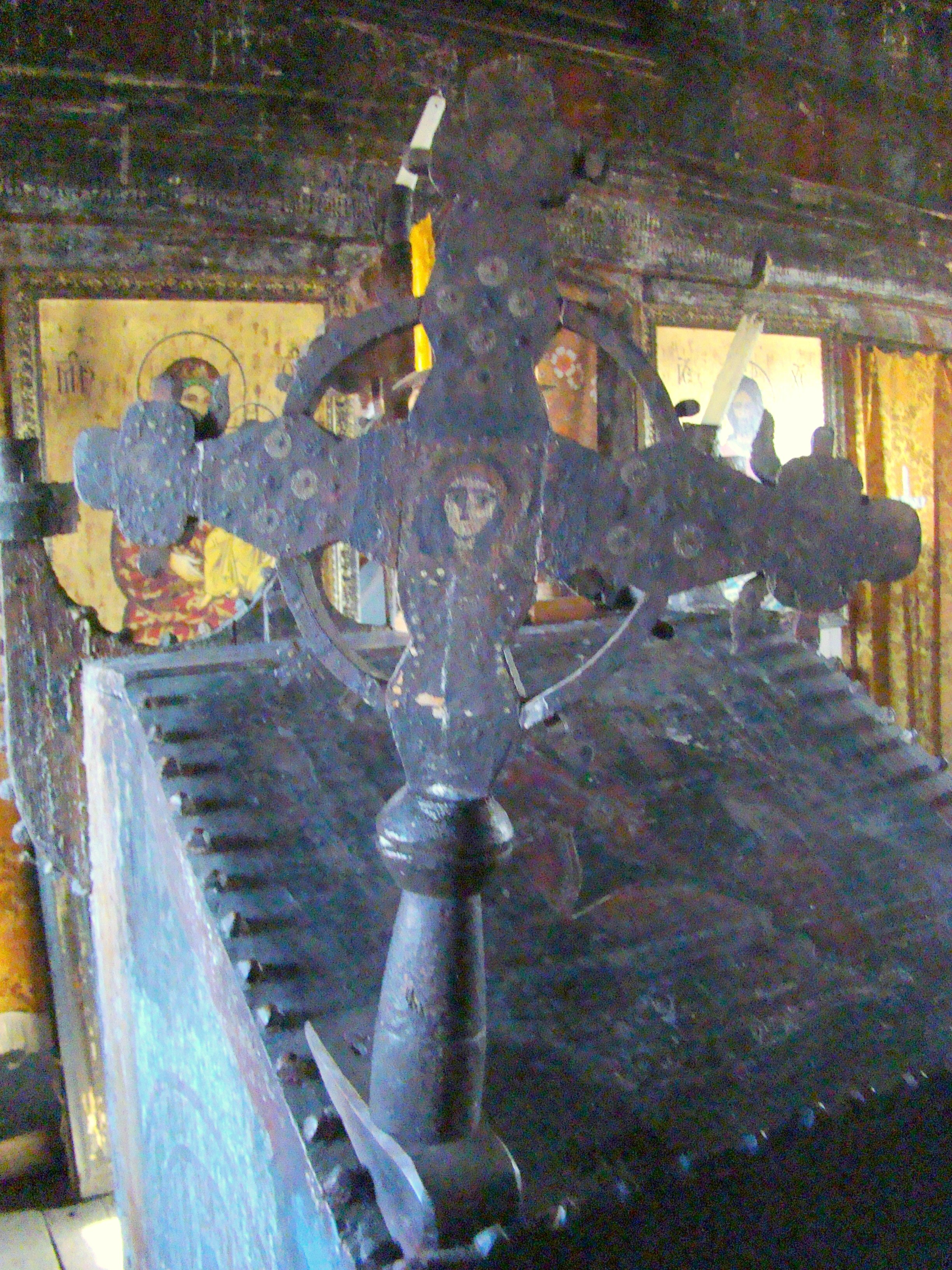
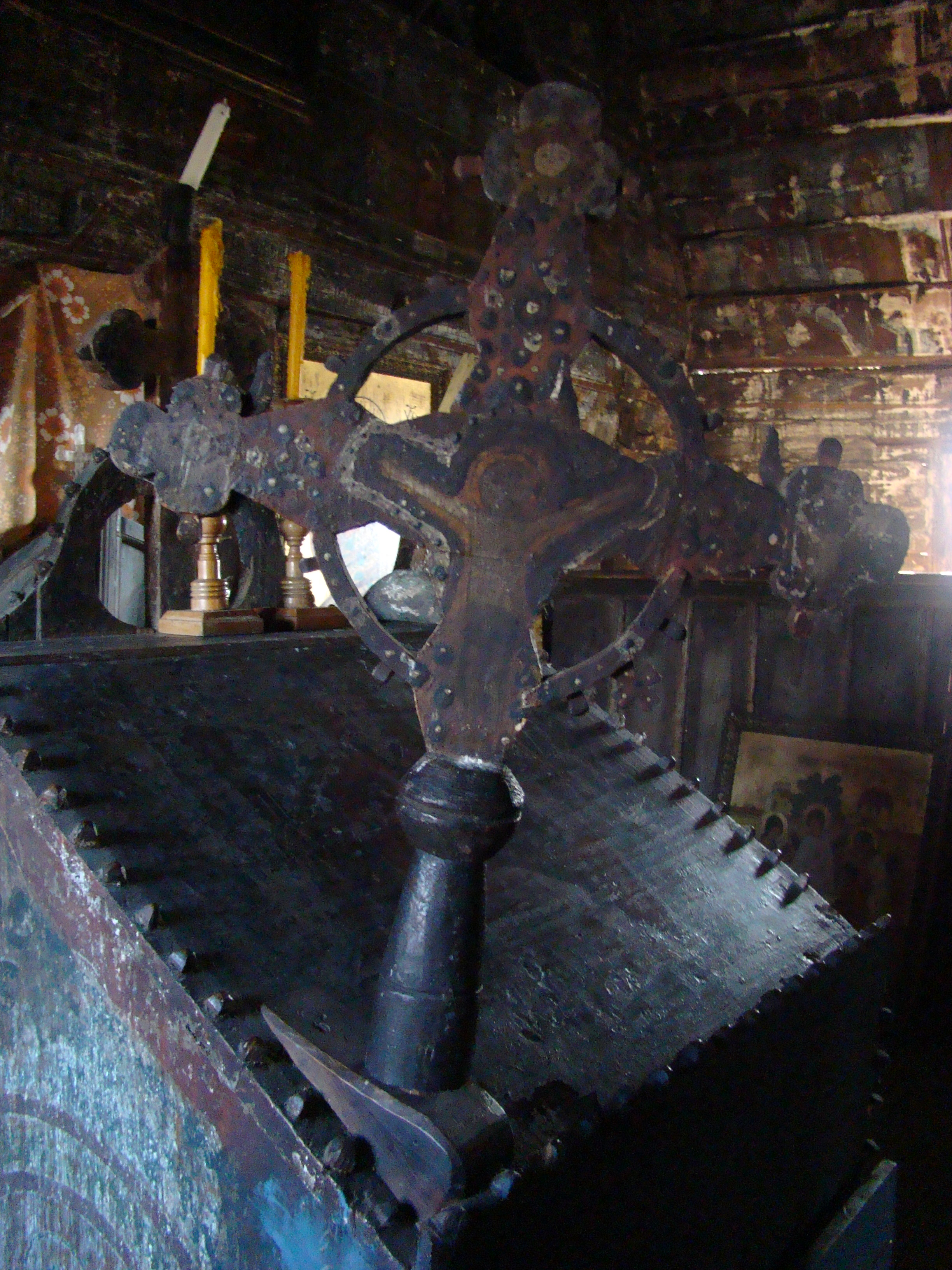
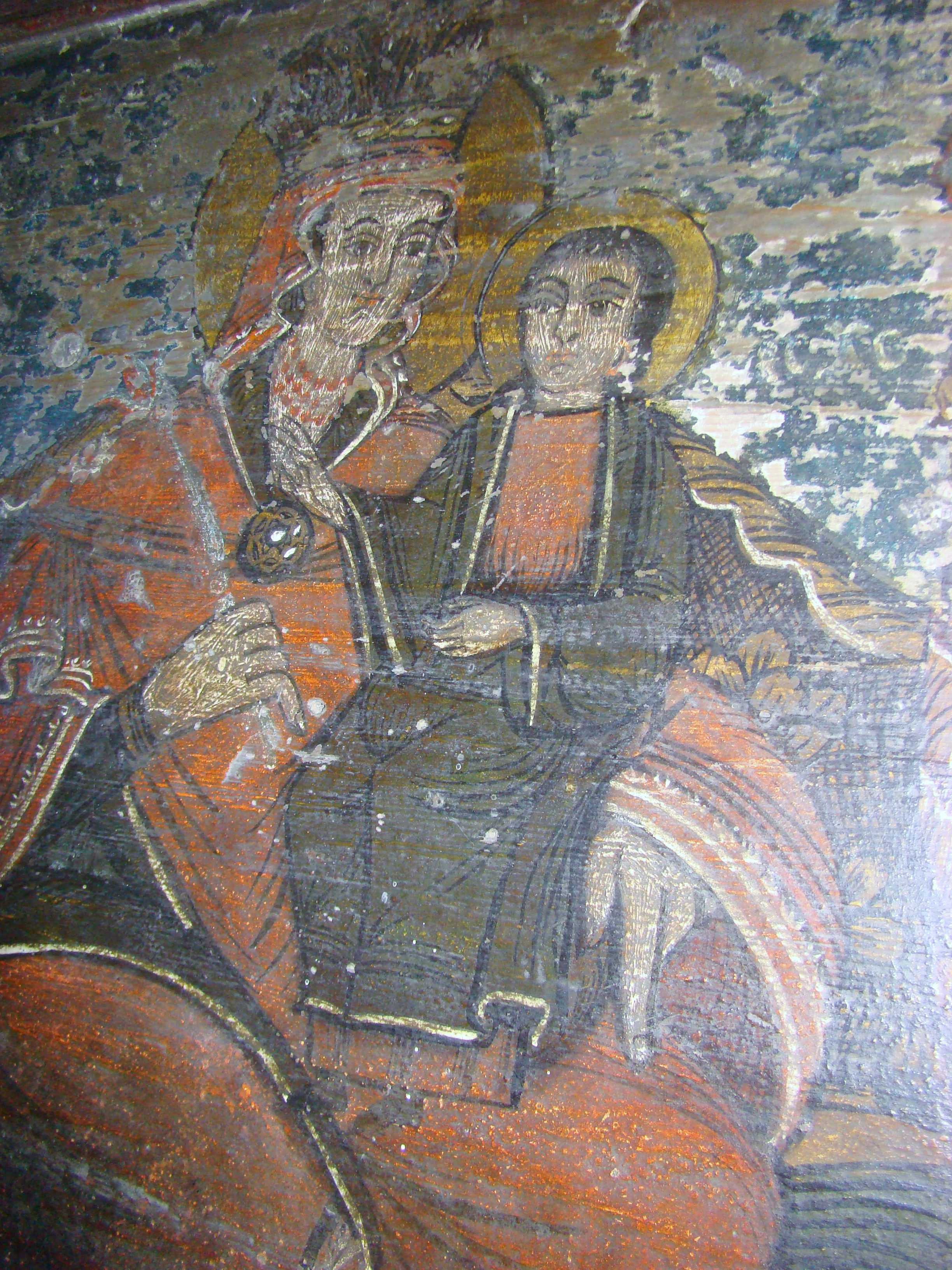
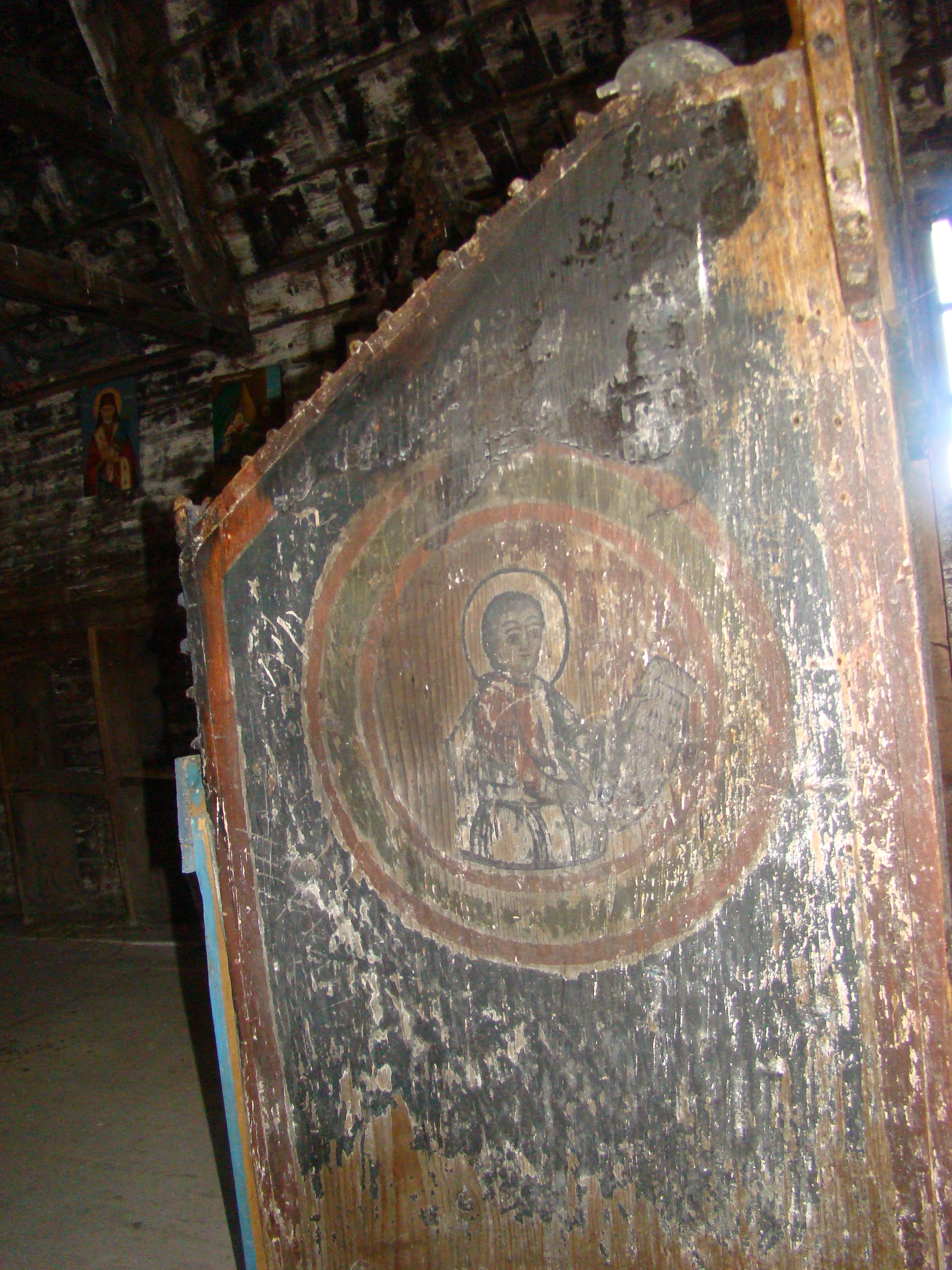
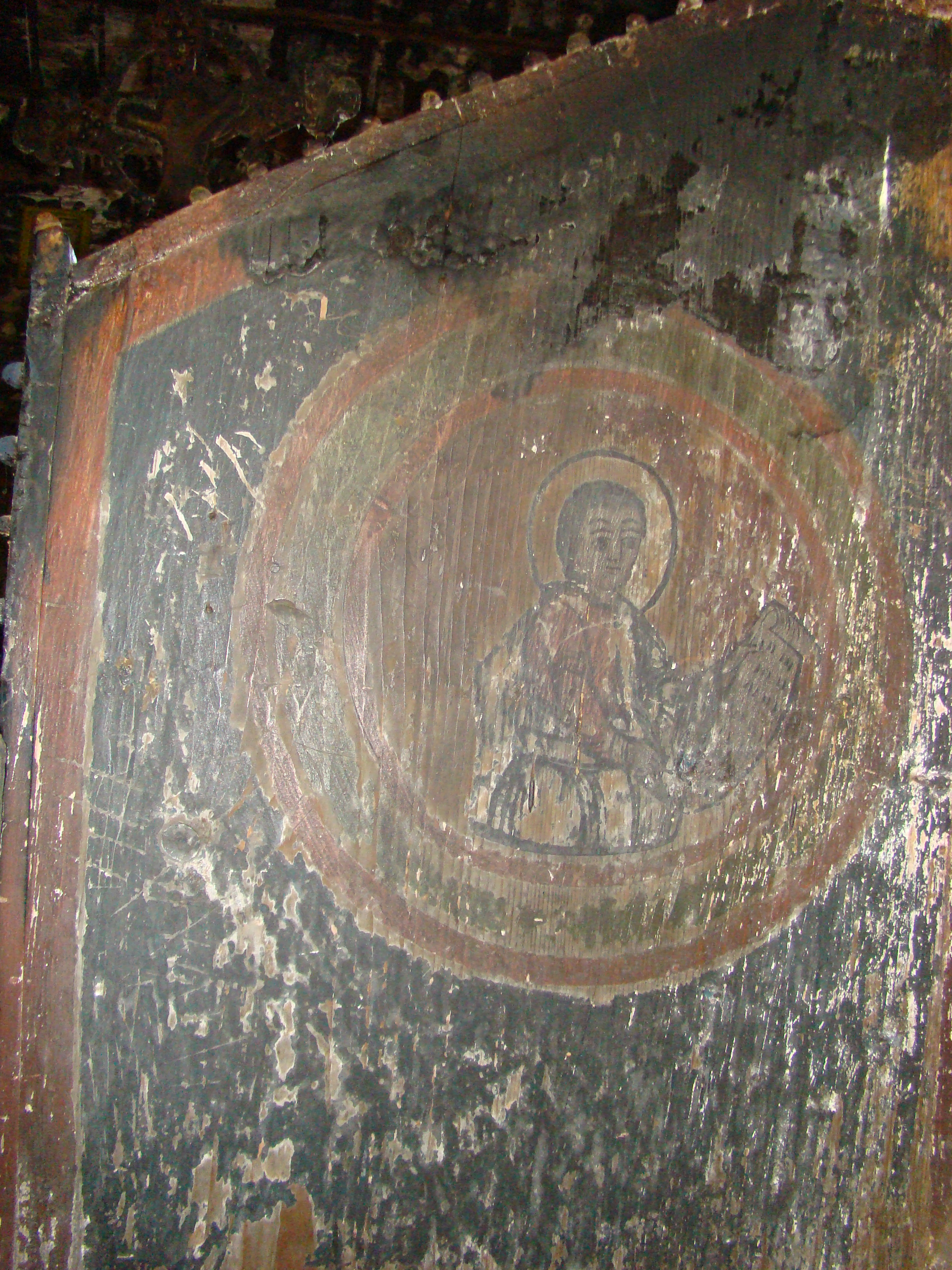
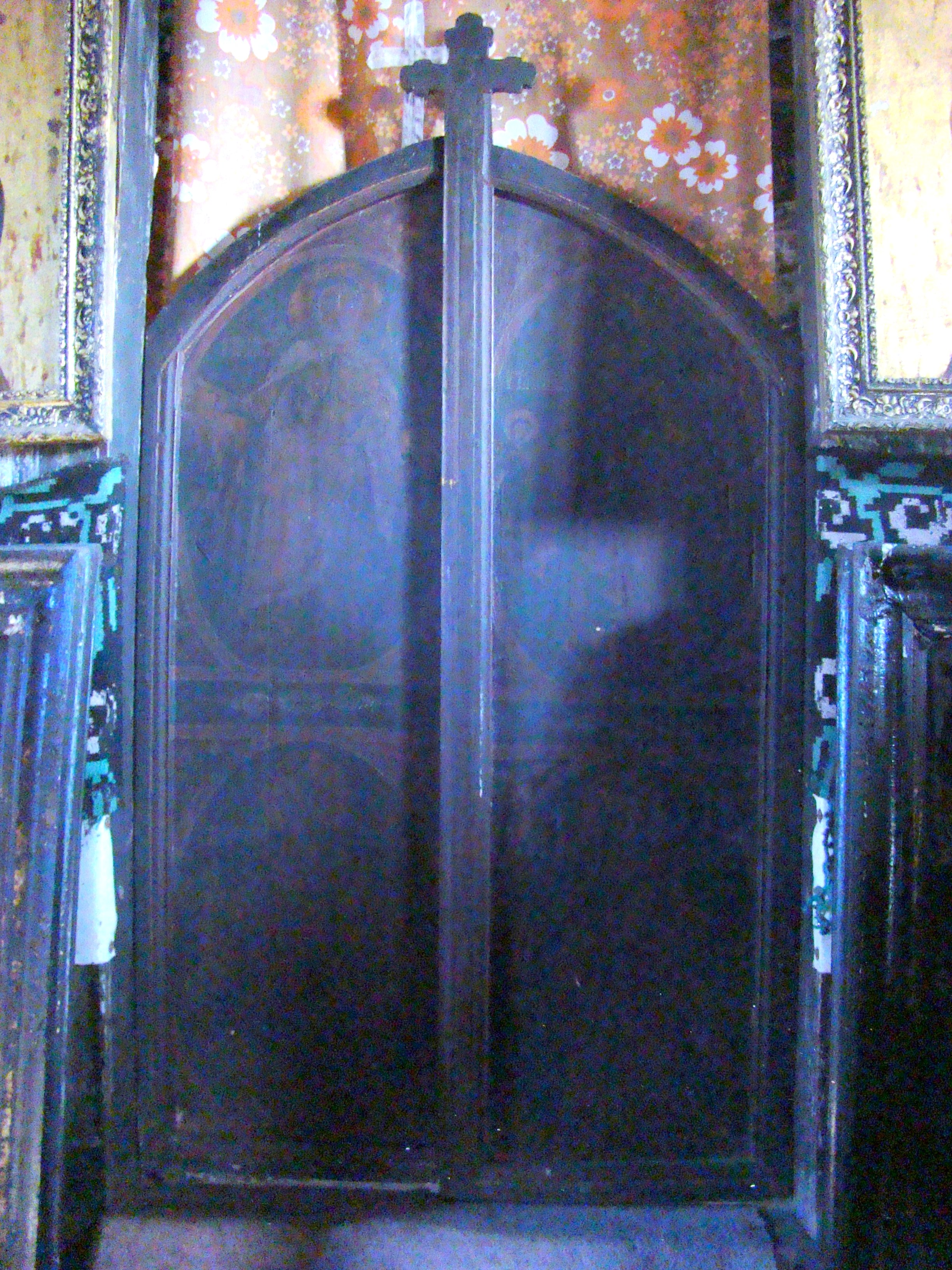
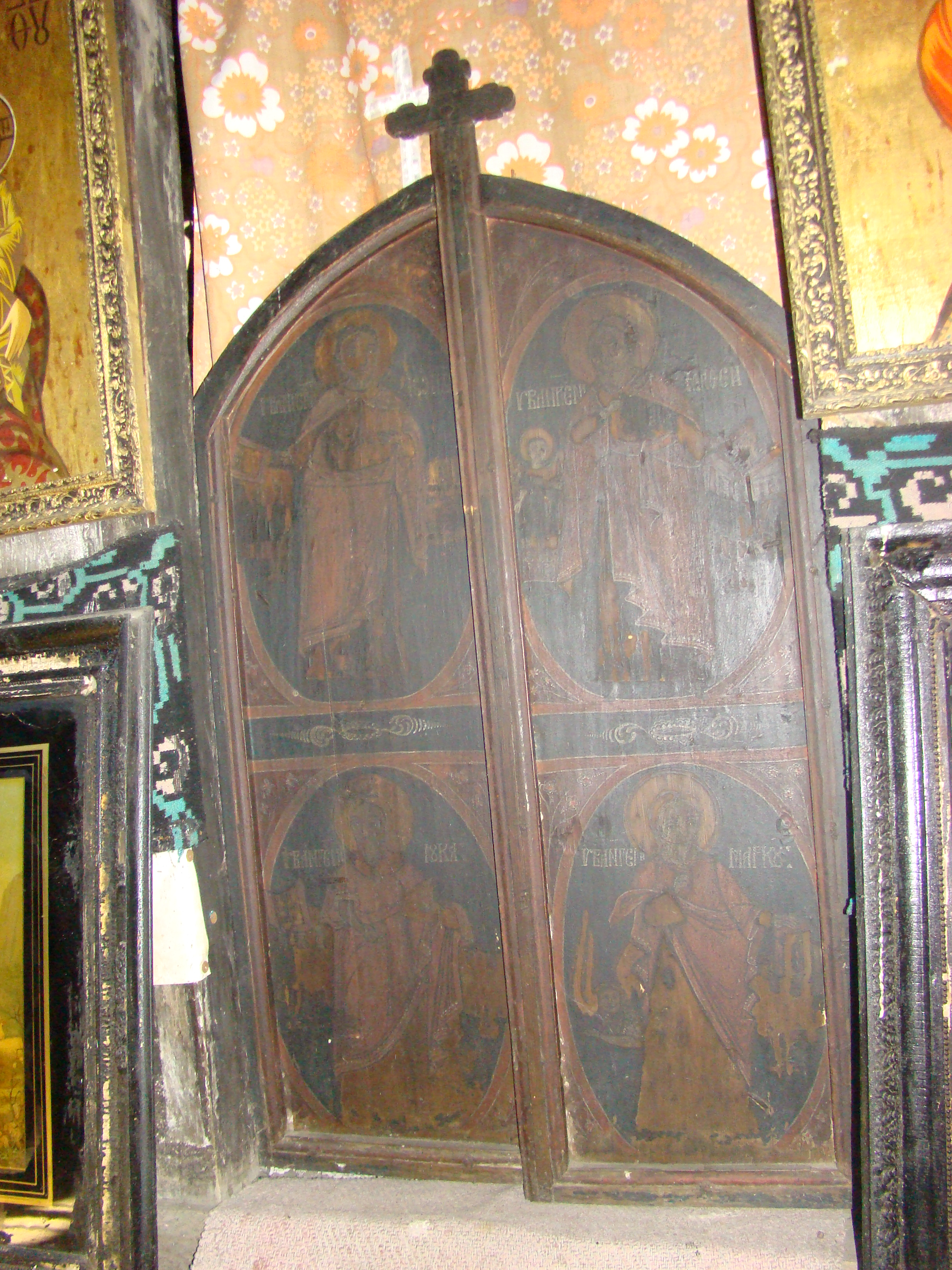
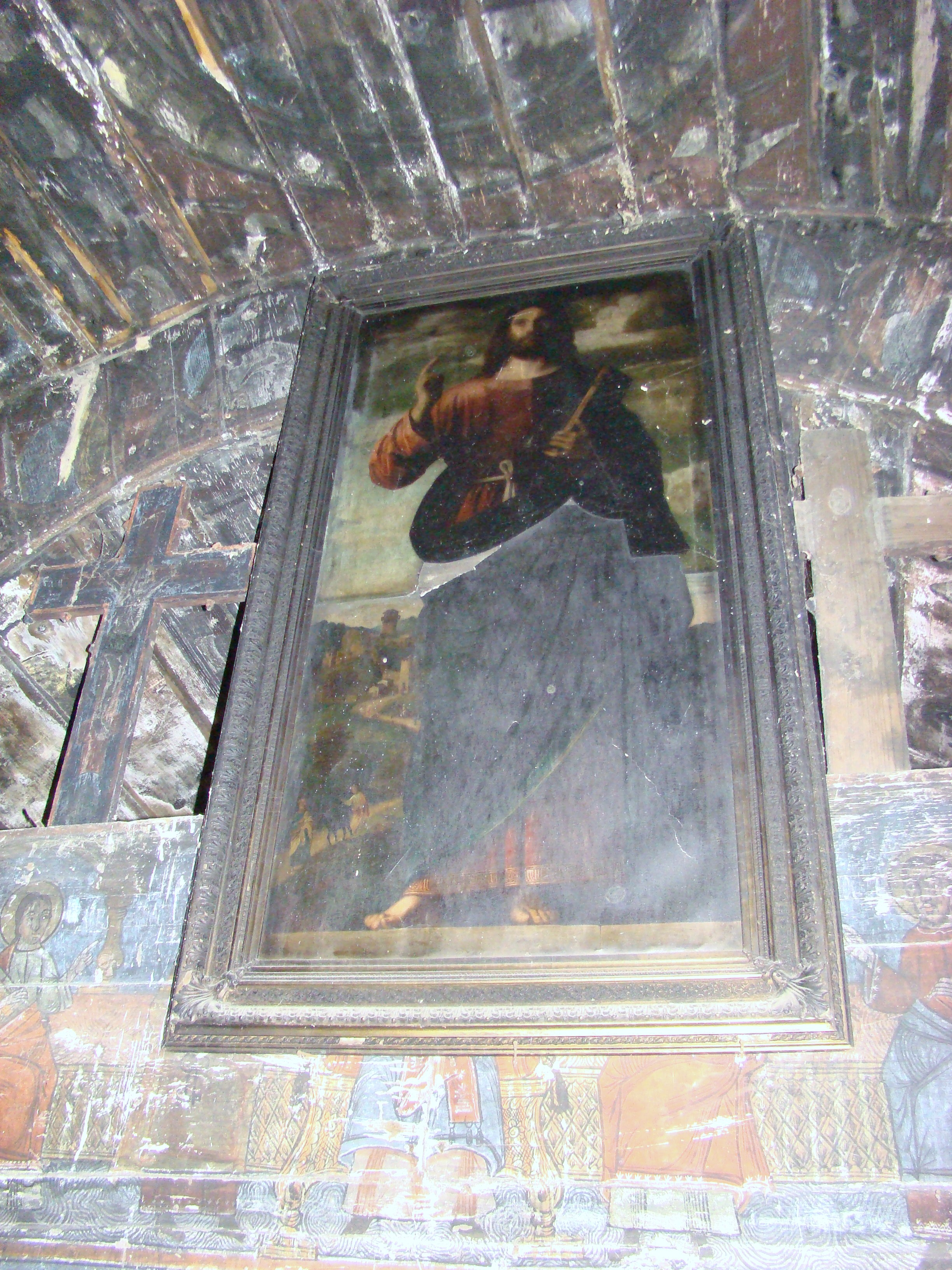
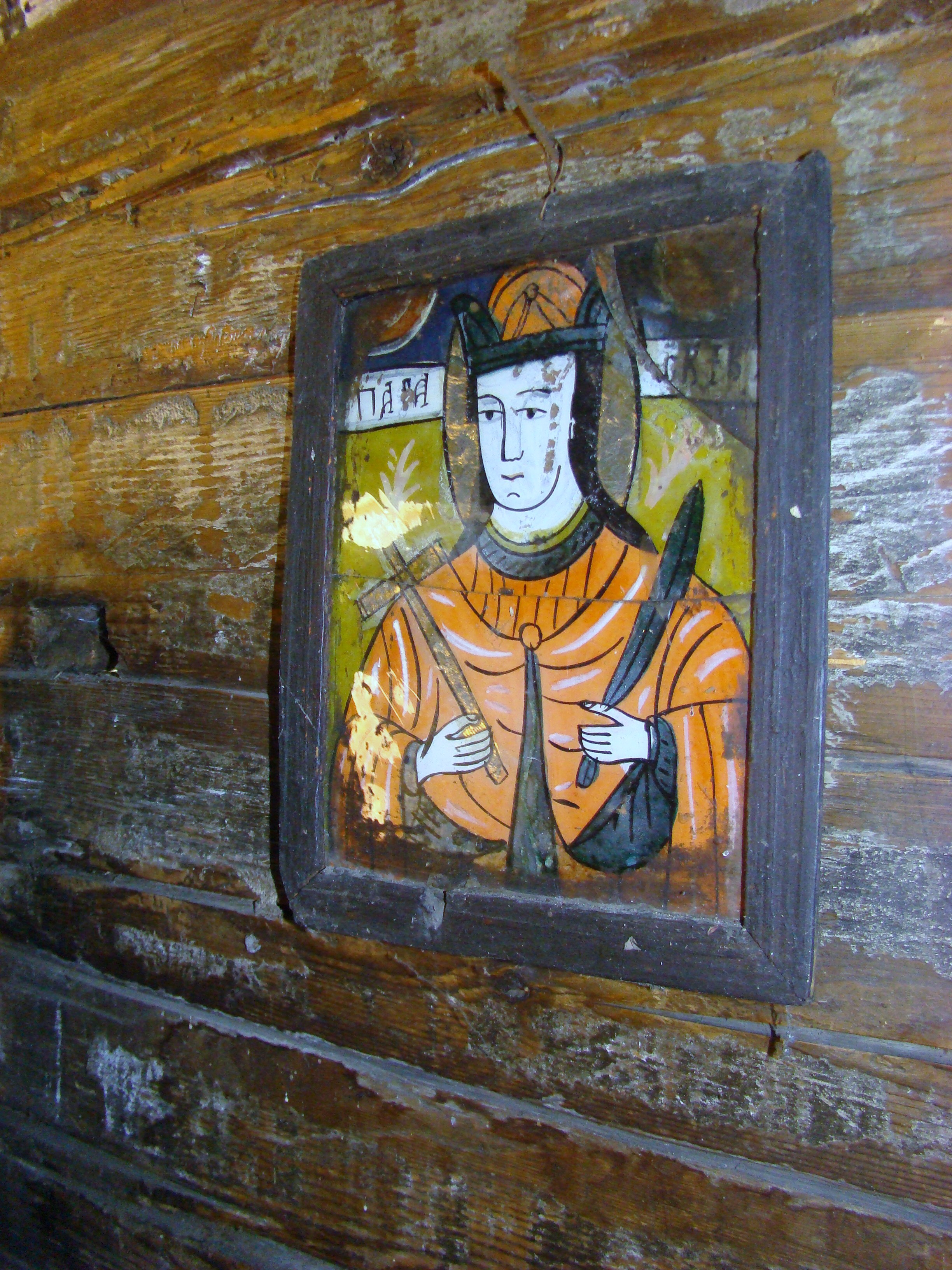
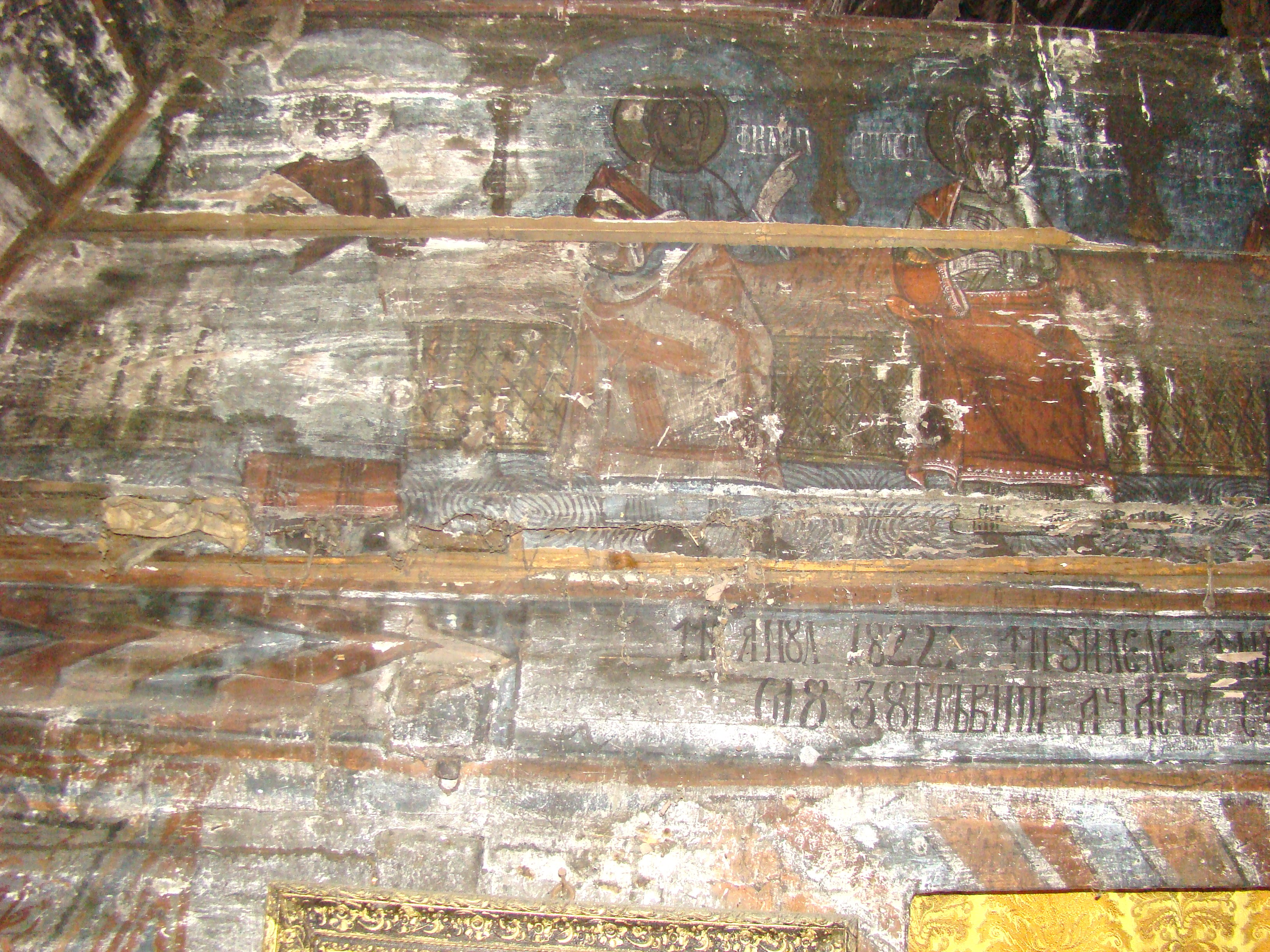
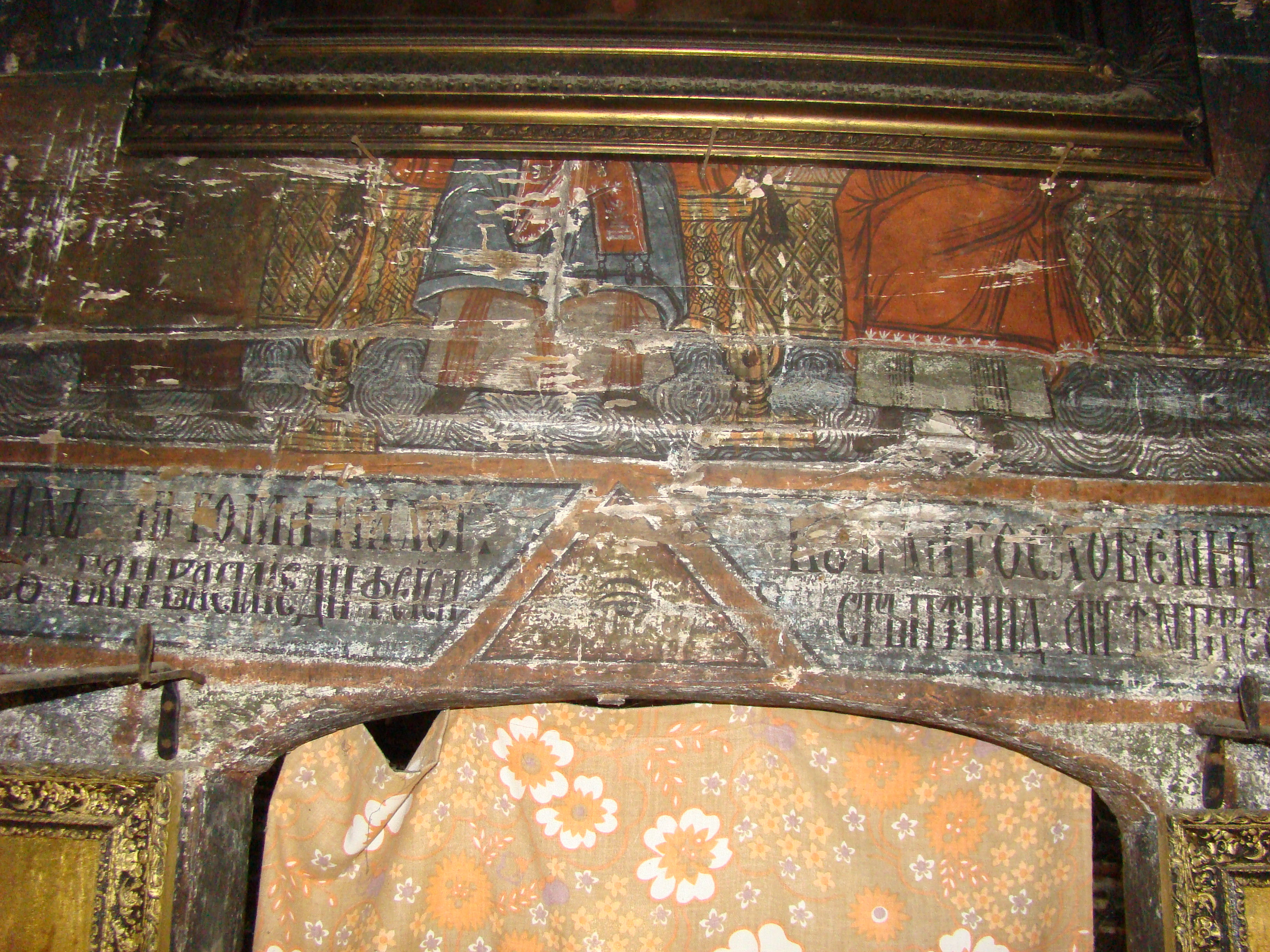
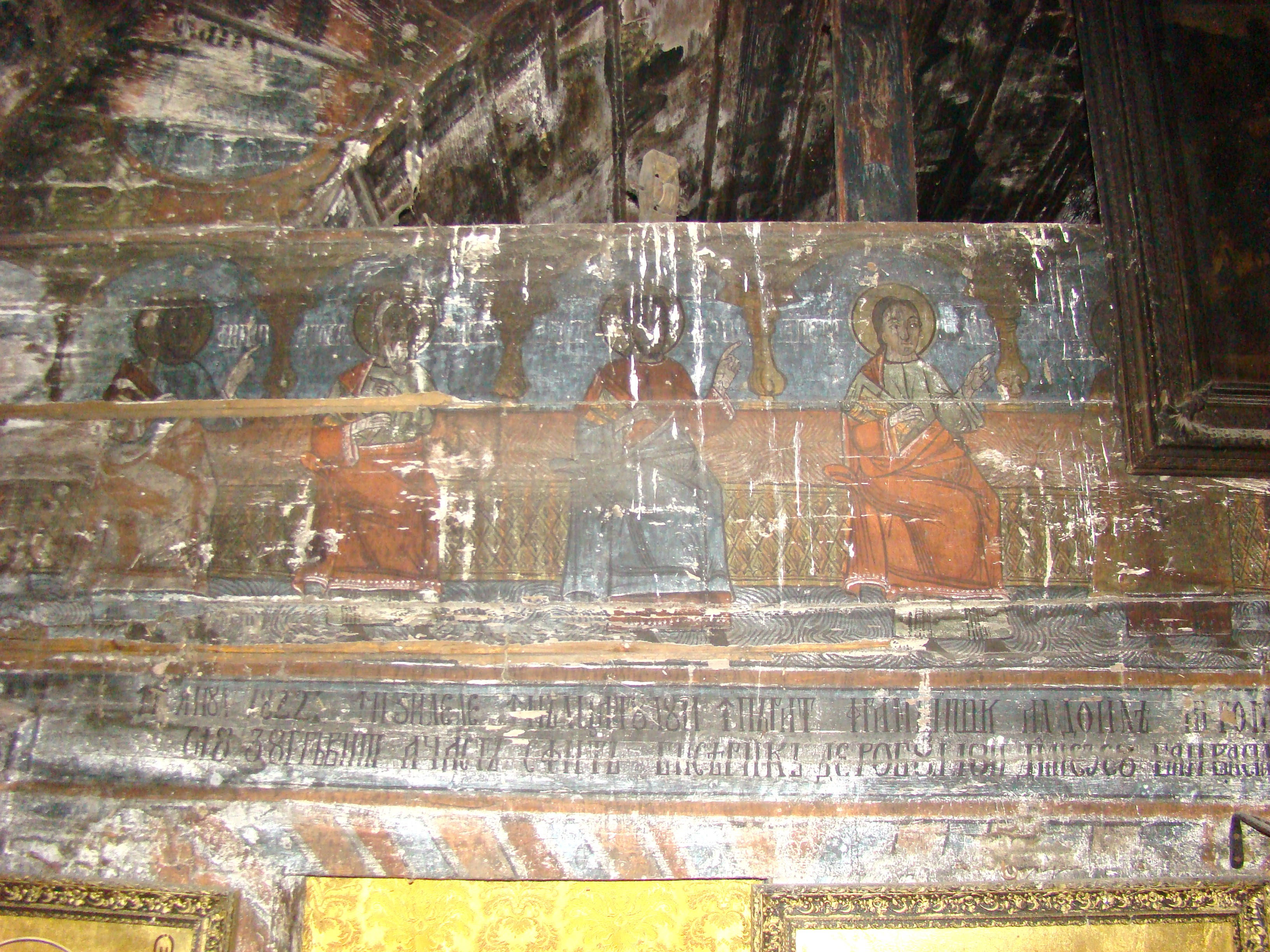
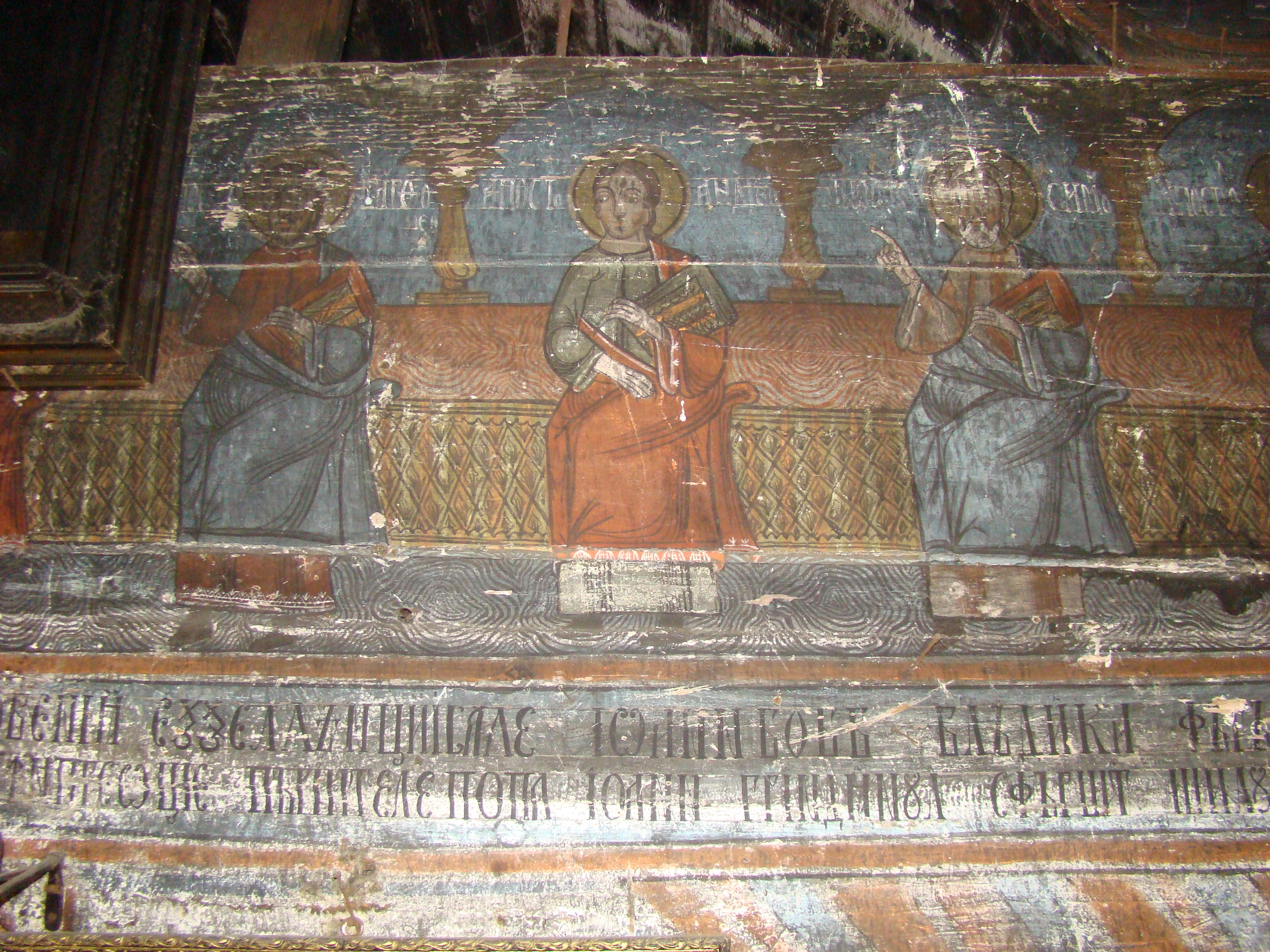
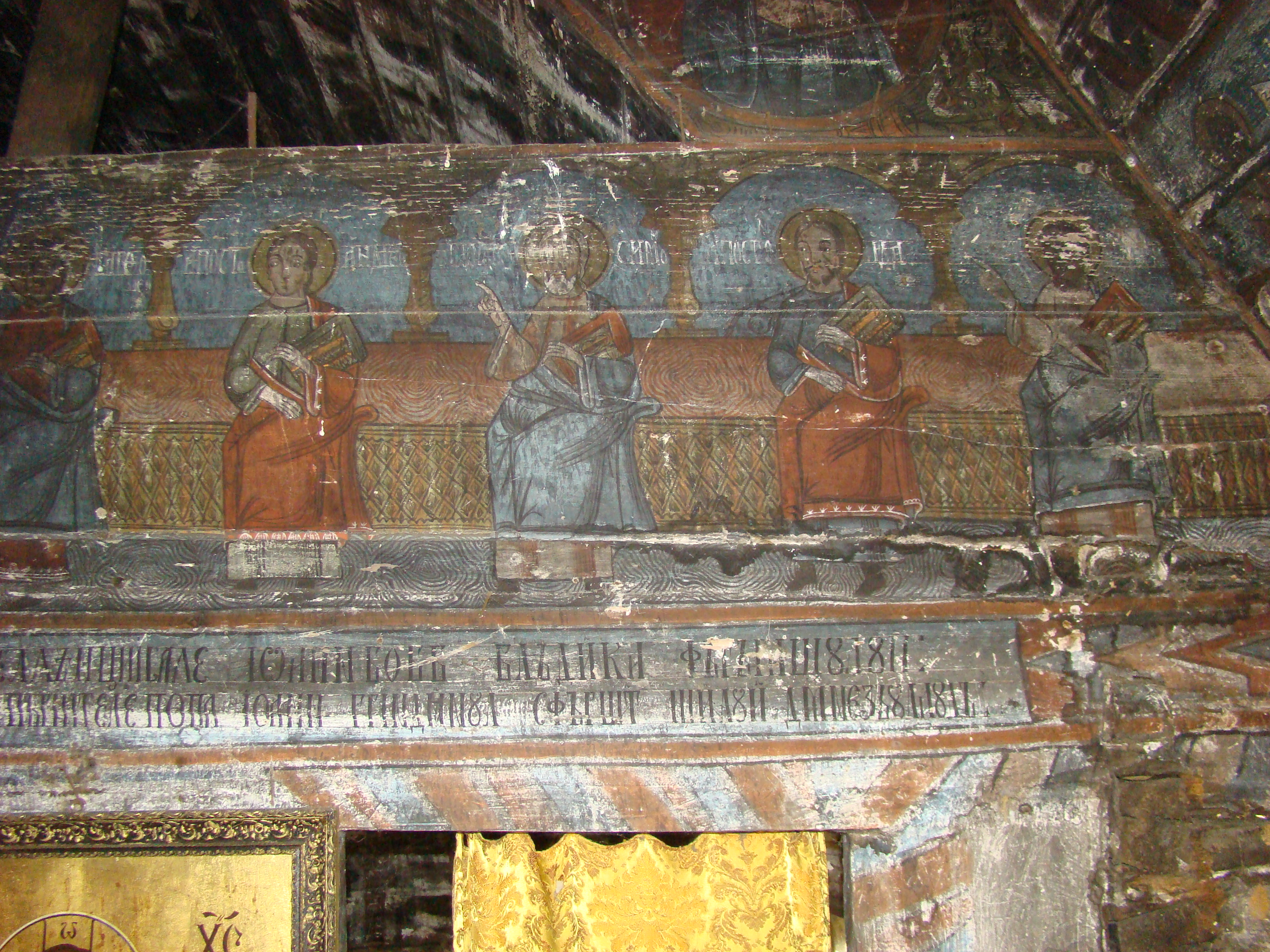
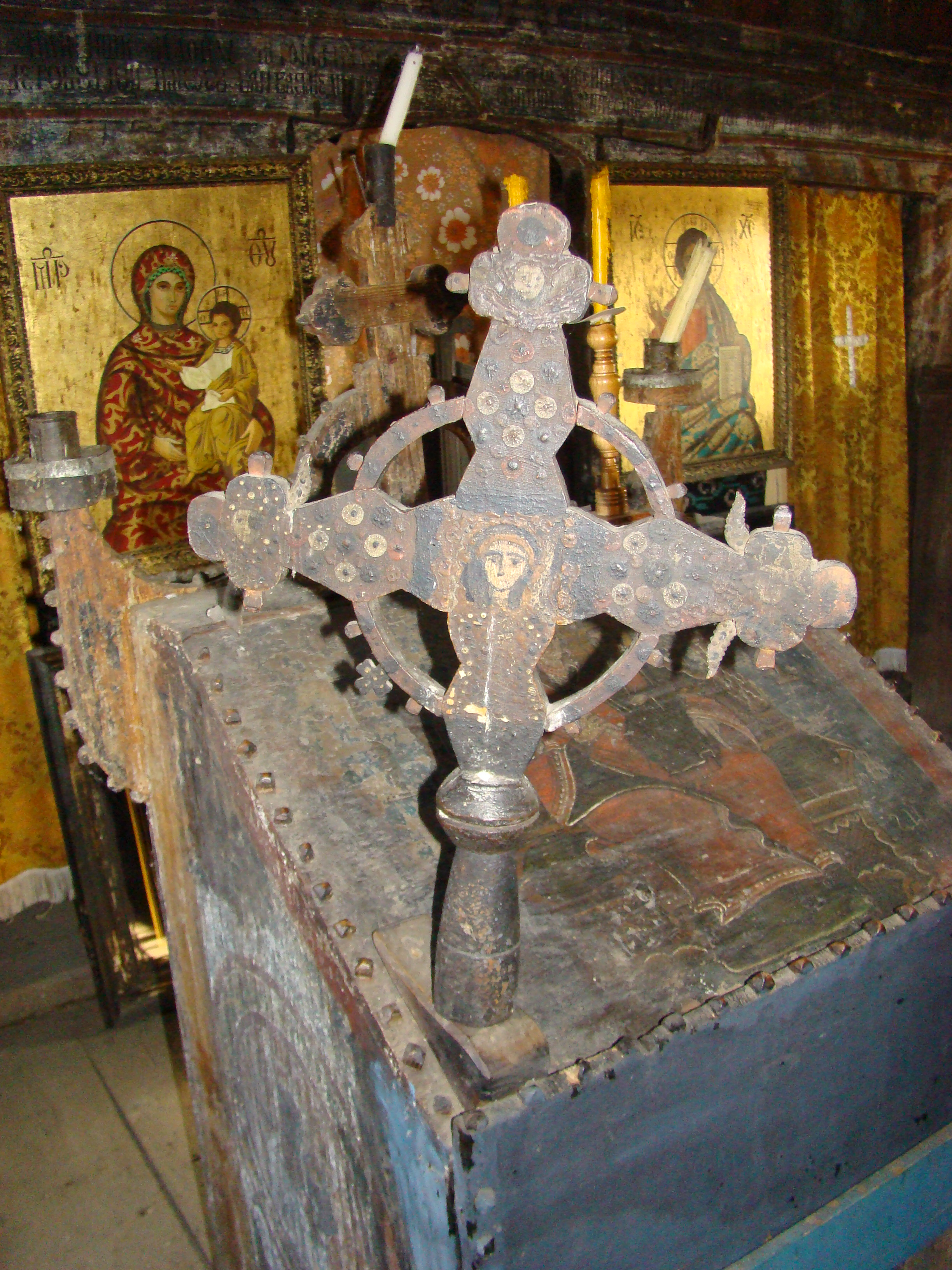
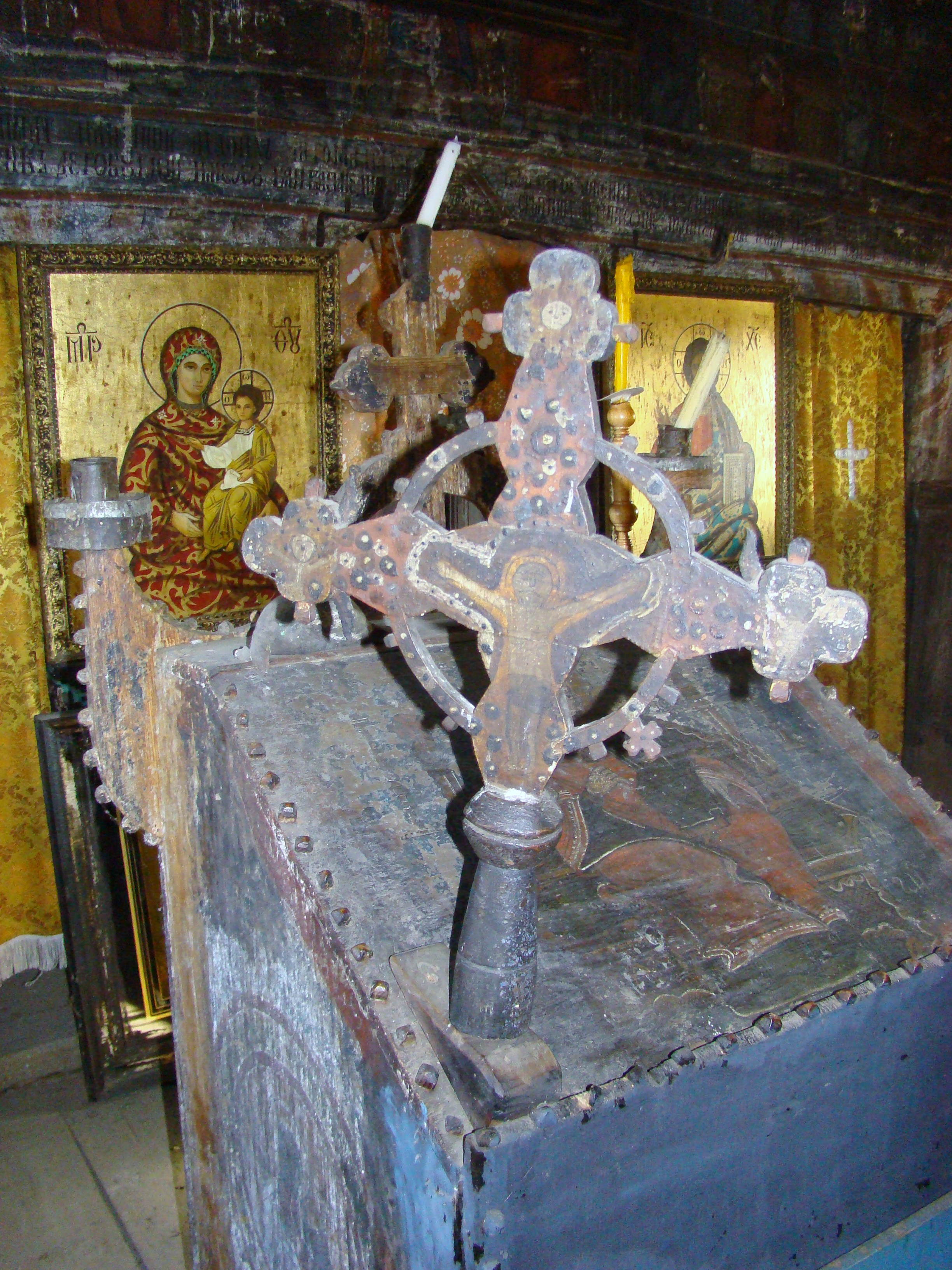
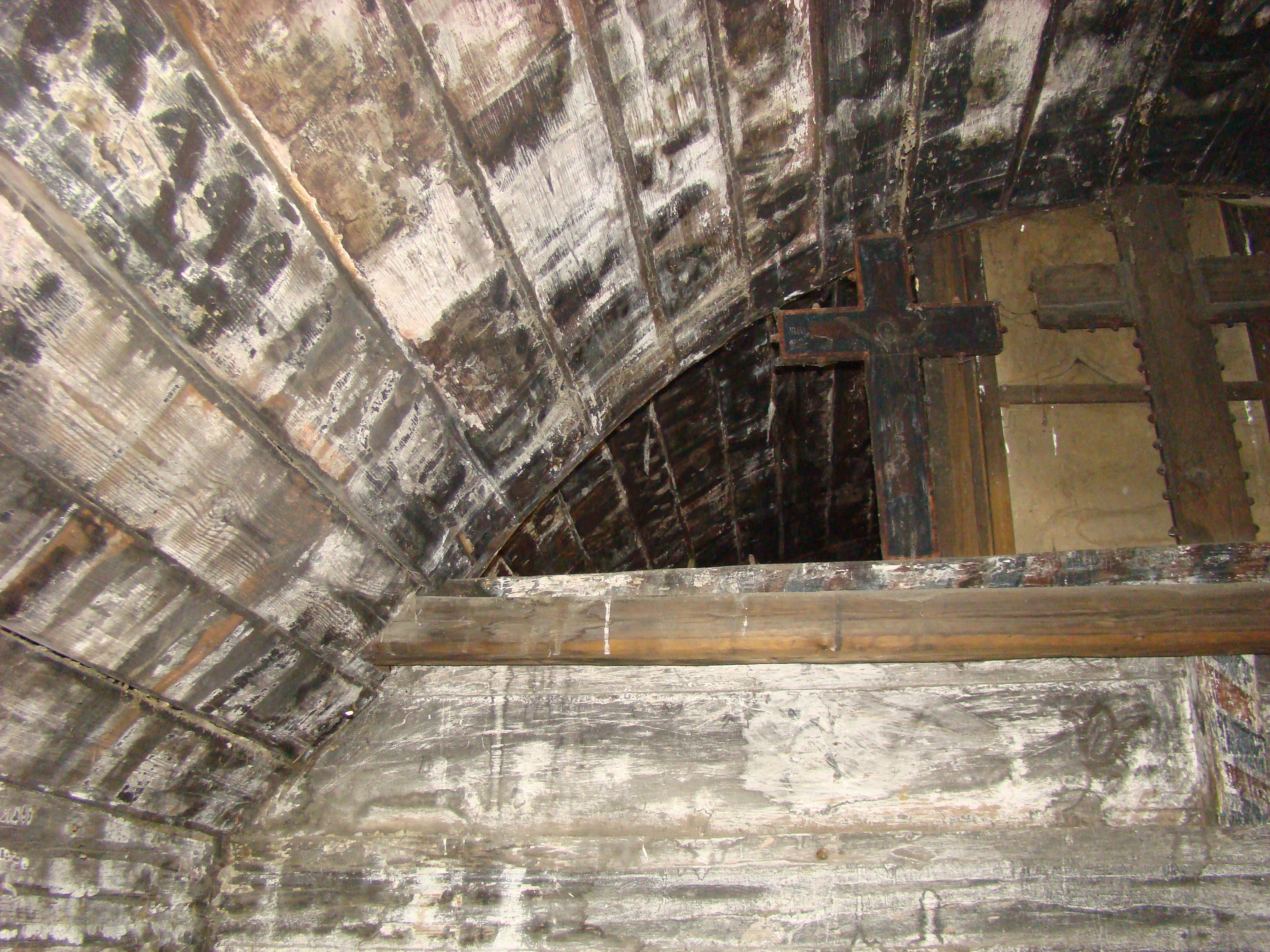
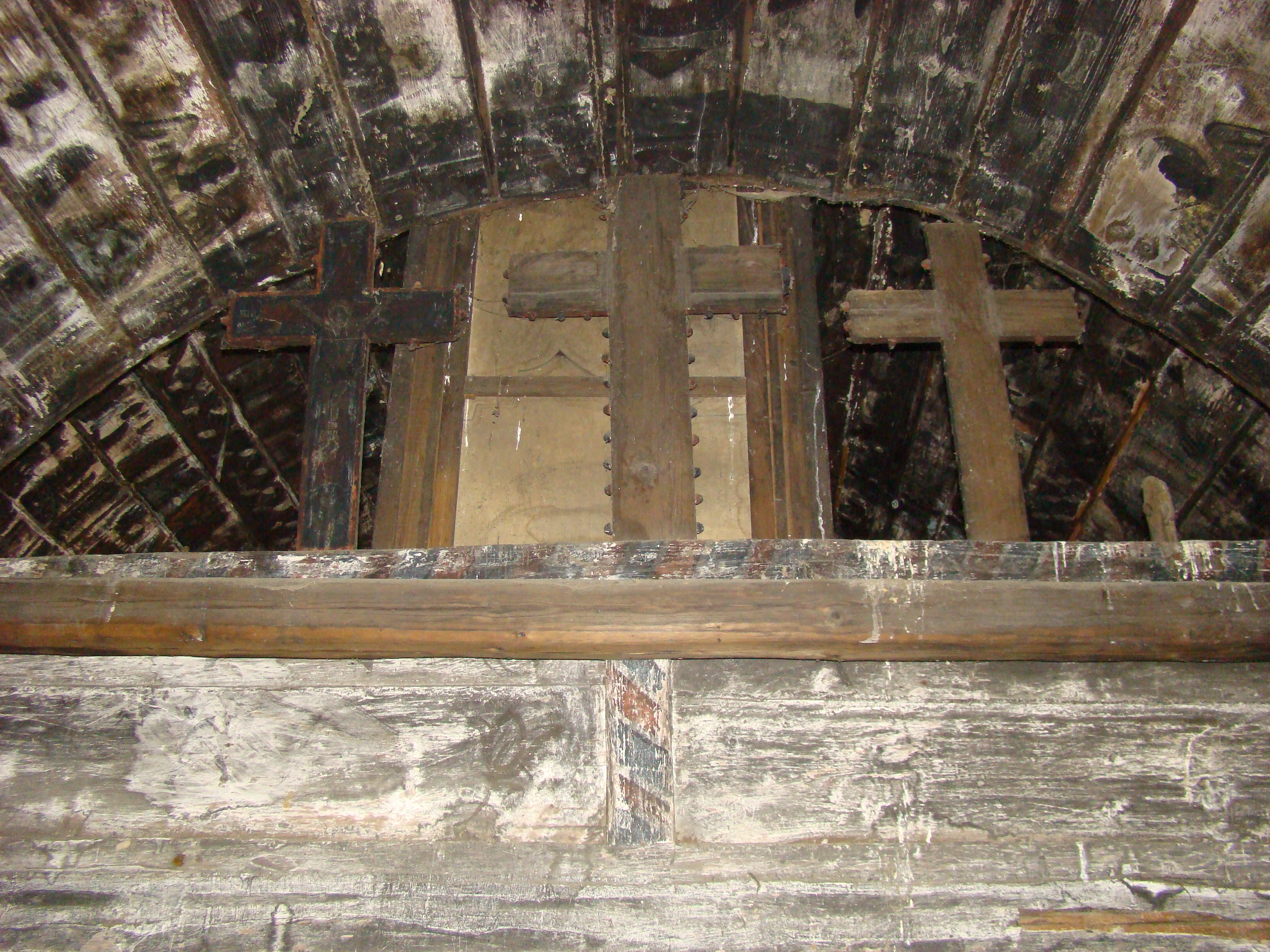
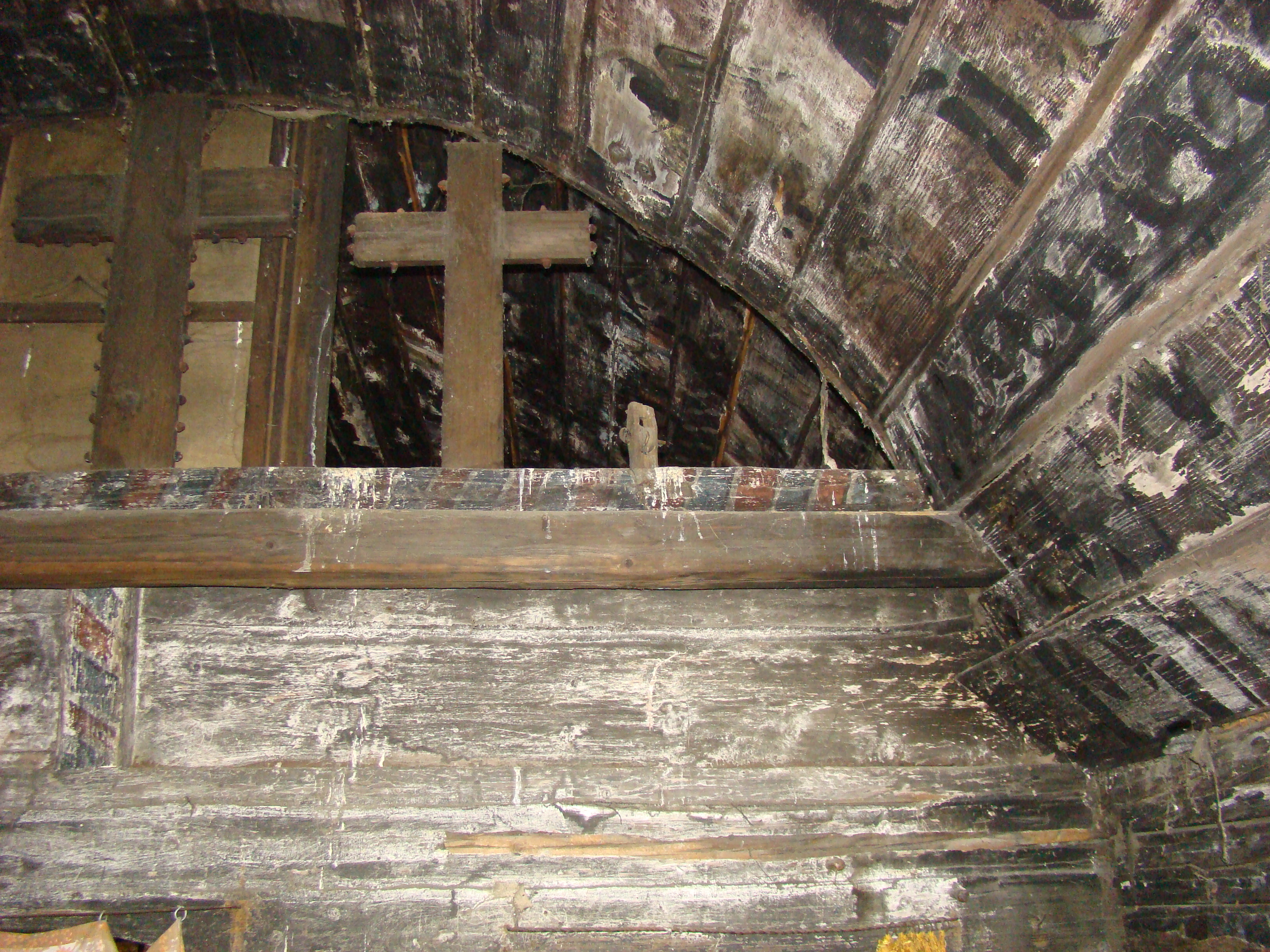
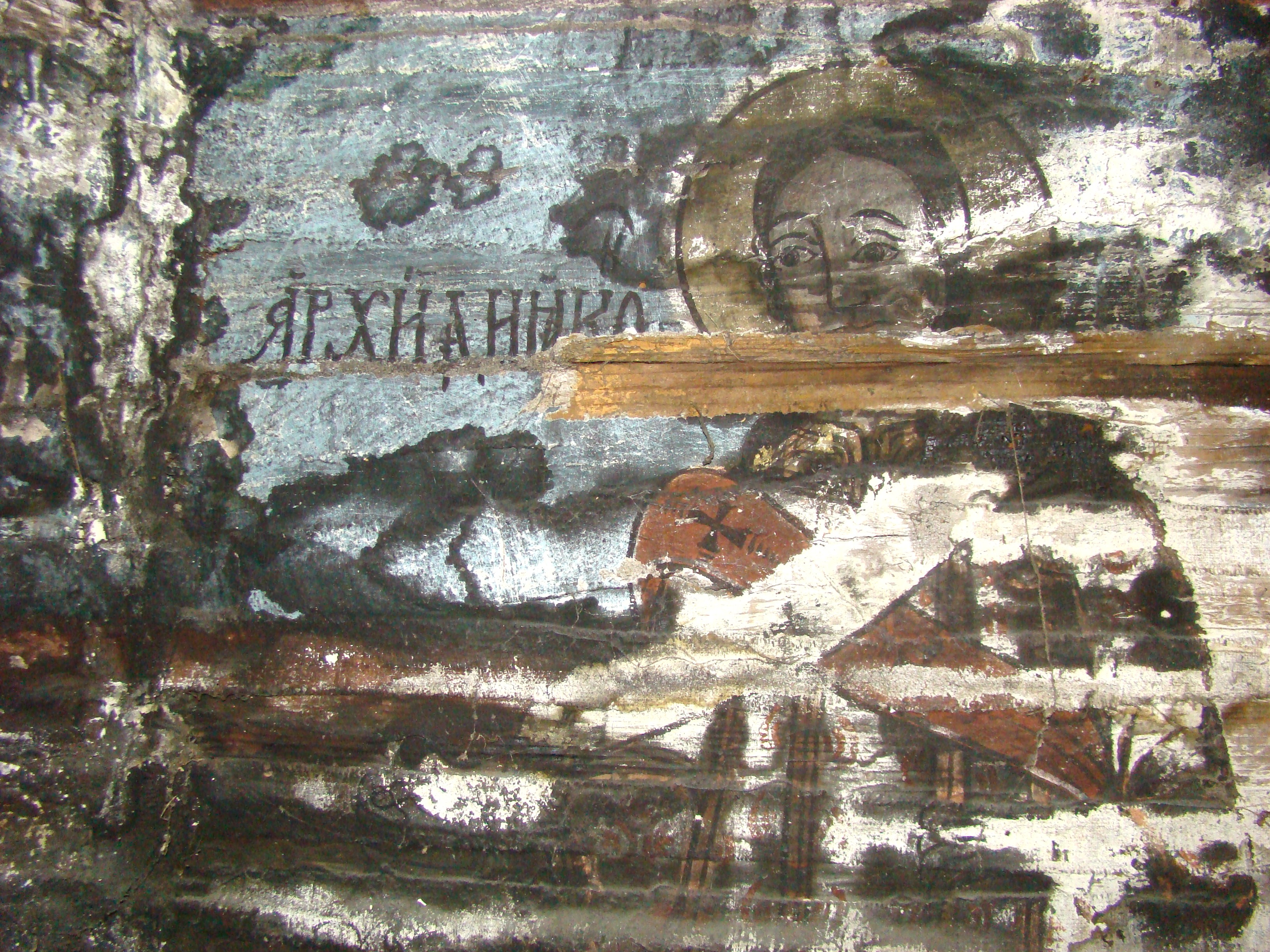
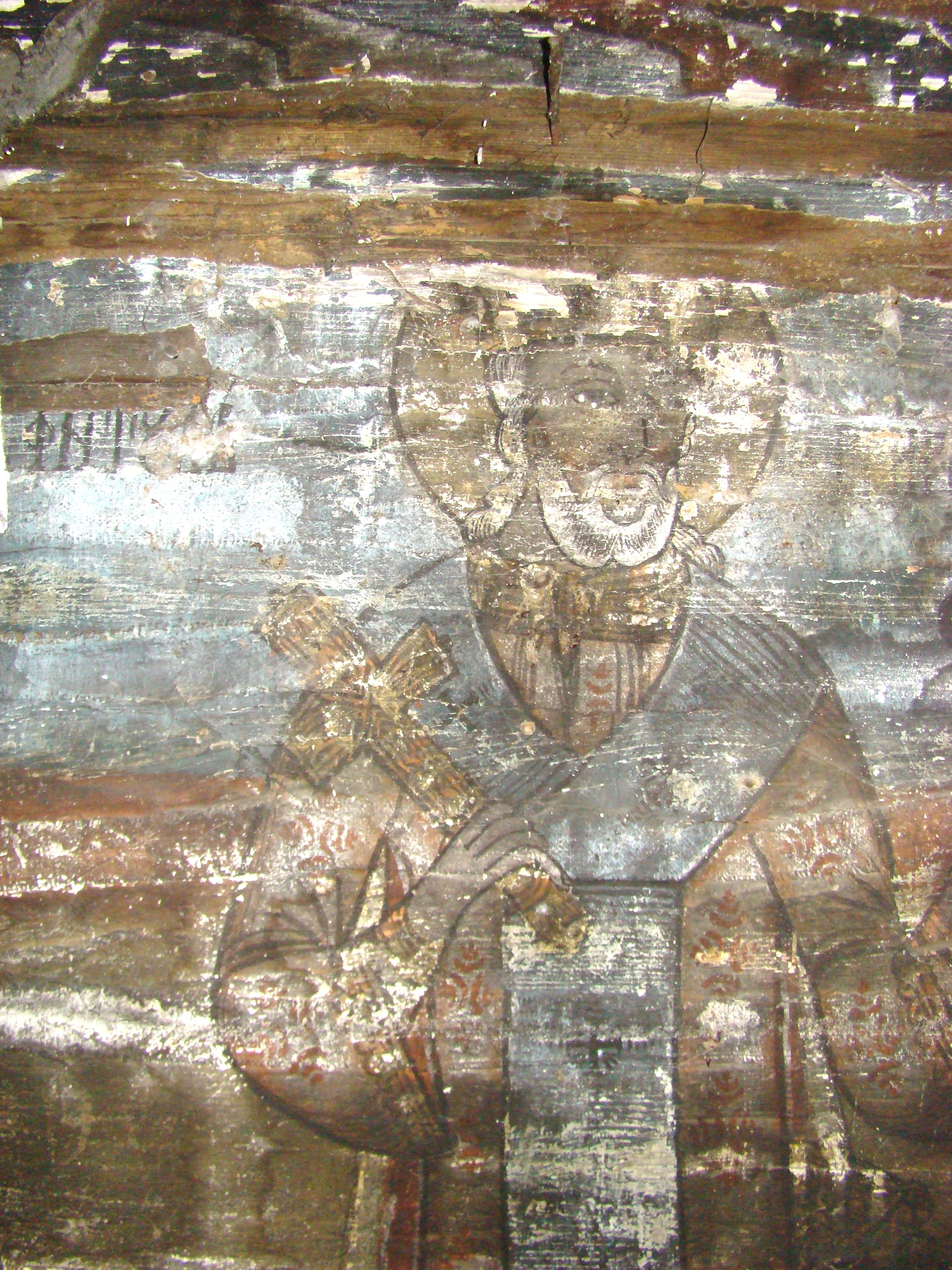
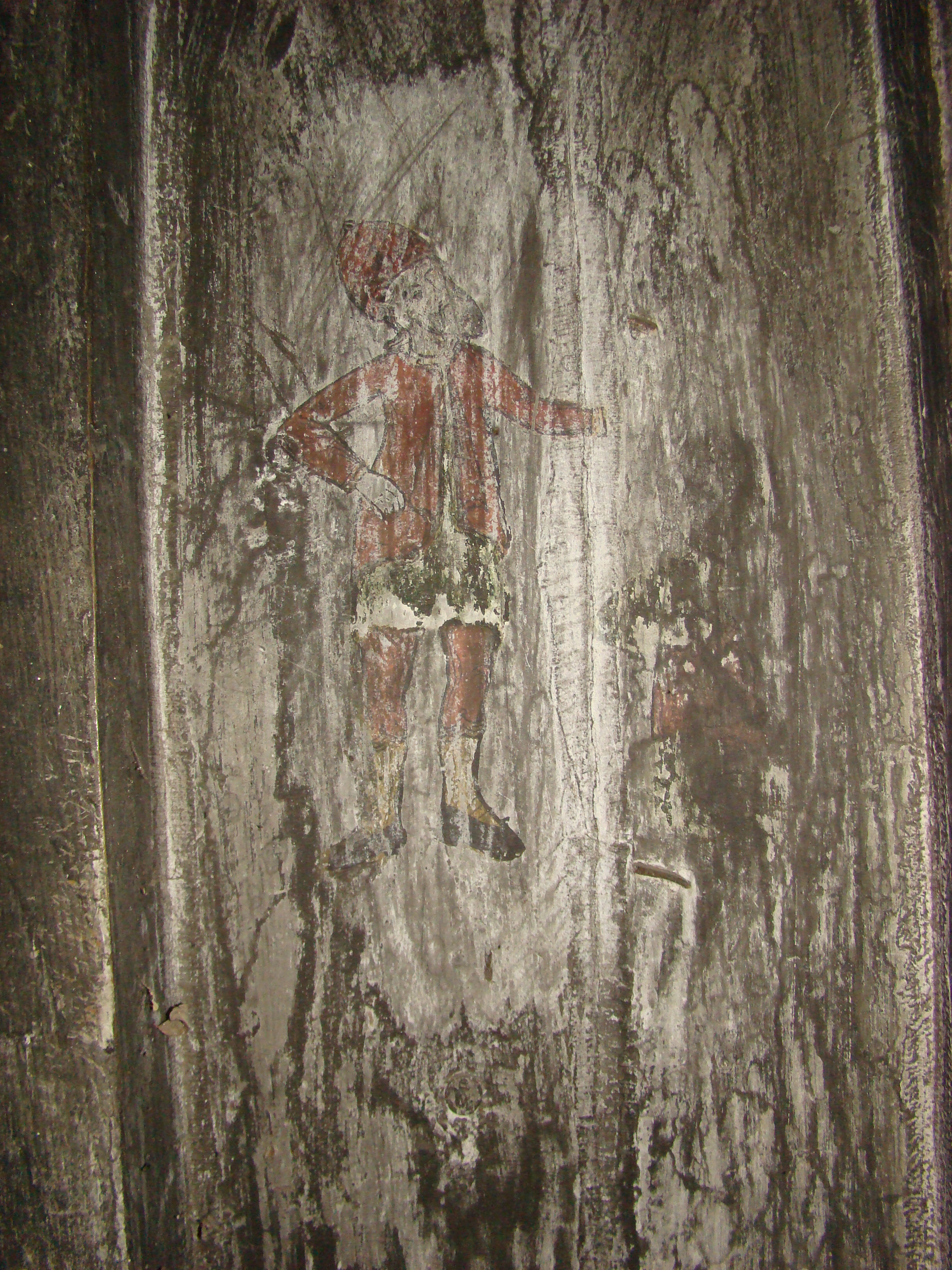
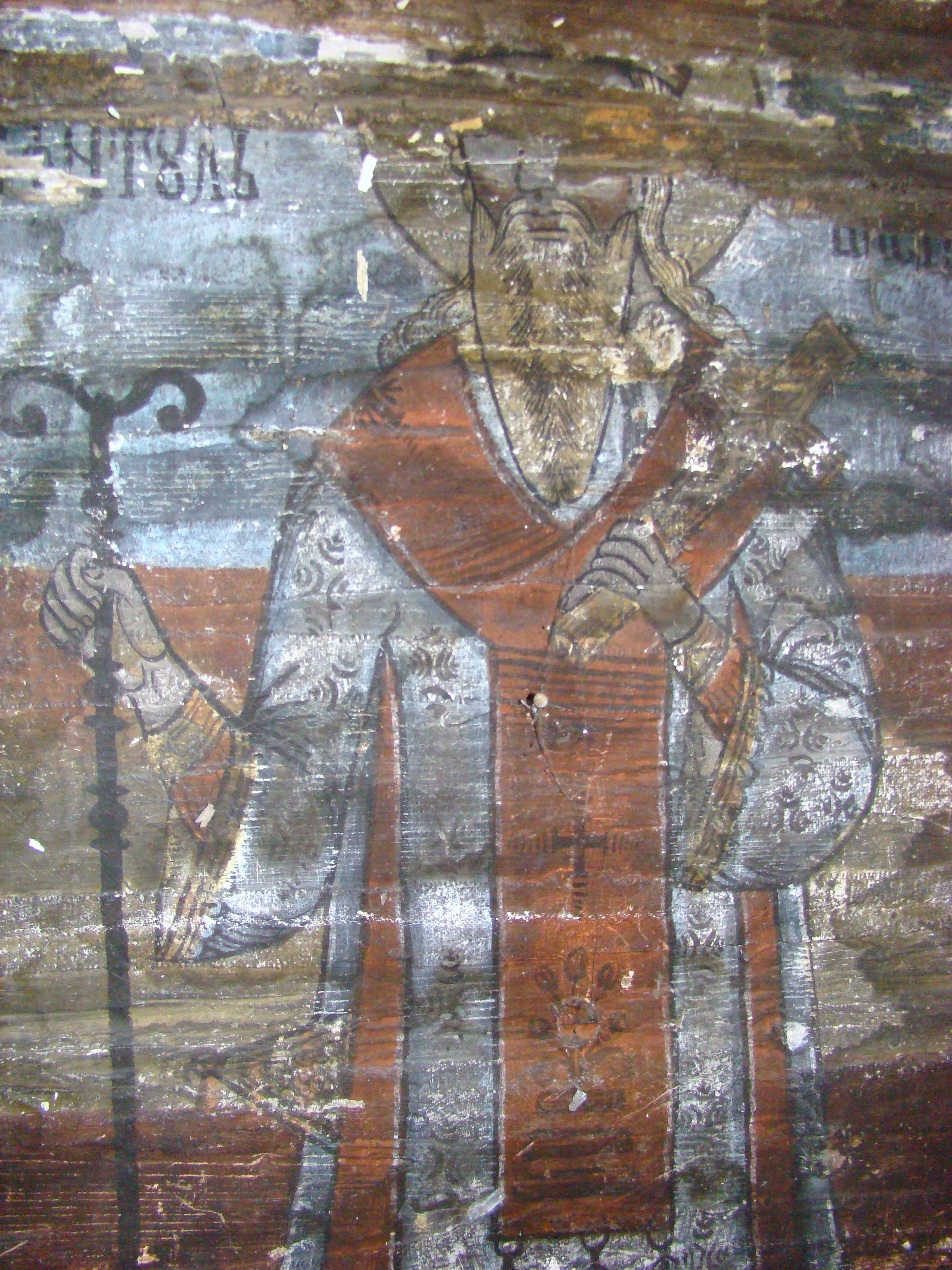
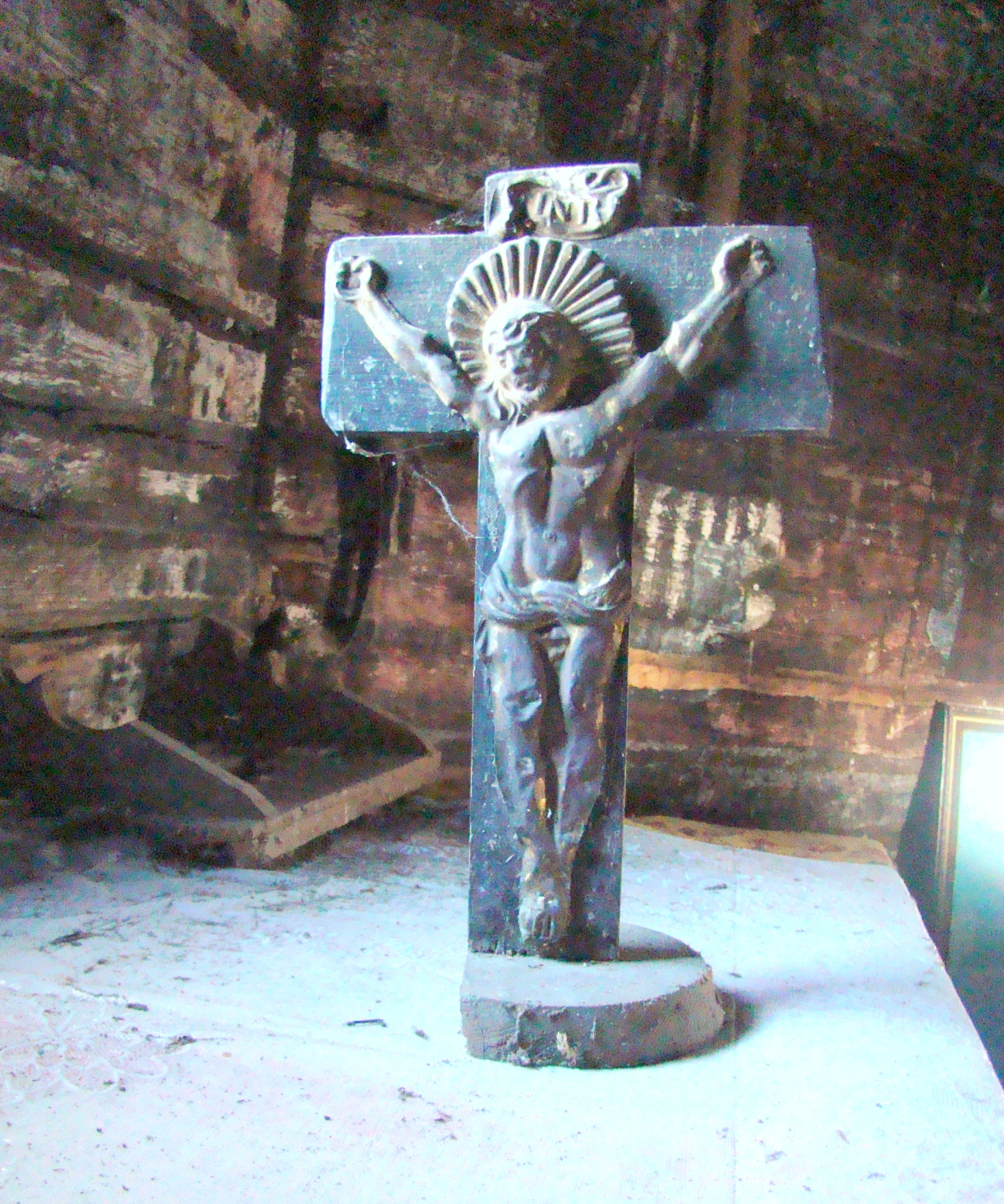
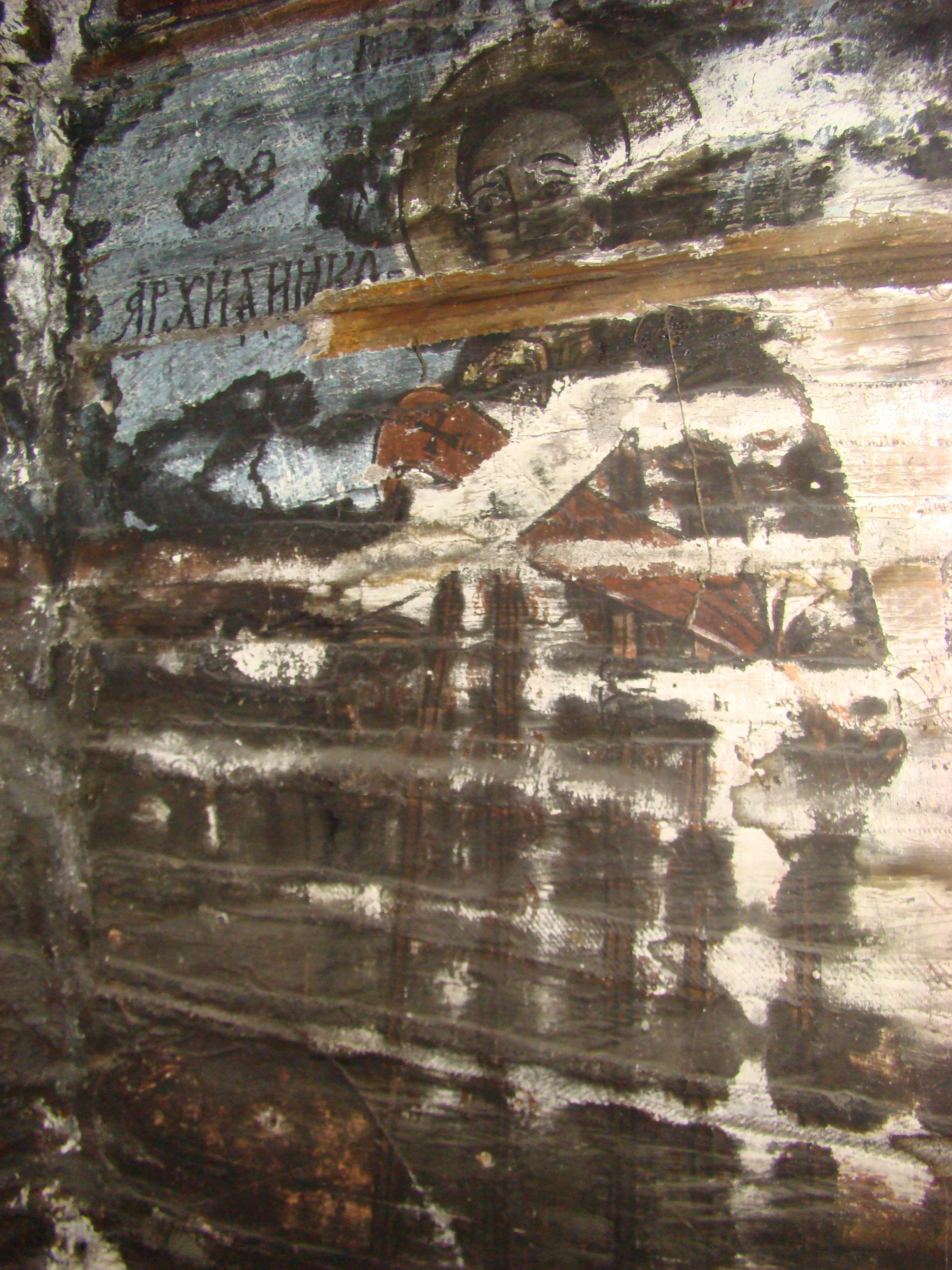
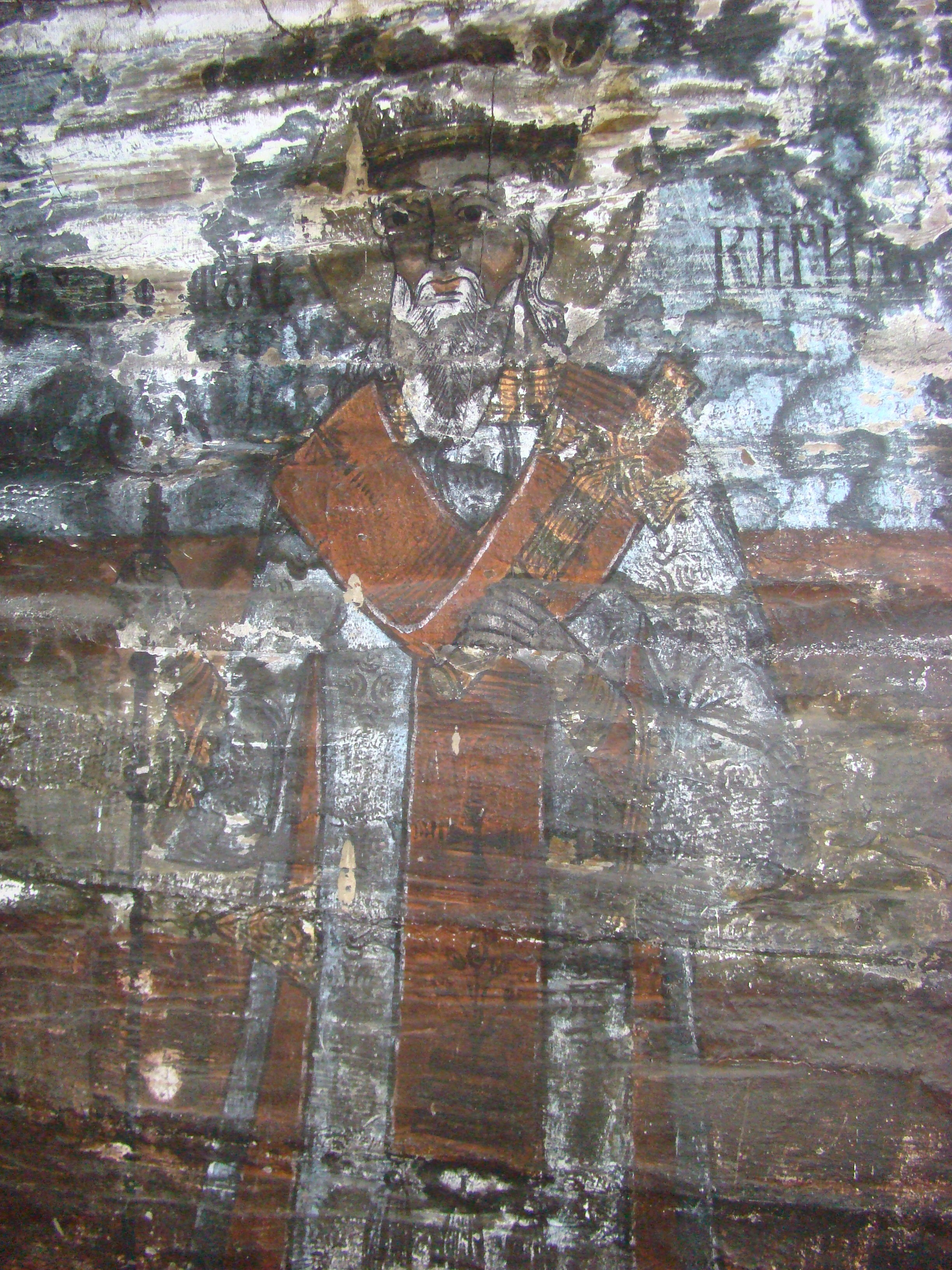
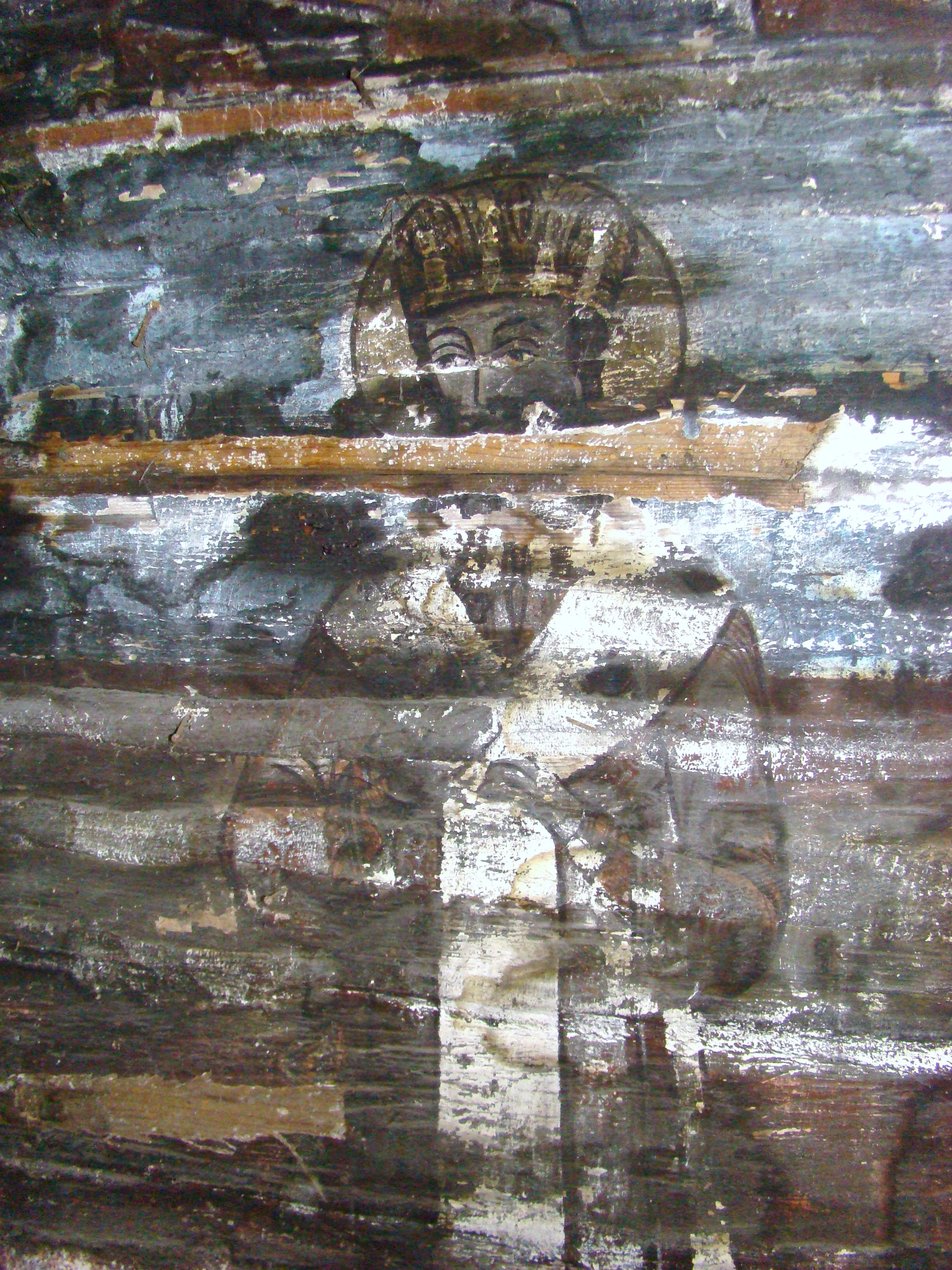
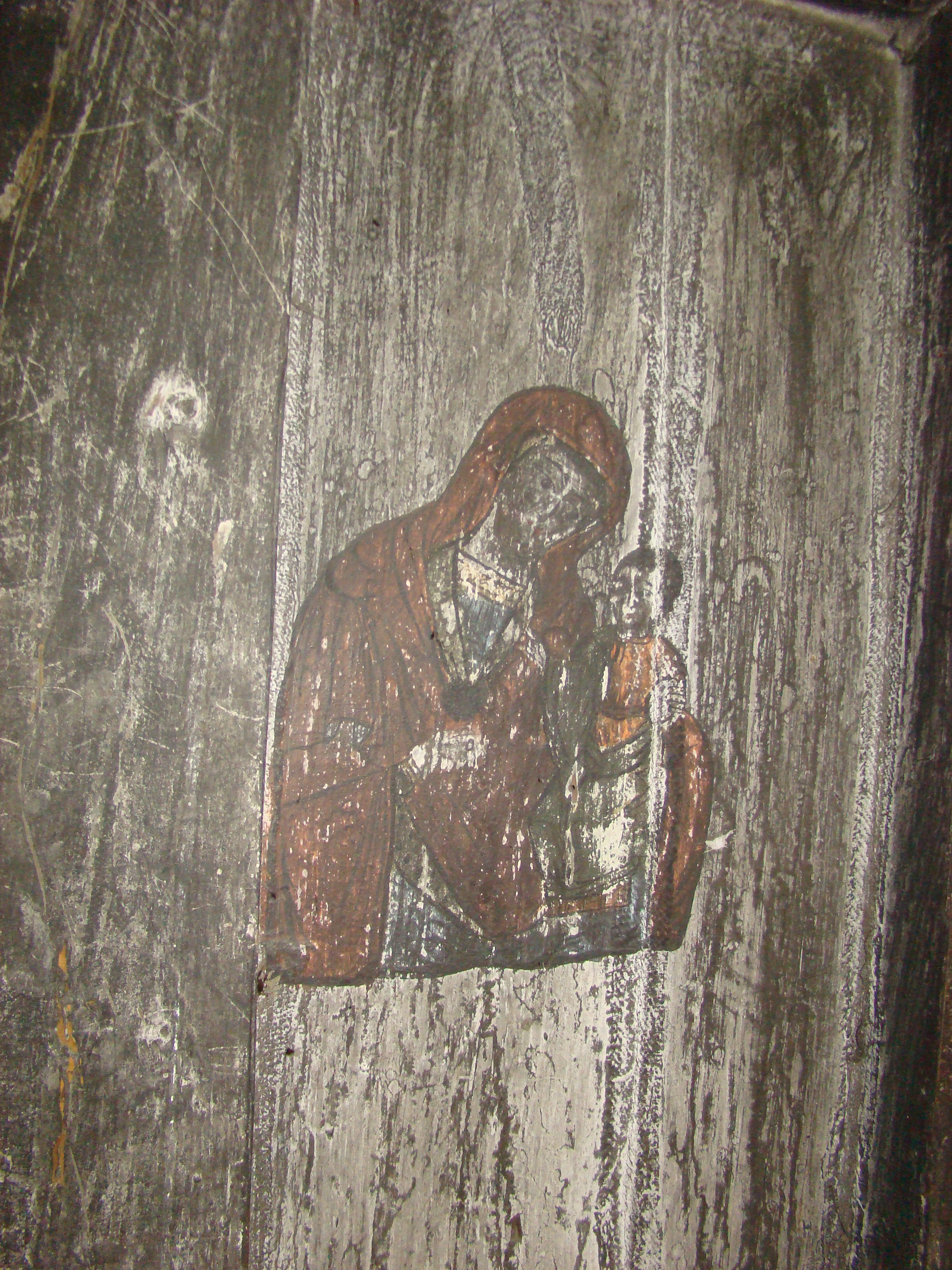
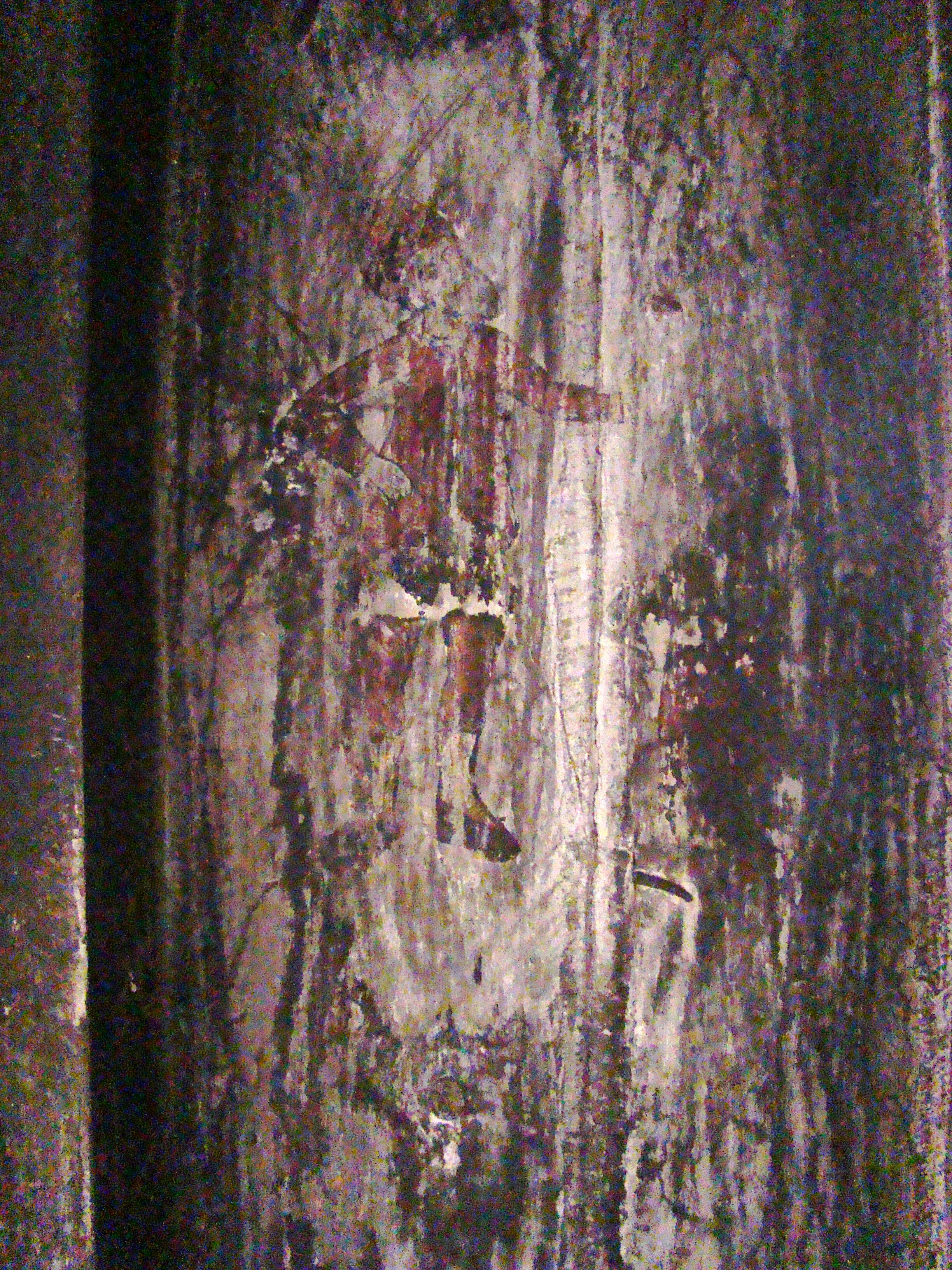
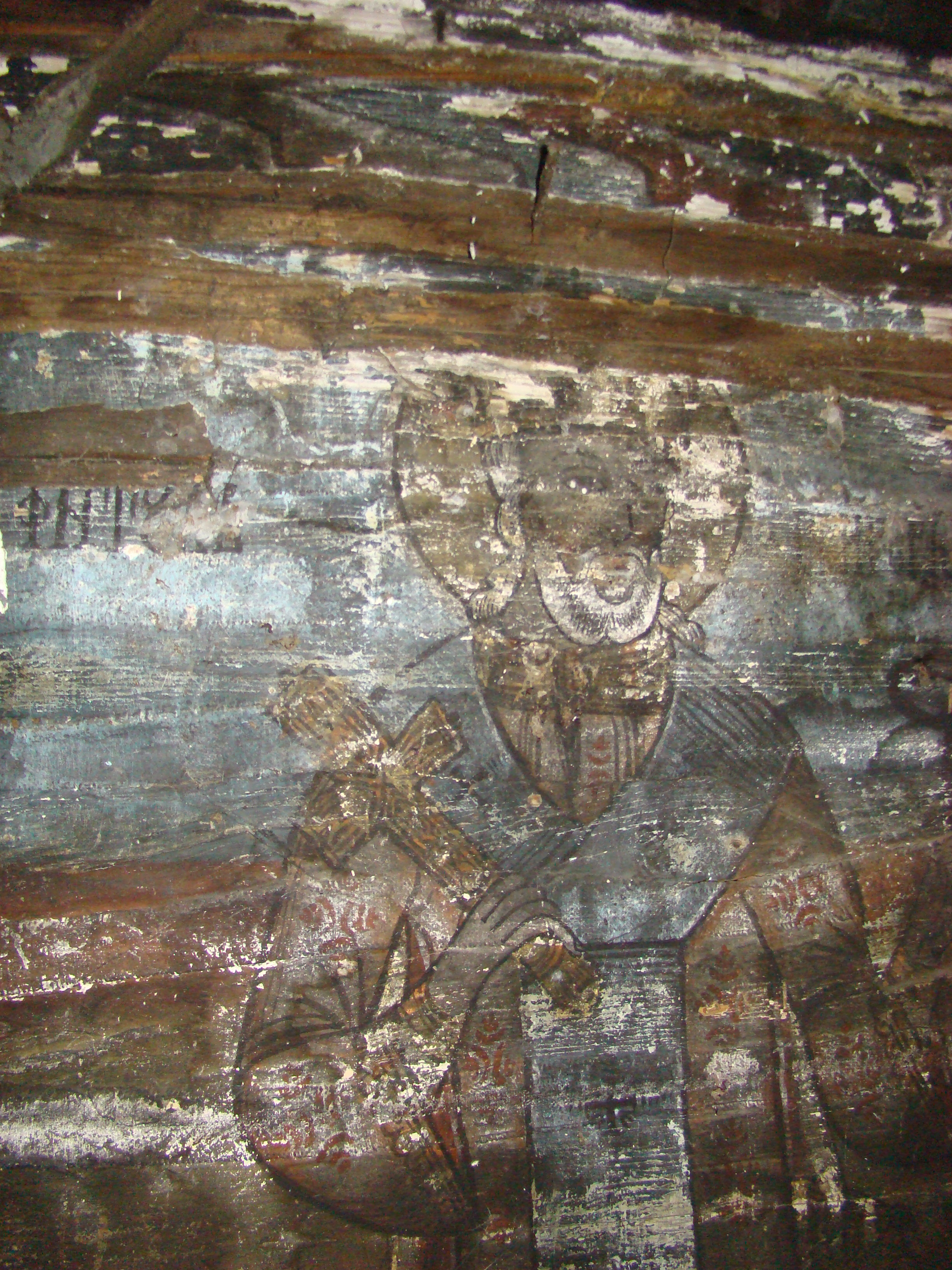

## Imagini din exterior

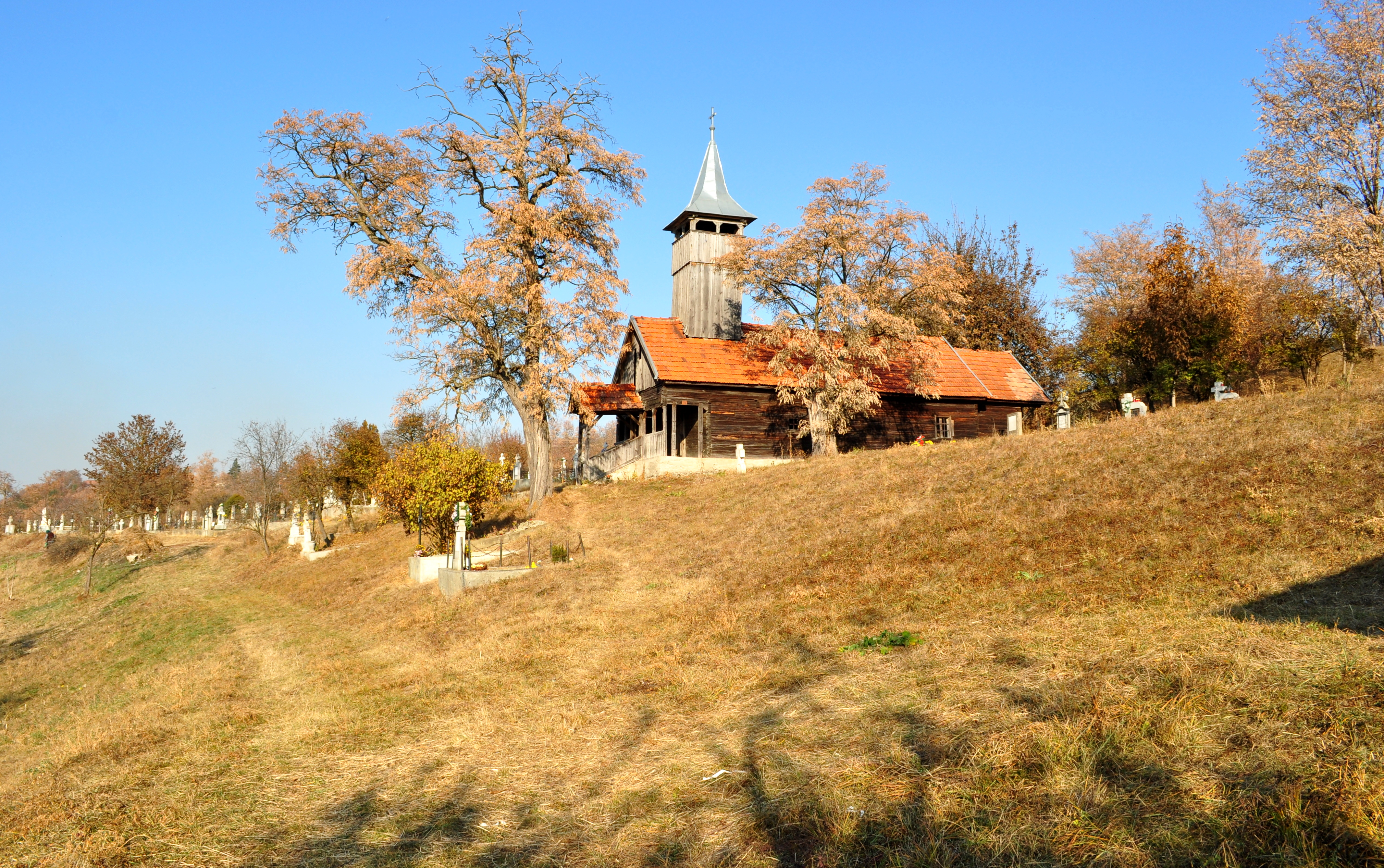
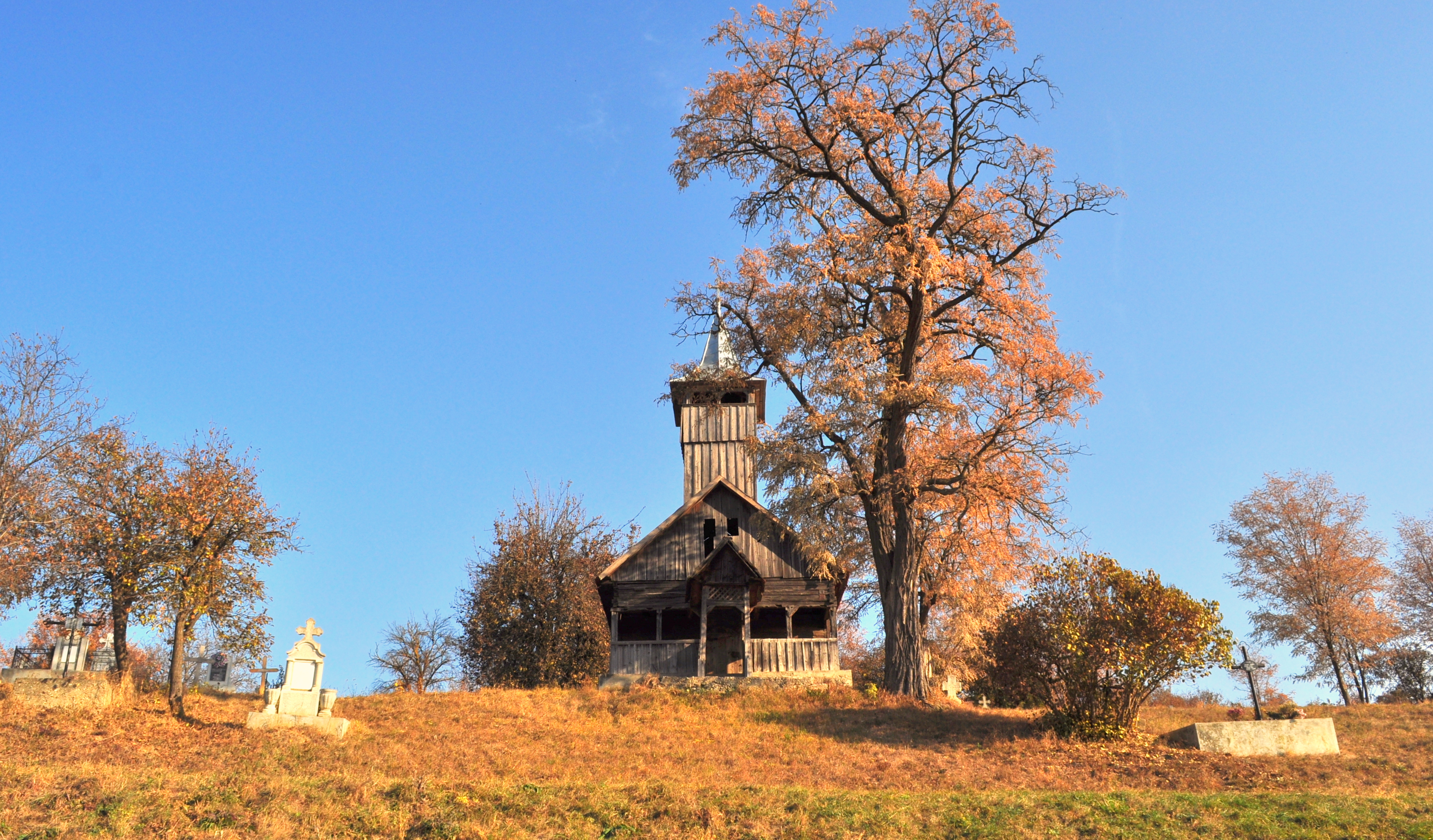
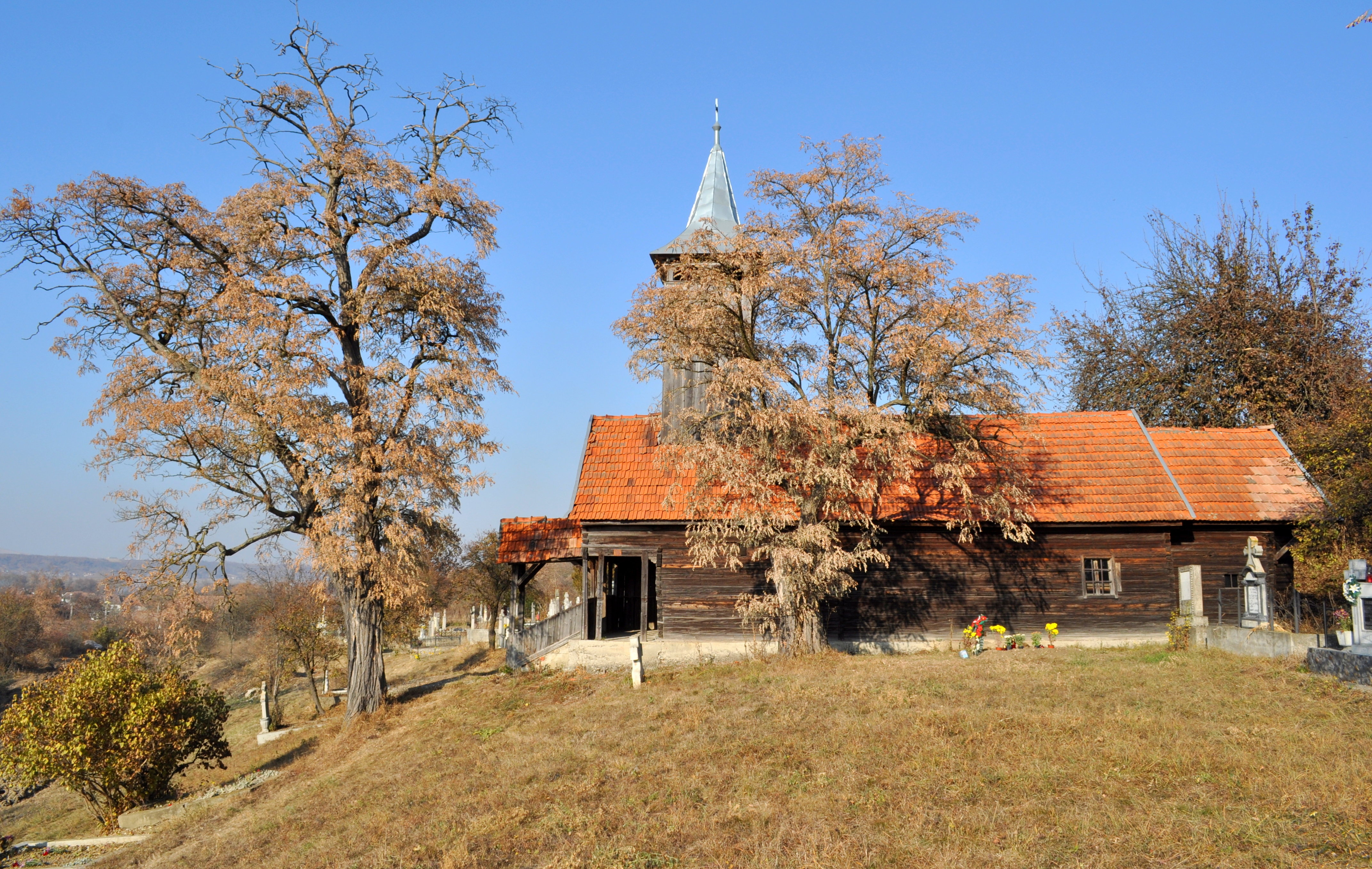
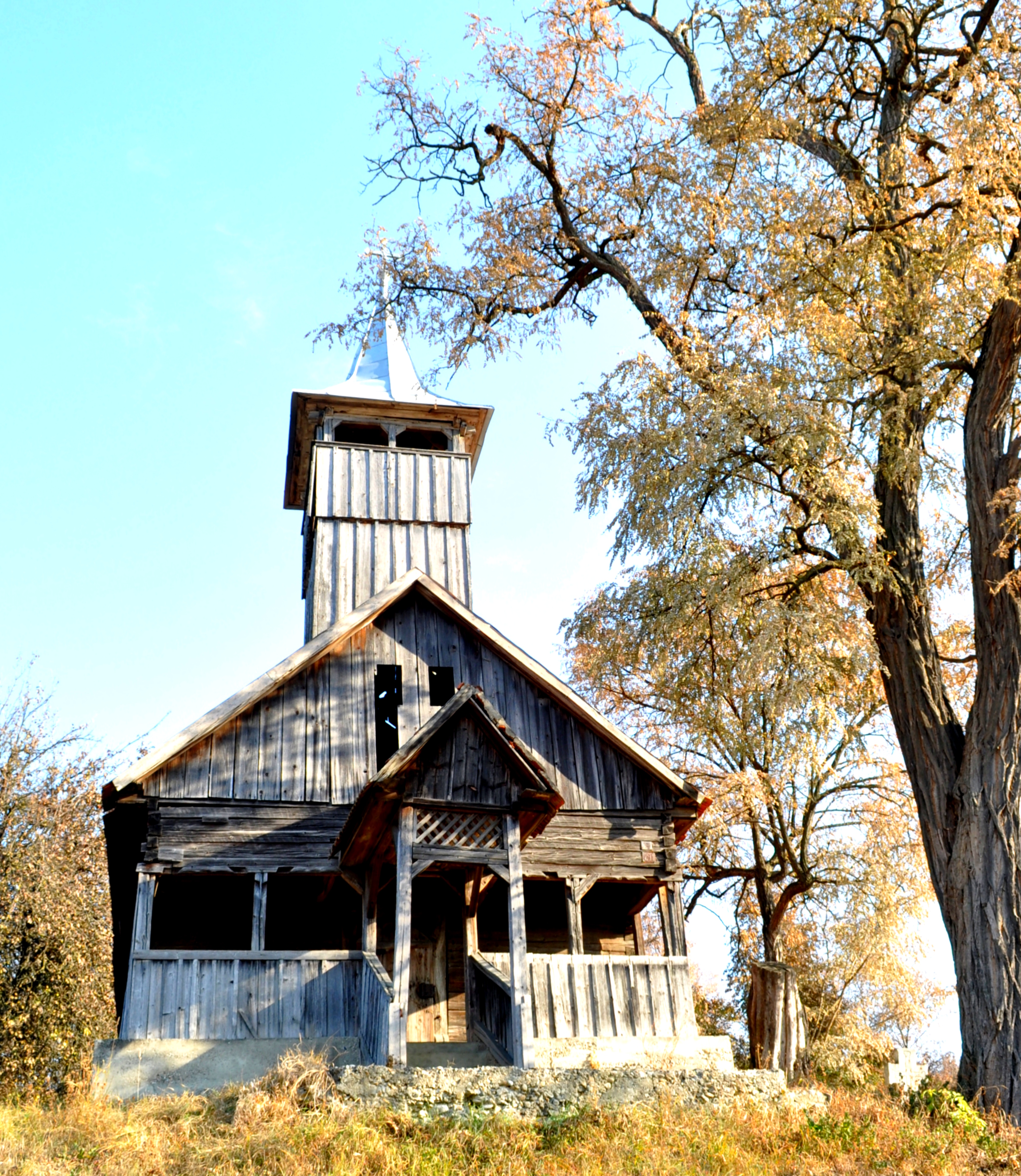
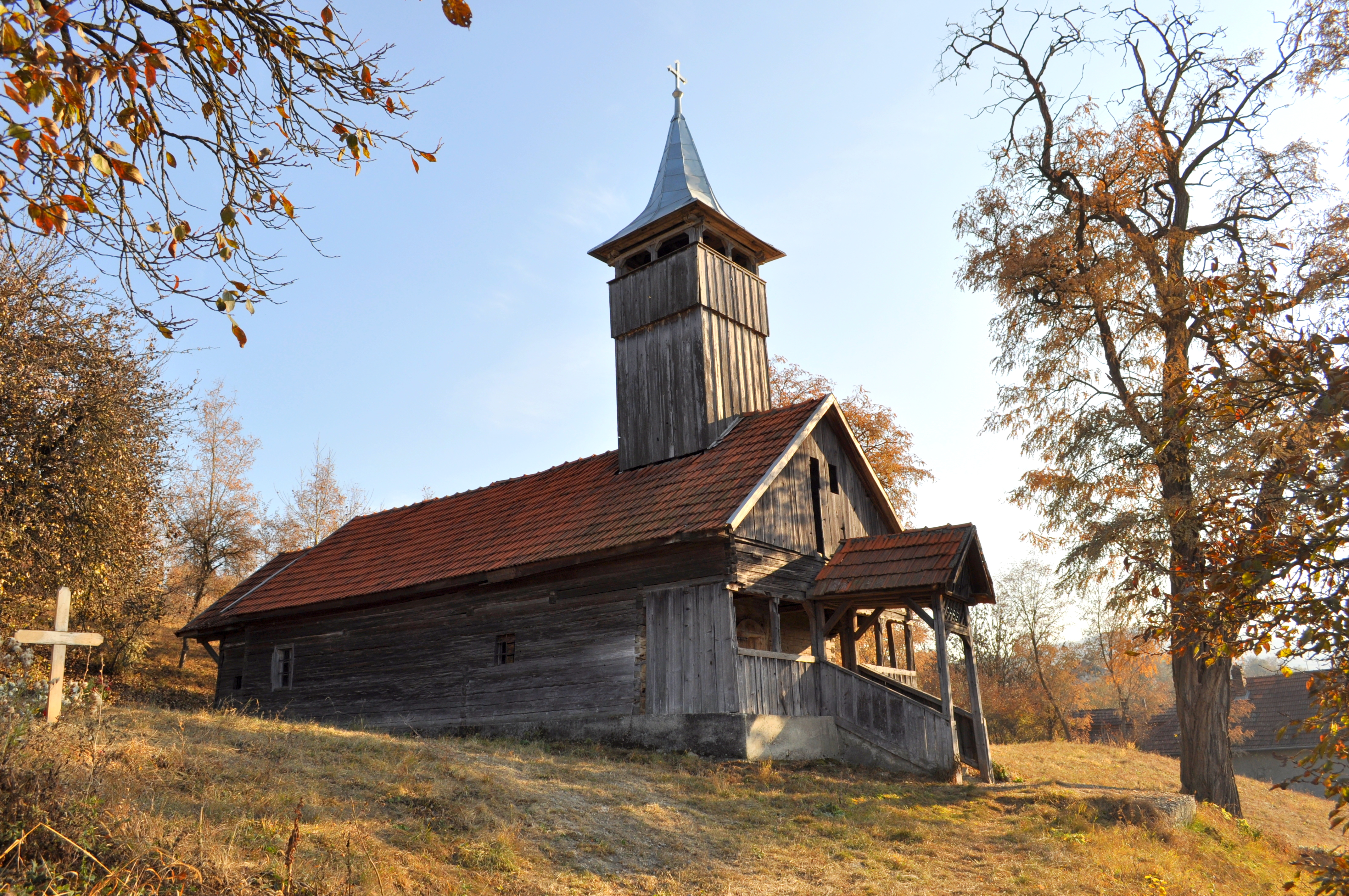
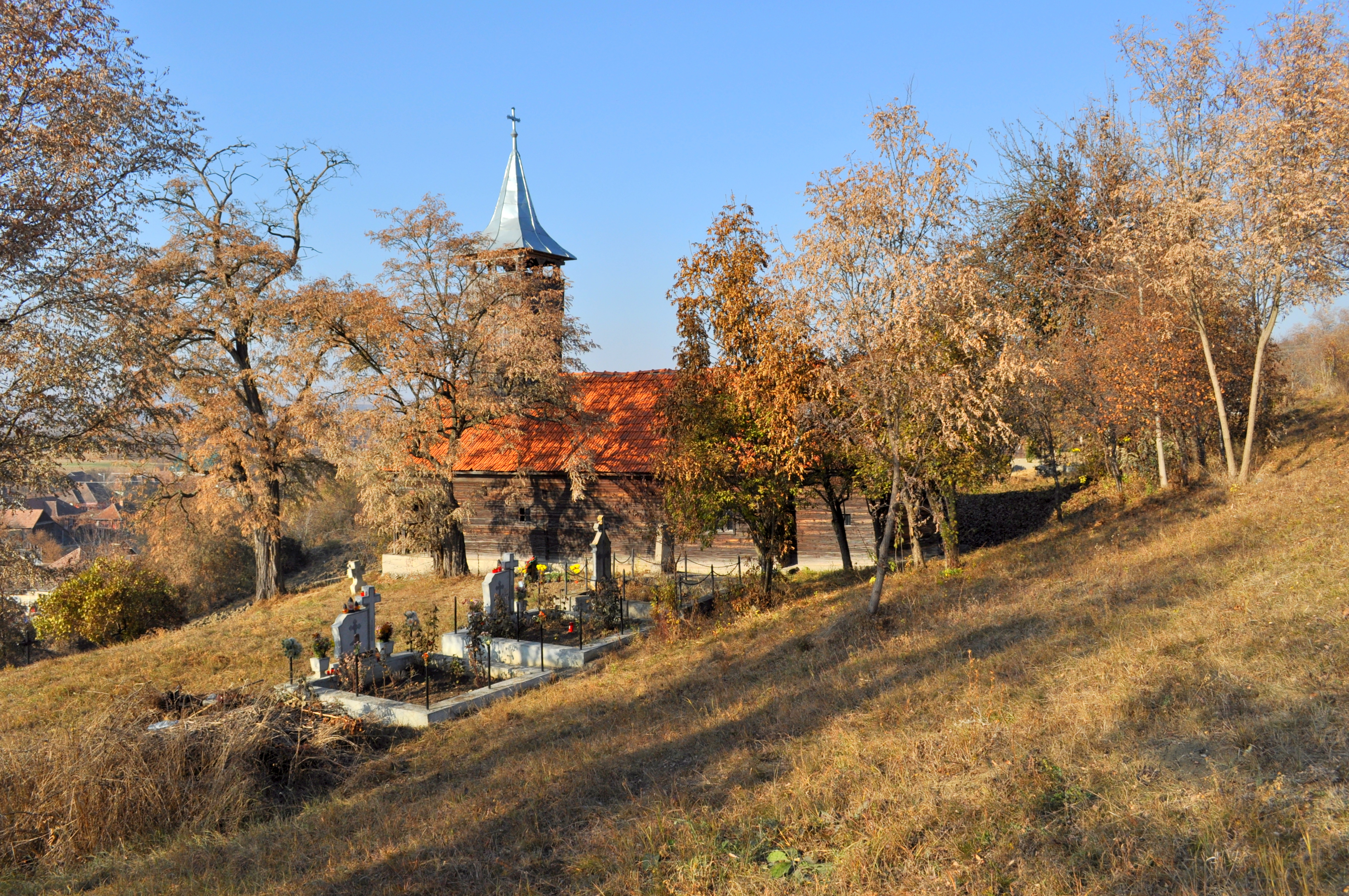
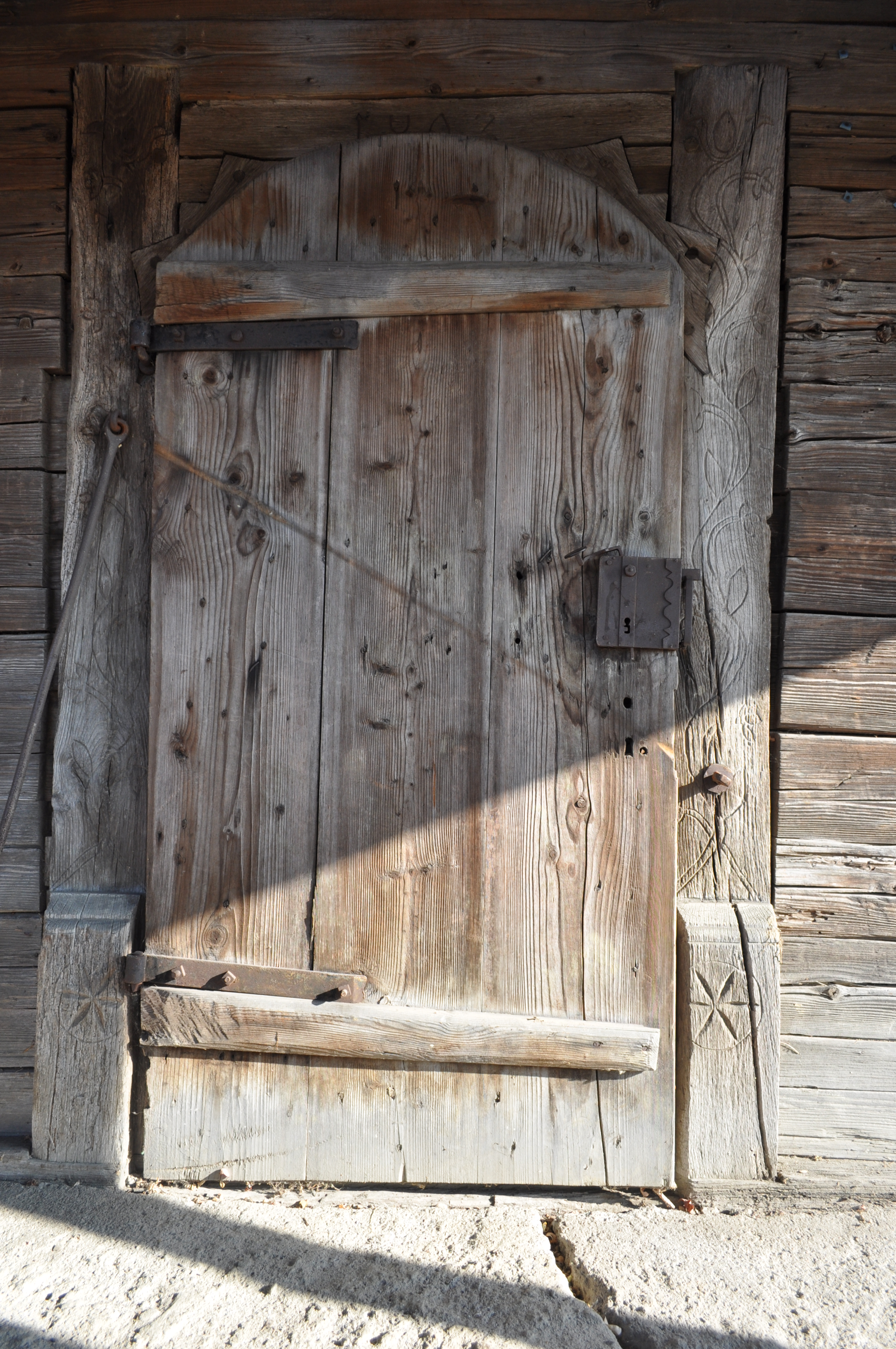
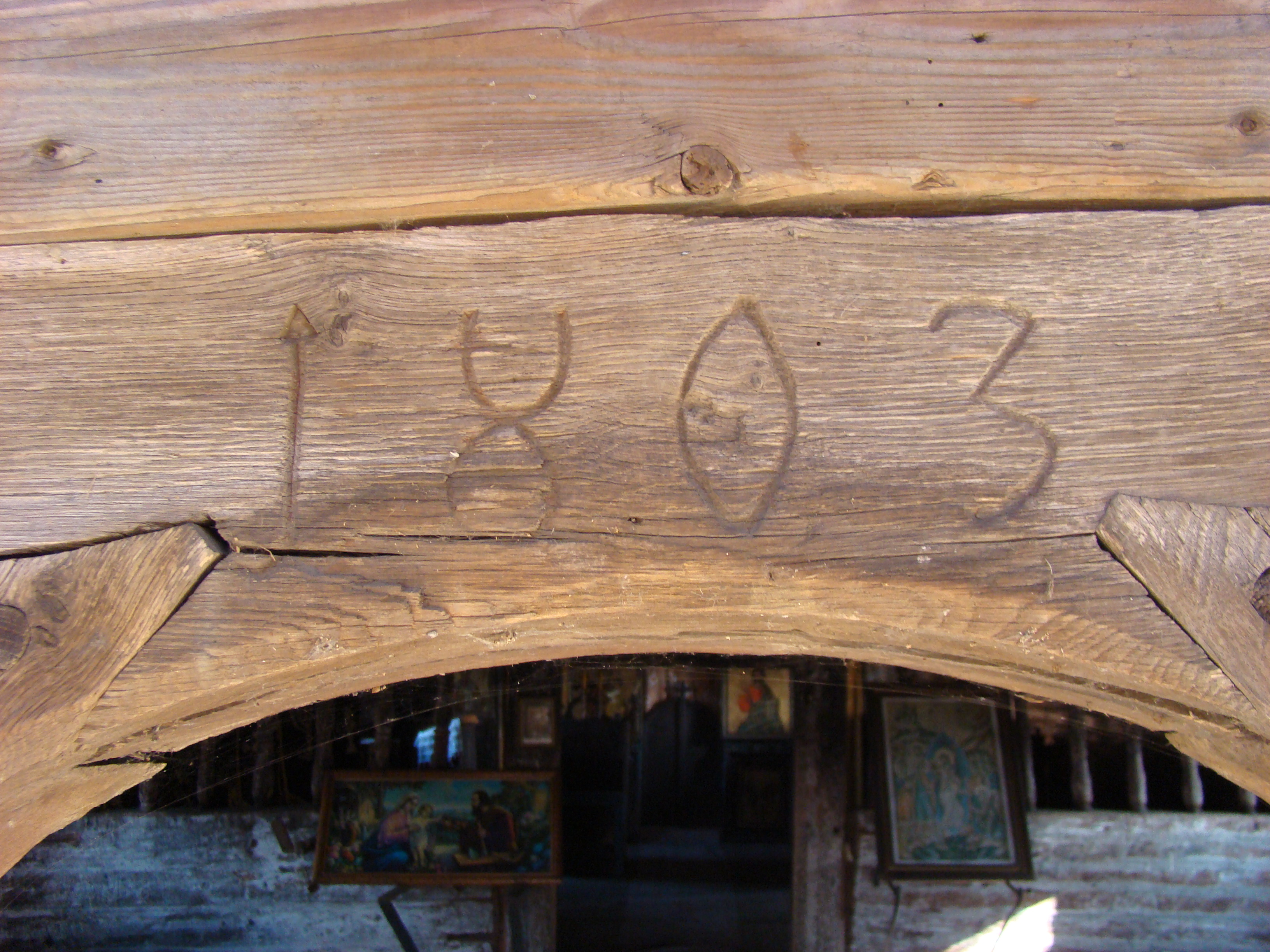
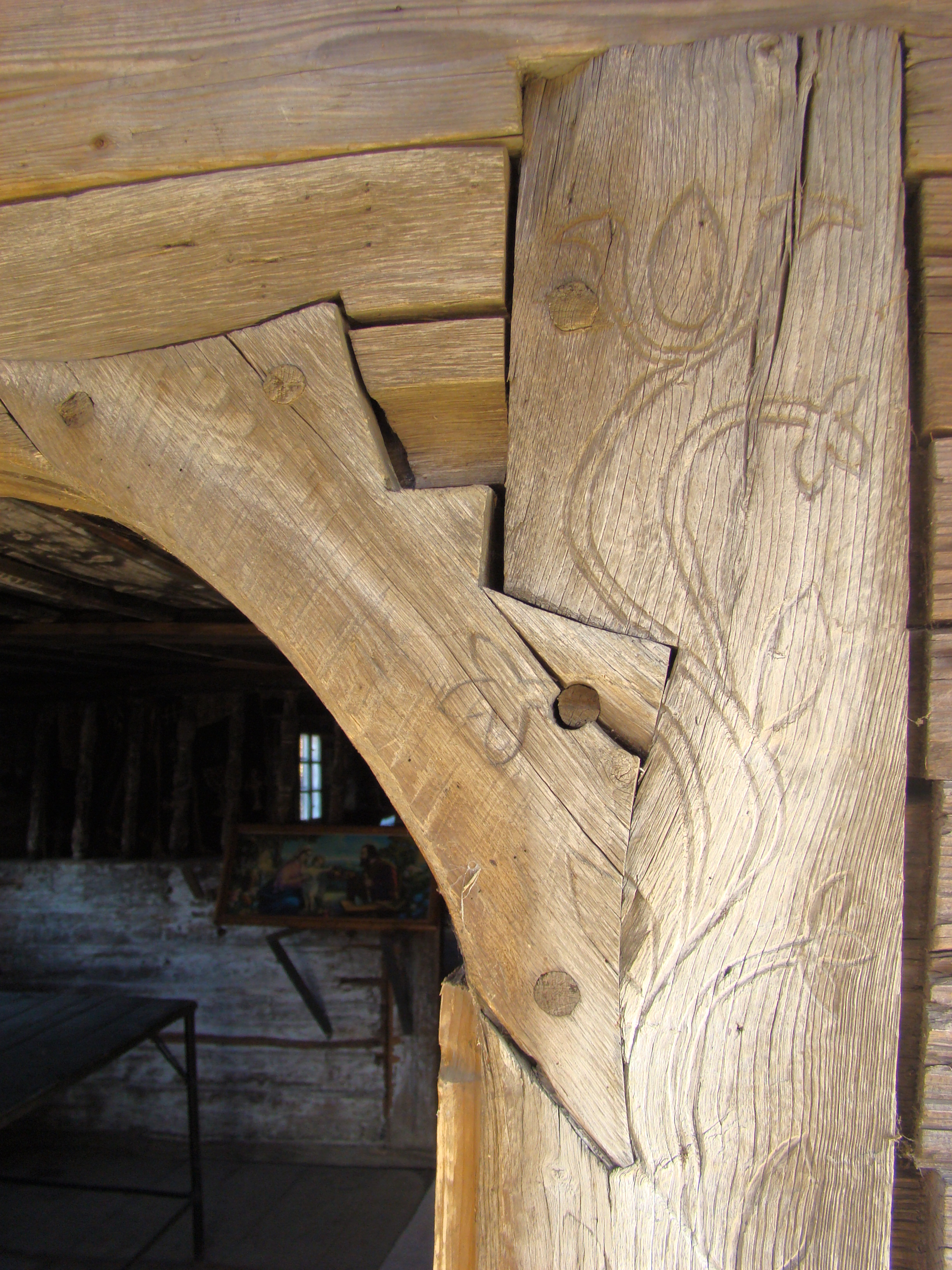
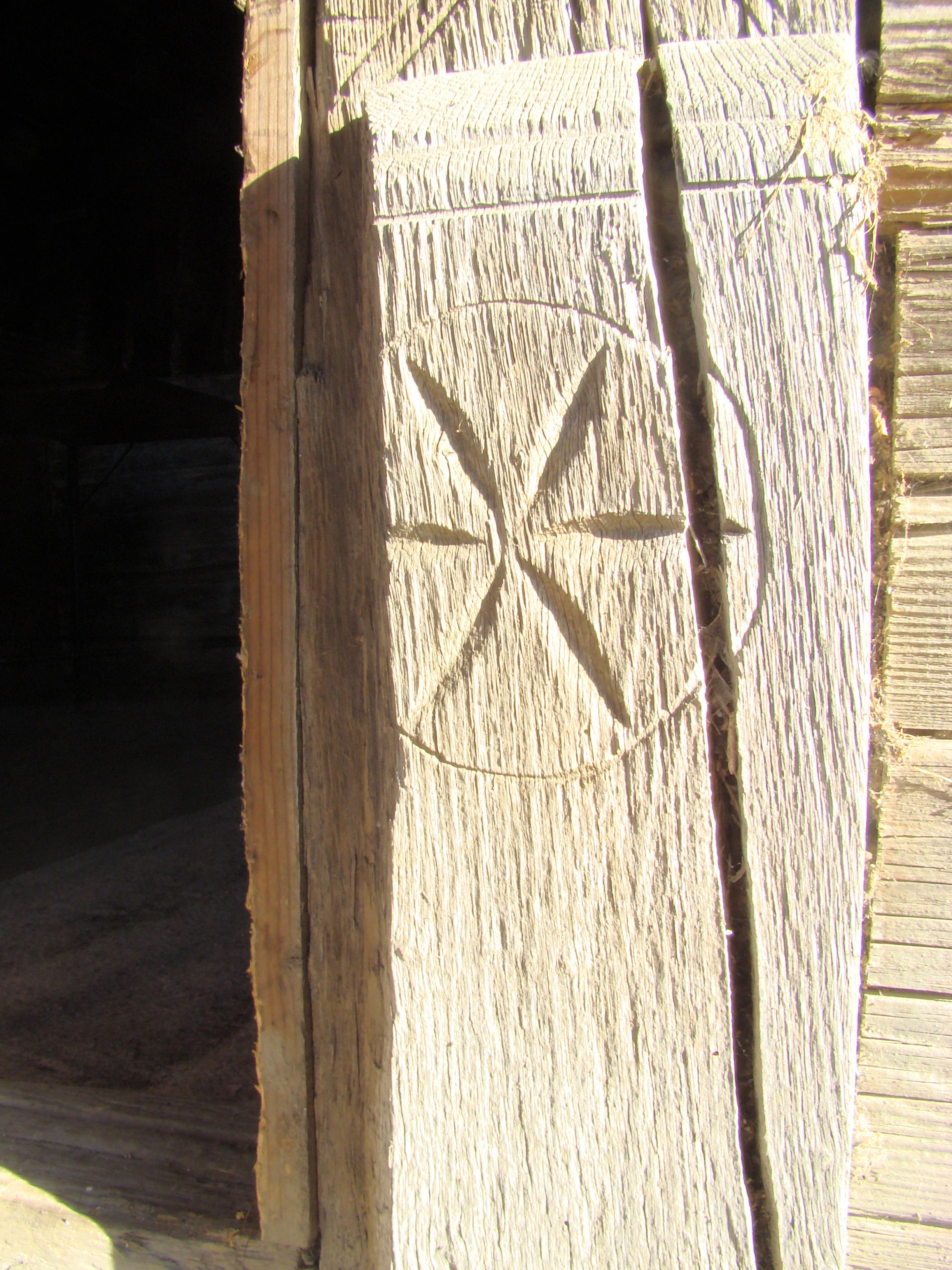
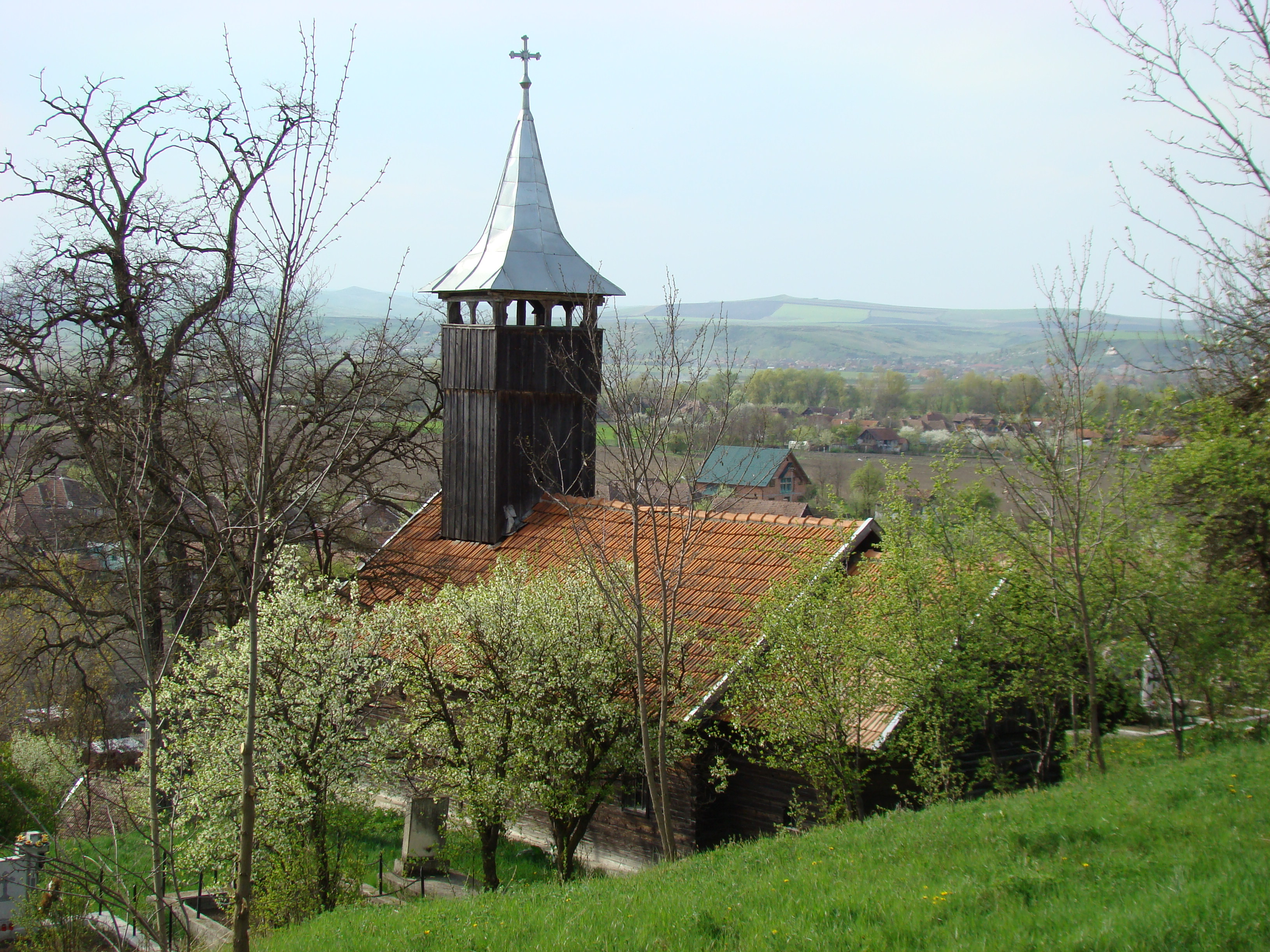
Vedere de ansamblu
Turnul bisericii
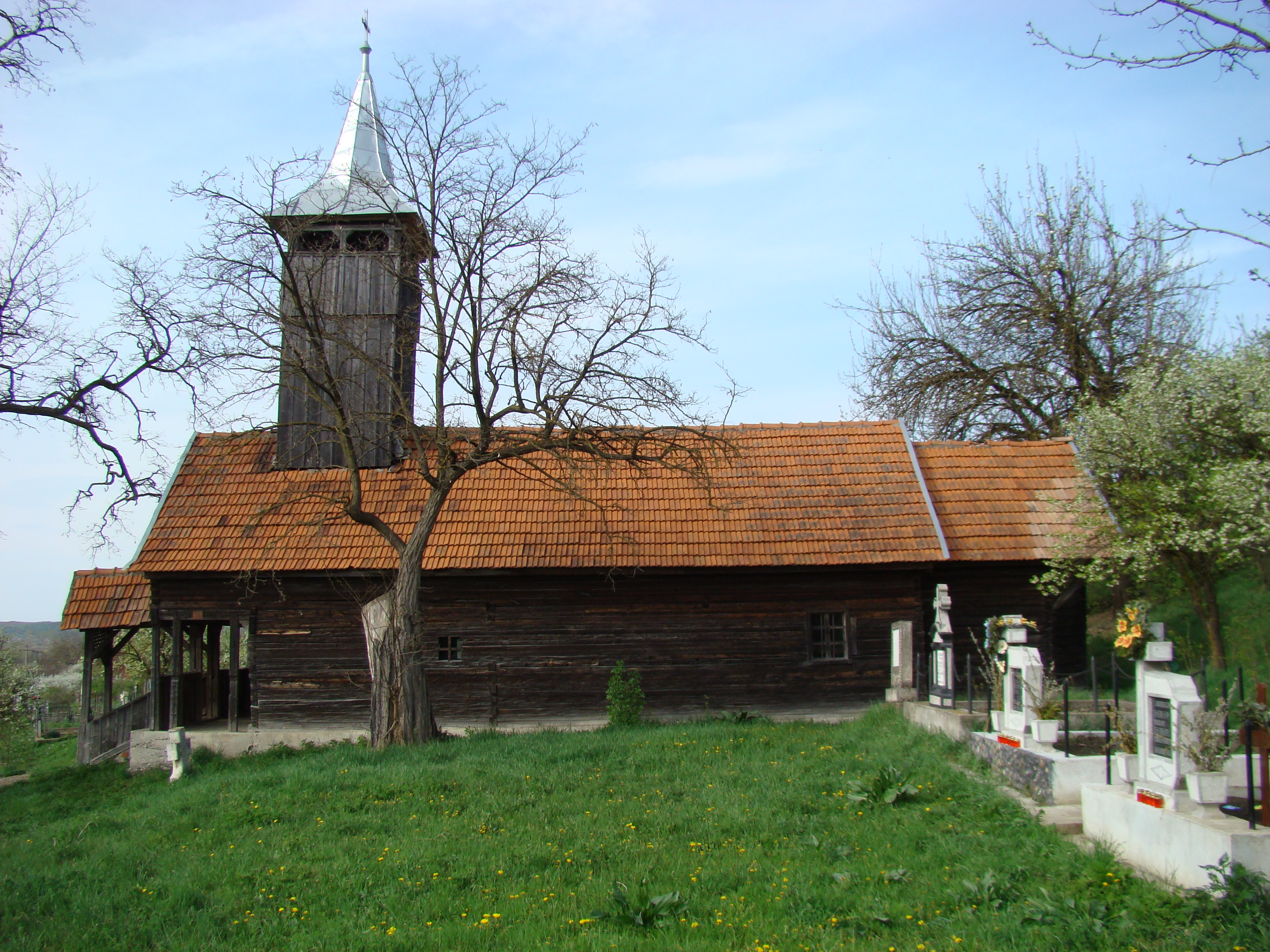
Vedere laterală
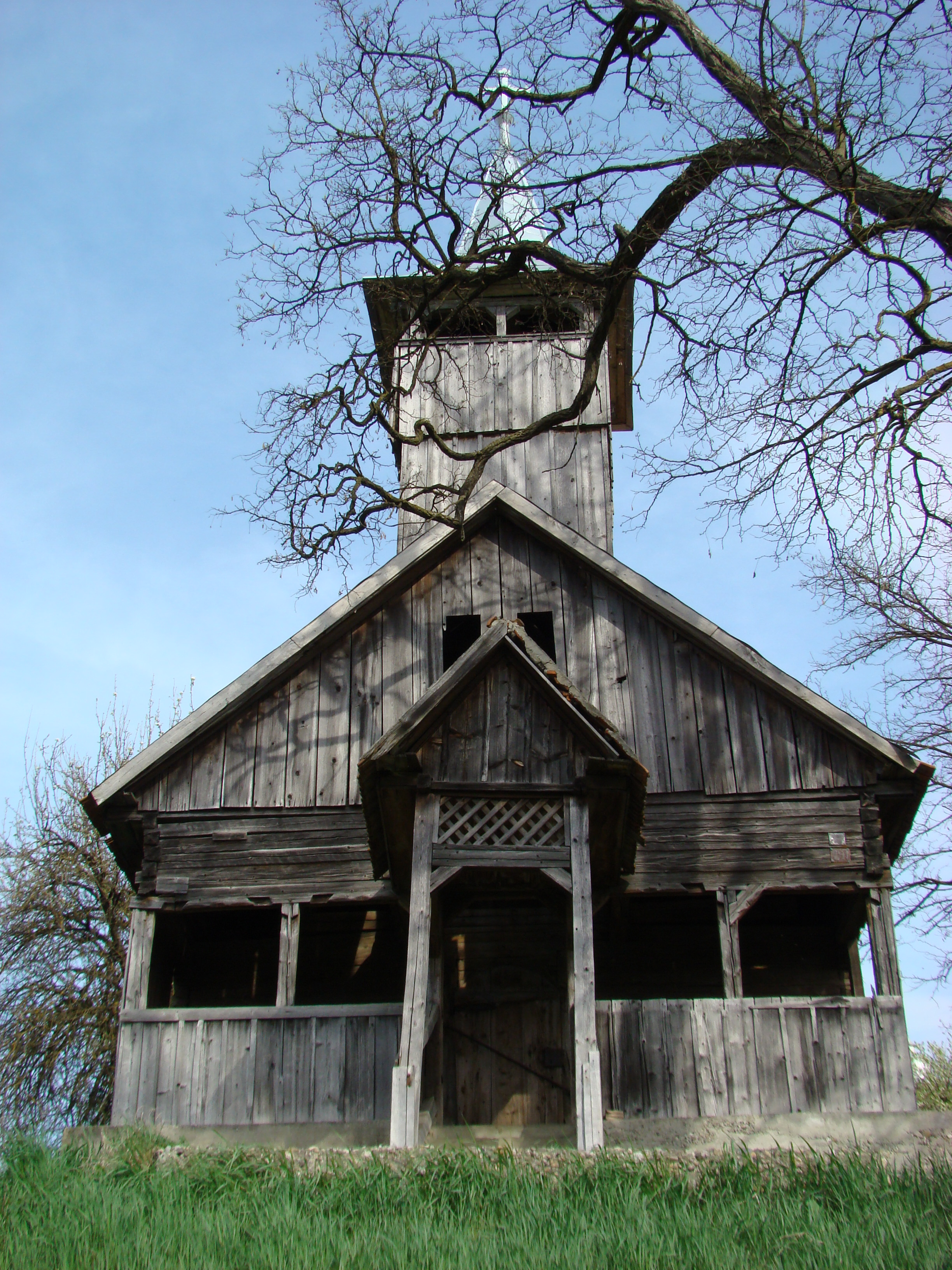
Vedere din vest
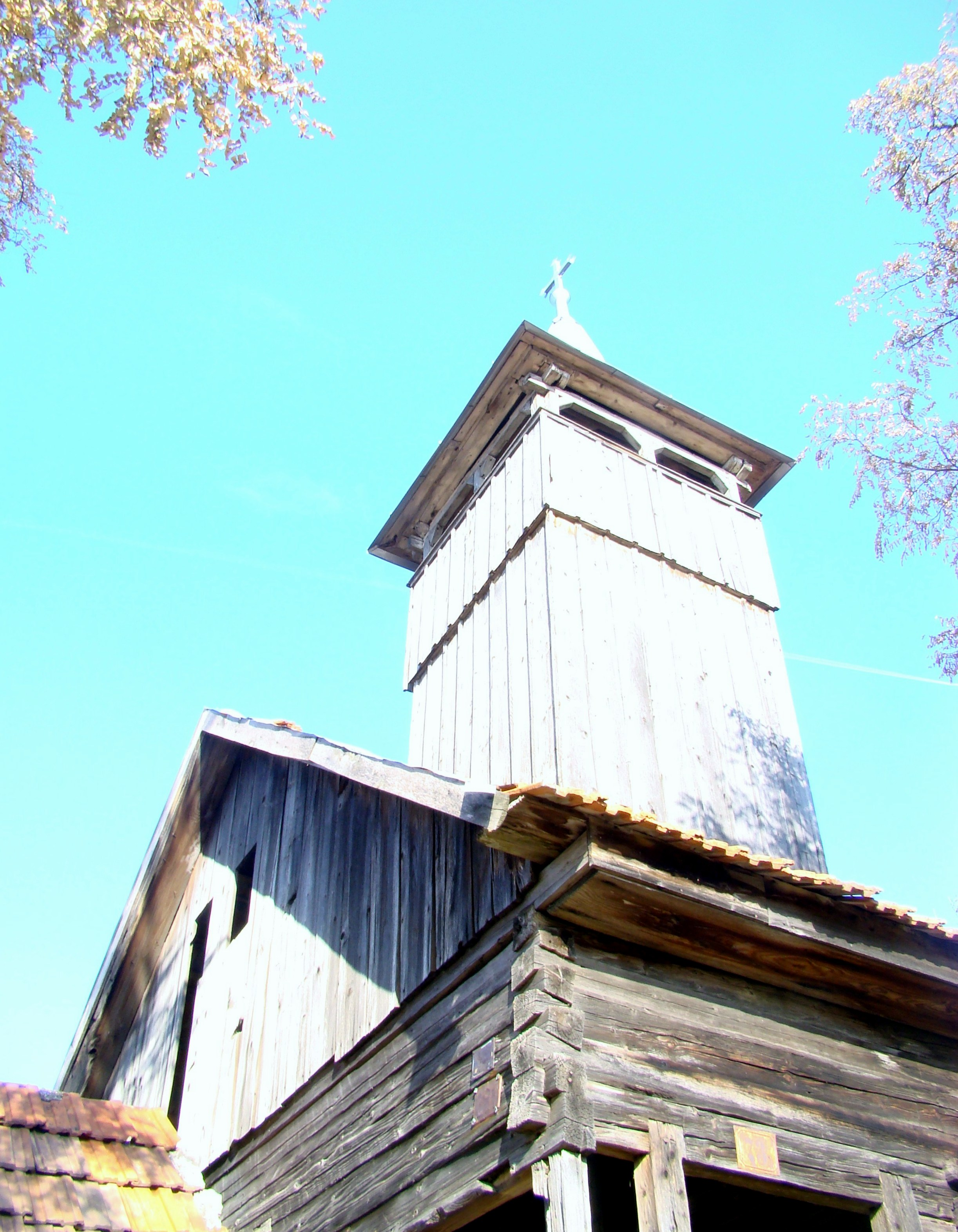
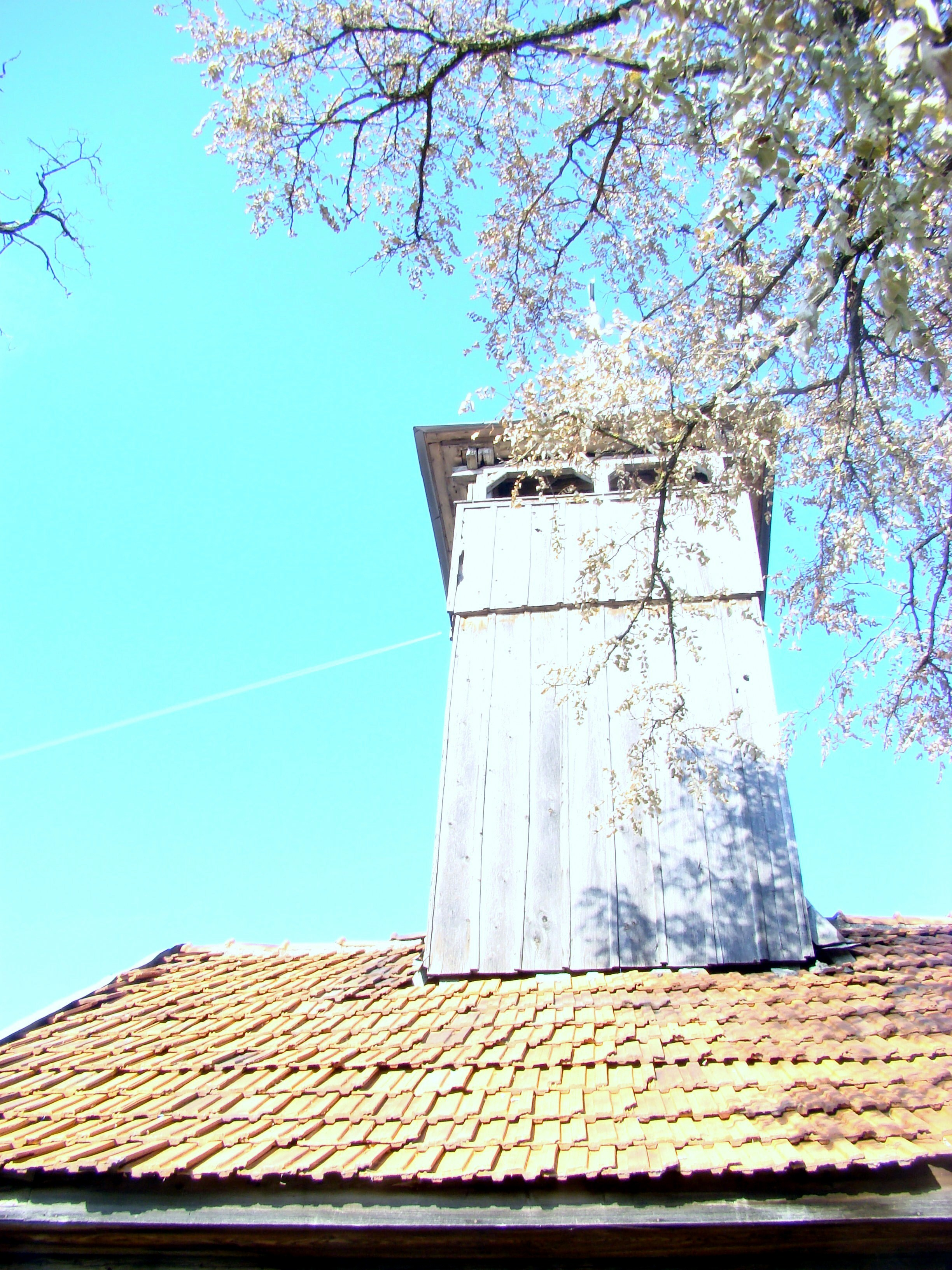
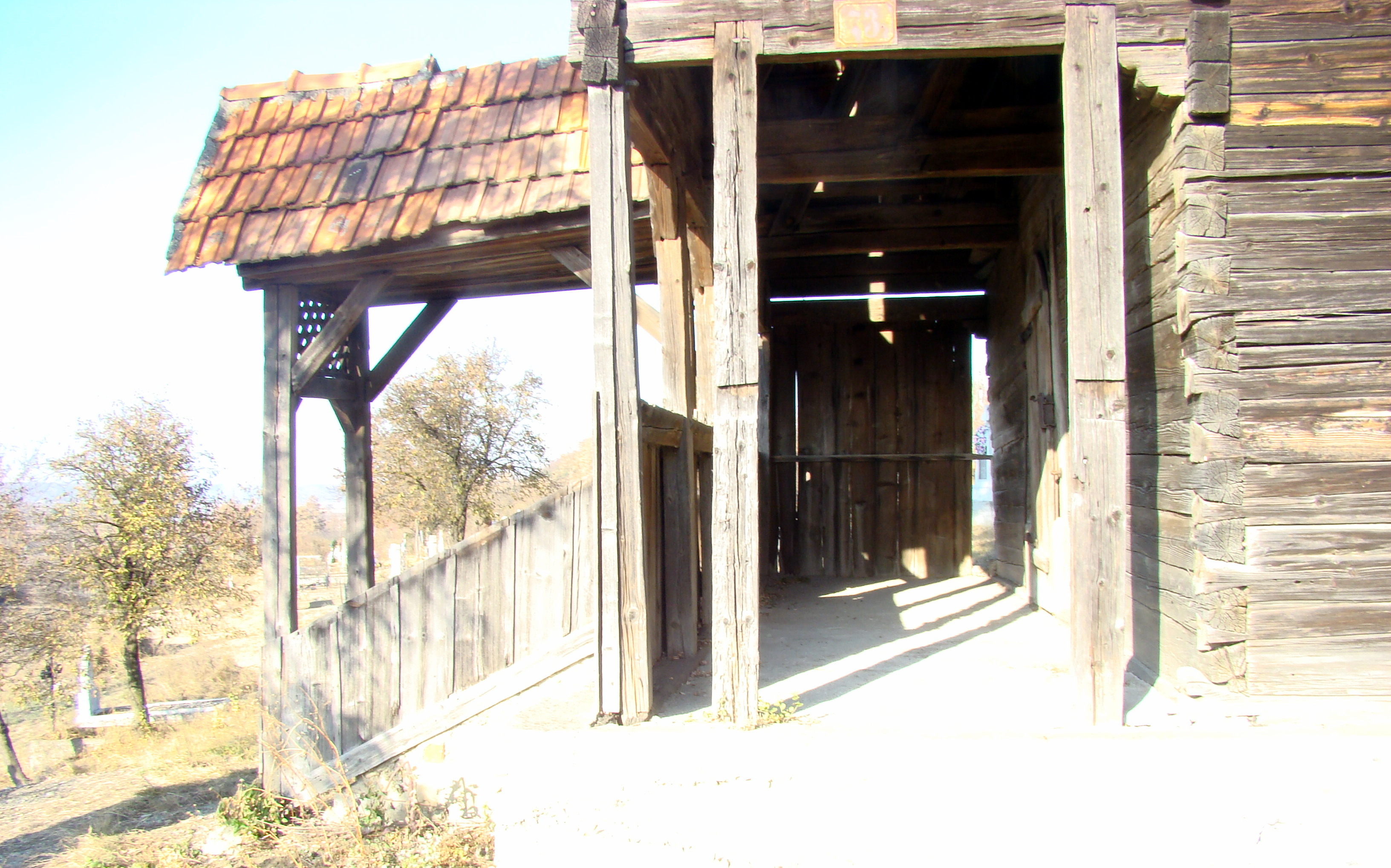
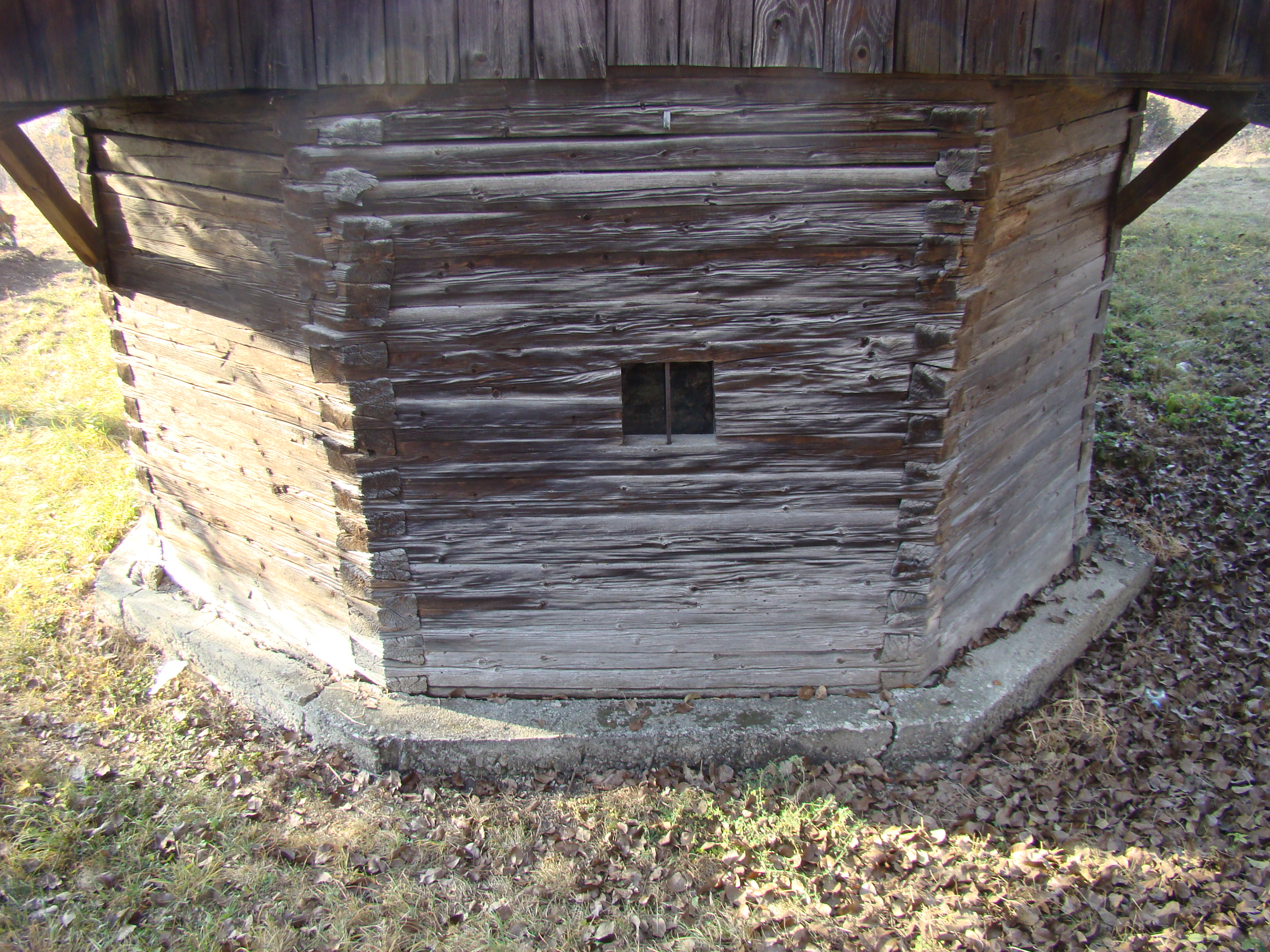
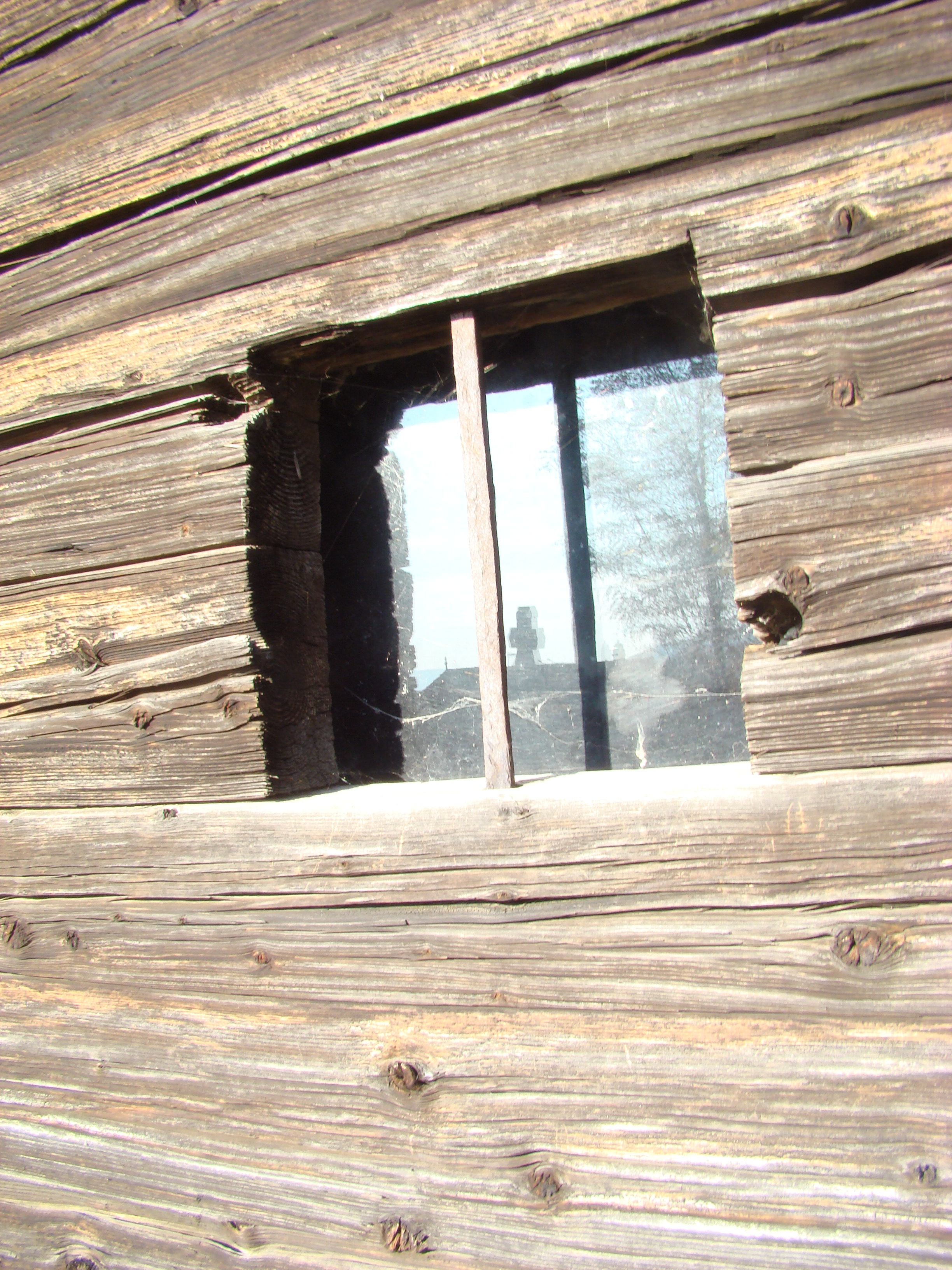
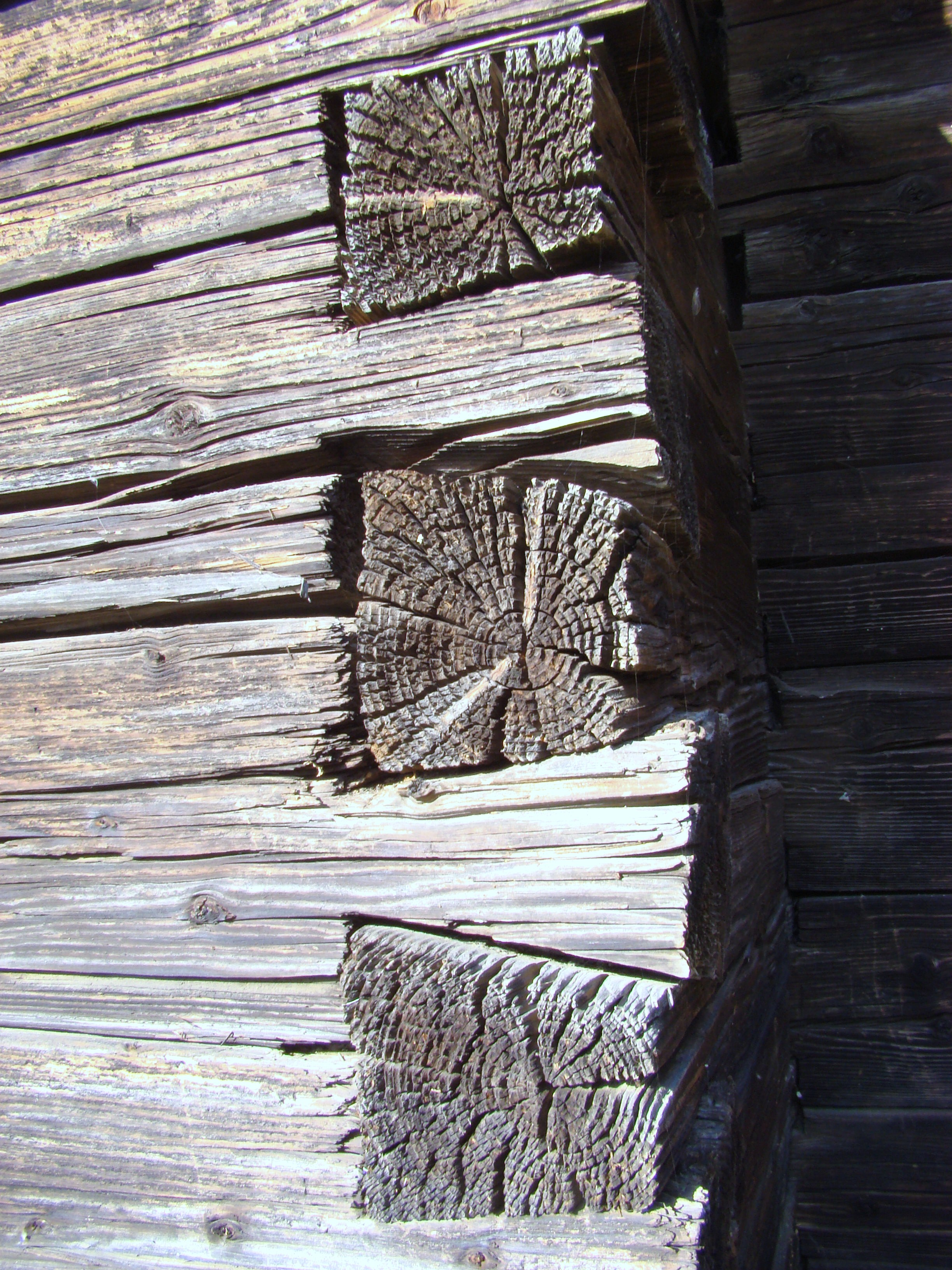